# Keroro軍曹動畫集數列表
以下是日本人氣動漫《Keroro軍曹》的集数介紹及各季列表，最早於2000年開始由東京電視台負責播放。官方網站（页面存档备份，存于）以每4至5集（視當月撥放集數而定）為一介紹頁。舉例來說：若要找第3集內容，請至請至第1話至第4話所屬頁面，依此類推。本條目中所有與原作漫畫劇情相符的內容，主題內文上將以●為記號。

## 第一季
| 集數 | 主題 | 故事借鏡 | 劇本       | 分鏡                    | 導演           | 作畫監督                         | 作畫監修 | 協助製作           |
| ---- | --- | --- | ---------- | ----------------------- | -------------- | -------------------------------- | -------- | ------------------ |
| 1    | 在下乃Keroro軍曹 是也 | - Keroro說擁有專用房間會讓人有三倍力量，該說話《GUNDAM》的夏亞常用詞 - Keroro的電腦是iMac G4 | 池田眞美子 | 佐藤順一                | 山本裕介       | 小栗寛子、 西田亞沙子            | 追崎史敏 |                    |
| 1    | 日向家出現了一隻像青蛙的清潔工，媽媽還特地分配了一間房間給Keroro。軍曹好高興，不到兩三下功夫就把它佈置成他的秘密基地...... | | 池田眞美子 | 佐藤順一                | 山本裕介       | 小栗寛子、 西田亞沙子            | 追崎史敏 |                    |
| 1    | Keroro 立於大地之上 是也 | 《機動戰士GUNDAM》 第1集《GUNDAM立於大地之上》 | 池田眞美子 | 佐藤順一                | 山本裕介       | 小栗寛子、 西田亞沙子            | 追崎史敏 |                    |
| 1    | 原來Keroro軍曹是來自於外星的外星人，他來這裡的目的竟然是侵略地球，不過由於他們的總隊臨時撤退,讓Keroro軍曹不得不留在日向家與他們和平相處…... | | 池田眞美子 | 佐藤順一                | 山本裕介       | 小栗寛子、 西田亞沙子            | 追崎史敏 |                    |
| 2    | 桃華和Tamama 出擊! 是也 | | 池田眞美子 | 山本裕介                | 五十嵐達也     | しんぼたくろう、 高橋真一        | 追崎史敏 |                    |
| 2    | Keroro明知道危險,為了尋找他的部下不顧危險。前往冬樹就讀的學校，結果真的找到了他的第一個部下Tamama二等兵...... | | 池田眞美子 | 山本裕介                | 五十嵐達也     | しんぼたくろう、 高橋真一        | 追崎史敏 |                    |
| 2    | 桃華和Tamama 登陸日向家 是也 | | 池田眞美子 | 山本裕介                | 五十嵐達也     | しんぼたくろう、 高橋真一        | 追崎史敏 |                    |
| 2    | 原來Tamama二等兵潛入一直暗戀冬樹的桃華家，而且Tamama與Keroro命運大不同，過著大小姐般的生活，來日向家拜訪的桃華則是有很大的目的...... | | 池田眞美子 | 山本裕介                | 五十嵐達也     | しんぼたくろう、 高橋真一        | 追崎史敏 |                    |
| 3    | Keroro 突破危險臨界點 是也 | | 笠原邦曉   | タカギシゲキ、 山本裕介 | 高木茂樹       | 石井ゆみこ                       | 追崎史敏 | 遊步堂             |
| 3    | 由於Keroro一直待在日向家不能出去，已經到達了崩潰邊緣，為了想辦法讓Keroro出去又不會遭遇意外，冬樹與Tamama絞盡了腦汁...... | | 笠原邦曉   | タカギシゲキ、 山本裕介 | 高木茂樹       | 石井ゆみこ                       | 追崎史敏 | 遊步堂             |
| 3    | Keroro 極祕任務開始 是也 | - 日向秋的電腦是iBook G4 - 夏美的電腦是iMac G3 | 笠原邦曉   | タカギシゲキ、 山本裕介 | 高木茂樹       | 石井ゆみこ                       | 追崎史敏 | 遊步堂             |
| 3    | 夏美認為最近表現良好的Keroro，一定是在暗中搞鬼，於是在媽媽（想窺視Keroro私生活）的支持之下安裝監視器監視Keroro的一天...... | | 笠原邦曉   | タカギシゲキ、 山本裕介 | 高木茂樹       | 石井ゆみこ                       | 追崎史敏 | 遊步堂             |
| 4    | Giroro 宇宙最危險的男人 是也 | Giroro與夏美交戰時夏美頭上一閃，是《GUNDAM》的new type發動 | 西園悟     | 佐藤昌文、 山本裕介     | 佐藤昌文       | 井上哲                           | 追崎史敏 | スタジオガッツ     |
| 4    | Keroro的屬下之一Giroro以震撼的方式出現在Keroro的面前，而且他已經調查清楚日向家每個人的特性，不過他再凶狠也不是夏美的對手...... | | 西園悟     | 佐藤昌文、 山本裕介     | 佐藤昌文       | 井上哲                           | 追崎史敏 | スタジオガッツ     |
| 4    | Keroro 下雨時危險的男人 是也 | Keroro為了抵抗Tamama衝擊波所用的金金K隆波是仿《七龍珠》 | 西園悟     | 佐藤昌文、 山本裕介     | 佐藤昌文       | 井上哲                           | 追崎史敏 | スタジオガッツ     |
| 4    | 跟著Keroro寄宿在日向家庭院的Giroro，實在看不慣Keroro軍曹沒出息的樣子，於是想到用加濕器來提振Keroro的鬥志...... | | 西園悟     | 佐藤昌文、 山本裕介     | 佐藤昌文       | 井上哲                           | 追崎史敏 | スタジオガッツ     |
| 5    | Keroro 深愛玩具男人之歌 是也 | - 藍星人suit射出與《無敵鐵金剛》一樣 - 《櫻桃小丸子》 | 横谷昌宏   | 喜多幡徹                | 喜多幡徹       | 内田シンヤ                       | 追崎史敏 |                    |
| 5    | 每天在日向家辛勤做家事的Keroro，終於領到了第一份薪水，Keroro馬上衝去玩具店買模型組裝玩具，但是隱形的他又不能直接購買，令他很為難...... 隔天，Keroro只好拜託冬樹陪他去買，結果他想買的模型卻又被北城睦實買走，而且還聽到玩具店要結束營業的消息，令Keroro興起一股救世的念頭...... | | 横谷昌宏   | 喜多幡徹                | 喜多幡徹       | 内田シンヤ                       | 追崎史敏 |                    |
| 6    | 桃華 Love Love 南海大作戰 是也 | Keroro雙手在轉氣泡紙時，那隻手是《大力水手》卜派的手 | 池田眞美子 | 中村次郎                | 菜香ゆき       | 古賀誠                           | 追崎史敏 | ノーマッド         |
| 6    | 黃金周到了，暗戀冬樹的桃華策畫了一個「快速接近冬樹！ 南方樂園的二人世界，小鹿亂撞之戀大作戰」，但是夏美與媽媽都跟著去， 讓桃華覺得很煞風景...... | | 池田眞美子 | 中村次郎                | 菜香ゆき       | 古賀誠                           | 追崎史敏 | ノーマッド         |
| 6    | 桃華 靈異南海大作戰 是也 | | 池田眞美子 | 中村次郎                | 菜香ゆき       | 古賀誠                           | 追崎史敏 | ノーマッド         |
| 6    | 為了接近冬樹，桃華提議大家玩試膽遊戲，結果波爾扮的假鬼，與一心保護夏美的Giroro展開混戰。另外真鬼的出現，把大家嚇得魂飛魄散.....（本次作戰花費50億日圓） | | 池田眞美子 | 中村次郎                | 菜香ゆき       | 古賀誠                           | 追崎史敏 | ノーマッド         |
| 7    | 摩亞 初次到地球破壞 是也 | | 山口宏     | 五十嵐達也              | 五十嵐達也     | しんぼたくろう 高橋真一          | 追崎史敏 |                    |
| 7    | 恐怖大王安哥爾．摩亞從天而降，雖然晚了5年，但是外表與一般高中女生沒有兩樣的摩亞，還是開始破壞起地球，眼看著地球就要完蛋了...... | | 山口宏     | 五十嵐達也              | 五十嵐達也     | しんぼたくろう 高橋真一          | 追崎史敏 |                    |
| 7    | Tamama對摩亞 結果Tamama敗北 是也 | | 山口宏     | 五十嵐達也              | 五十嵐達也     | しんぼたくろう 高橋真一          | 追崎史敏 |                    |
| 7    | 對Keroro充滿尊敬的摩亞，每天黏著Keroro，讓Tamama非常的嫉妒， 於是Tamama化身成特訓機器人，想藉著無聊的訓練將摩亞逼走，但是摩亞卻認真的接受特訓，令Tamama覺得自己很卑微...... | | 山口宏     | 五十嵐達也              | 五十嵐達也     | しんぼたくろう 高橋真一          | 追崎史敏 |                    |
| 8    | Keroro 侵略作戰狀態大好 是也 | Keroro在基地裡說本官一直都是認真的 那是《新世紀福音戰士》碇源堂的招牌姿勢 | 西園悟     | 畠山茂樹 佐藤順一       | 畠山茂樹       | 井上哲 柴田志朗                  | 追崎史敏 | スタジオガッツ     |
| 8    | 乍看之下很和平的日向家，其實Keroro與Tamama等人卻在日向家的地底下蓋了一座秘密基地，準備侵略地球。冬樹與桃華聊過之後，覺得很可疑，便趕回家中查看...... | | 西園悟     | 畠山茂樹 佐藤順一       | 畠山茂樹       | 井上哲 柴田志朗                  | 追崎史敏 | スタジオガッツ     |
| 8    | Keroro 錯誤百出的基地建造 是也 | | 西園悟     | 畠山茂樹 佐藤順一       | 畠山茂樹       | 井上哲 柴田志朗                  | 追崎史敏 | スタジオガッツ     |
| 8    | 受到爆炸的震動被吸入秘密基地的冬樹與桃華，被Keroro等人誤以為是Nyororo入侵， 於是Tamama、Giroro、摩亞先後出動，卻與敵軍會合，百思不得其解的Keroro ，只好使出那個辦法...... | | 西園悟     | 畠山茂樹 佐藤順一       | 畠山茂樹       | 井上哲 柴田志朗                  | 追崎史敏 | スタジオガッツ     |
| 9    | 夏美 邁向戀愛之路 Kururu 是也 | - Keroro背景音樂取自《新世紀福音戰士》 - 睦實進入日向家的背景音樂、日向家的防護罩及睦實進進入方法，都與《新世紀福音戰士》的渚薰進入NERV本部一樣 | 池田眞美子 | 佐藤順一                | 高木茂樹       | 追崎史敏 岩岡優子                | 追崎史敏 |                    |
| 9    | 夏美暗戀的學長北城睦實，某一天竟然對夏美說想到夏美家玩，冬樹認為睦實可能是MIB， 因此很擔心Keroro他們的安危...... | | 池田眞美子 | 佐藤順一                | 高木茂樹       | 追崎史敏 岩岡優子                | 追崎史敏 |                    |
| 9    | 日向秋 爆炸性的女人 是也 | 《魔法公主 Minky Momo》變身 | 池田眞美子 | 佐藤順一                | 高木茂樹       | 追崎史敏 岩岡優子                | 追崎史敏 |                    |
| 9    | 透過睦實學長，Keroro終於找到第四個夥伴Kururu，Kururu是一個瘋狂的發明家， 這一天他用自己發明的武器將媽媽返老還童，於是媽媽開心的跑到學校去玩，但是...... | | 池田眞美子 | 佐藤順一                | 高木茂樹       | 追崎史敏 岩岡優子                | 追崎史敏 |                    |
| 10   | 決戰! 第三大臼齒 是也 | 《機動戰士GUNDAM》的白色基地與鋼坦克 | 西園悟     | 玉川達文                | 玉川達文       | 石井ゆみこ                       | 追崎史敏 |                    |
| 10   | 某日Keroro突然疼痛得不支倒地，原來是得了蛀牙。 Giroro判斷是細菌大小的超小型敵人從Keroro的口中入侵，在那裏建設基地！ 於是冬樹、夏美隨著Giroro等人，將身體縮小進入Keroro的口中，展開宇宙戰爭與敵人對抗，但是敵人實在太多，Giroro他們只好撒退...... | | 西園悟     | 玉川達文                | 玉川達文       | 石井ゆみこ                       | 追崎史敏 |                    |
| 11   | Keroro小隊 上電視 是也 | 玻唷用槍將冒牌主持人封在槍裏，是《七龍珠》的魔封波 | 西園悟     | 玉川達文                | 玉川達文       | 石井ゆみこ                       | 追崎史敏 |                    |
| 11   | 全宇宙最受歡迎的目「熱淚盈眶訪問錄」寄了一個包裡給Keroro，說這一次要來藍星出外景，Keroro等人非常興奮，妥當準備迎接主持人...... 但是那二個主持人卻是得寸進尺，一來就破壞了日向家的玄關，使得夏美與媽媽非常生氣，於是媽媽想出一個絕招來對付他們...... | | 西園悟     | 玉川達文                | 玉川達文       | 石井ゆみこ                       | 追崎史敏 |                    |
| 12   | Sumomo 偶像要穿梭宇宙 是也 | | 笠原邦曉   | 誌村宏明                | 菜香ゆき       | 古賀誠                           | 追崎史敏 | ノーマッド         |
| 12   | 全宇宙最紅的偶像Sumomo，居然出現在日向家，Keroro等人非常興奮， 忙著準備Sumomo的地球演唱會，但是Sumomo卻一副心事重重的樣子...... | | 笠原邦曉   | 誌村宏明                | 菜香ゆき       | 古賀誠                           | 追崎史敏 | ノーマッド         |
| 12   | Giroro 戰場上的小天使 是也 | 增強能力的背帶上及風車，與《假面騎士》的腰帶一樣 | 笠原邦曉   | 誌村宏明                | 菜香ゆき       | 古賀誠                           | 追崎史敏 | ノーマッド         |
| 12   | Giroro用來維持平衡的背帶突然不見了。怎麼找都找不到的Giroro為了避免拖累戰友，於是自請退伍要離開地球，此時小貓叼來一隻Kururu的袋子，裡面裝的會是甚麼呢？ | | 笠原邦曉   | 誌村宏明                | 菜香ゆき       | 古賀誠                           | 追崎史敏 | ノーマッド         |
| 13   | Dororo 被遺忘的戰士 是也 | | 横谷昌宏   | 山本裕介                | 山本裕介       | 追崎史敏                         | 追崎史敏 |                    |
| 13   | 長期以來潛伏在地球的外星人，近來一而再再而三的遭到不明的襲擊，幕後的兇手就是Keroro小隊的Dororo兵長，然而他襲擊外星人的原因居然是...... | | 横谷昌宏   | 山本裕介                | 山本裕介       | 追崎史敏                         | 追崎史敏 |                    |
| 13   | Dororo和小雪 友情是美好的嗎? | 《灌籃高手》名台詞「左手只是輔助」 | 横谷昌宏   | 山本裕介                | 山本裕介       | 追崎史敏                         | 追崎史敏 |                    |
| 13   | K隆星人的天敵毒蛇（Viper）在此時襲擊了落單的Dororo，得知此消息的Keroro小隊全員出動！但在轉瞬之間，Keroro小隊竟幾乎全滅...... | | 横谷昌宏   | 山本裕介                | 山本裕介       | 追崎史敏                         | 追崎史敏 |                    |
| 14   | 五人結集! 可能是史上最大的作戰 是也 | - Keroro作戰計劃中的「在天空自由飛翔大作戰」Keroro頭上是《多啦A夢》的竹蜻蜓 - Keroro作戰計劃中的「不二子大作戰」是惡搞《魯邦三世》中魯邦總是跳到不二子床上 - 惡搞《機動武鬥傳G高達》的閃光高達 | 池田眞美子 | 近藤信宏                | 平池芳正       | 牛島勇二 松川哲也 追崎史敏       | 追崎史敏 | 遊步堂             |
| 14   | Keroro軍曹想出很多個，希望能讓Dororo兵長滿意的侵略地球的作戰計劃，並且把這件事轉告 了Dororo兵長，但是Dororo兵長心裡想的卻反倒是如何保衛地球的和平...... Keroro一行人徹夜執行「讓城市開滿花吧大作戰」，到目前為止相當順利，直到日出後不久，大家努力種下的花朵卻逐漸消失？！ | | 池田眞美子 | 近藤信宏                | 平池芳正       | 牛島勇二 松川哲也 追崎史敏       | 追崎史敏 | 遊步堂             |
| 15   | 桃華 裡桃華登場 是也 | - 《七龍珠》 - 《火影忍者》李洛克絕學 | 西園悟     | 河本昇悟                | 河本昇悟       | しんぼたくろう 高橋真一          | 追崎史敏 |                    |
| 15   | Tamama讓懦弱的桃華坐上了耐重力訓練機，想鍛煉桃華的骨氣。但是在高速旋轉的特訓中，突來的落雷讓桃華一分為二...... | | 西園悟     | 河本昇悟                | 河本昇悟       | しんぼたくろう 高橋真一          | 追崎史敏 |                    |
| 15   | 另一個桃華 計中計 是也 | 《新世紀福音戰士》第九集 《瞬間、心心相印》 | 西園悟     | 河本昇悟                | 河本昇悟       | しんぼたくろう 高橋真一          | 追崎史敏 |                    |
| 15   | 分裂的桃華與裏桃華，為了恢復原狀，在Dororo兵長的提議下，讓心靈與身體同步，於是在地下秘密基地開始跳起水上芭蕾。此時卻發生意想不到的異變！ | | 西園悟     | 河本昇悟                | 河本昇悟       | しんぼたくろう 高橋真一          | 追崎史敏 |                    |
| 16   | 摩亞 裡摩亞登場？！ 是也 | | 山口宏     | あべももか              | 畠山茂樹       | 井上哲、 草刈大介、 柴田志朗     | 追崎史敏 | スタジオガッツ     |
| 16   | 在鬧區的暗巷、公園、車站前的商站街，有一個高中女生到處打架滋事。 Dororo、睦實、Tamama都看到了那個高中女生，而那個女孩居然跟某個人長得一模一樣...... | | 山口宏     | あべももか              | 畠山茂樹       | 井上哲、 草刈大介、 柴田志朗     | 追崎史敏 | スタジオガッツ     |
| 16   | 摩亞 摩亞摩亞大混亂 是也 | - 《超GALS!壽蘭》 - 《美少女戰士》 - 《超人七號》17話地底GO!GO!GO! | 山口宏     | あべももか              | 畠山茂樹       | 井上哲、 草刈大介、 柴田志朗     | 追崎史敏 | スタジオガッツ     |
| 16   | 跟摩亞長得一模一樣的高中女生麻美，其實是摩亞偽裝成地球人時所模仿的對象，但是最近麻美的行為卻開始產生偏差。摩亞與Keroro小隊為了找出原因，全員展開行動！ | | 山口宏     | あべももか              | 畠山茂樹       | 井上哲、 草刈大介、 柴田志朗     | 追崎史敏 | スタジオガッツ     |
| 17   | Keroro對夏美 水中大決戰 是也 | | 笠原邦曉   | 喜多幡徹                | 喜多幡徹       | 岩岡優子                         | 追崎史敏 |                    |
| 17   | Keroro等人潛入了夏美學校的游泳池，與夏美展開游泳競速。水中是K隆星人的主場，眼看Keroro即將取得對戰夏美的首勝，然而事情總是不近人意...... | | 笠原邦曉   | 喜多幡徹                | 喜多幡徹       | 岩岡優子                         | 追崎史敏 |                    |
| 17   | 冬樹 歡迎來到恐怖世界 是也 | - 日本戲劇《忠臣藏》 - Keroro的裝扮是《科學怪人》 - 摩亞是《魔域幽靈》的莫莉卡·安斯蘭特 - Tamama是《傑森》 - Keroro的一分為二槍故事是《多啦A夢》某一章。 | 笠原邦曉   | 喜多幡徹                | 喜多幡徹       | 岩岡優子                         | 追崎史敏 |                    |
| 17   | Keroro軍曹等人看了電視的鬼故事，決定進行一場地球人與外星人的鬼故事對決。於是大家發表自己最得意的鬼故事，就此展開精采絕倫的鬼故事大賽...... | | 笠原邦曉   | 喜多幡徹                | 喜多幡徹       | 岩岡優子                         | 追崎史敏 |                    |
| 18   | 夏美 爆笑！ 大人的海岸故事 是也 | - Keroro拿出方言控制器時的口氣與畫面跟《多啦A夢》拿道具時一模一樣 - 白痴造句 - 參與獎品的《GUNDAM》模型 | 横谷昌宏   | 誌村宏明                | 菜香ゆき       | 古賀誠                           | 追崎史敏 | ノーマッド         |
| 18   | Keroro軍曹他們很想去海邊玩，可是媽媽說不能讓小孩子跟外星人單獨到海邊去，而阻止了他們。這時Kururu用他的發明作品「促進成長槍」把夏美變成了大人，於是第二天，他們一人行一大早就開開心心的到了海邊，然而...... 土井中海岸舉行了第一次的漫才大賽，本來對比賽毫無興趣的夏美（大人）碰到了想得到比賽獎品的睦實學長。比賽的結果到底會是......                                                       | | 横谷昌宏   | 誌村宏明                | 菜香ゆき       | 古賀誠                           | 追崎史敏 | ノーマッド         |
| 19   | Keroro對夏美 夏祭大決戰 是也 | 慶典中Kururu弄出來的撈烏龜台的mark是紅底的龜字，與《七龍珠》悟空穿的紅色龜字服一樣 | 横谷昌宏   | 五十嵐達也              | 五十嵐達也     | しんぼたくろう 高橋真一          | 追崎史敏 |                    |
| 19   | Keroro小隊又展開新的地球侵略計劃，利用祭典的攤子，做一些不法的買賣。夏美看到這種情況非常生氣，於是向Keroro軍曹挑戰。究竟這場挑戰的勝負為何...... | | 横谷昌宏   | 五十嵐達也              | 五十嵐達也     | しんぼたくろう 高橋真一          | 追崎史敏 |                    |
| 19   | Keroro 讓侵略廣播傳入你耳朵 是也 | 《寵物小精靈》片尾曲 | 横谷昌宏   | 五十嵐達也              | 五十嵐達也     | しんぼたくろう 高橋真一          | 追崎史敏 |                    |
| 19   | 受到623的廣播節目的影響，街上的玩具店裡的模型被一掃而空。發現這一點的Keroro，因此決定利用廣播節目執行地球侵略計劃，並開始自己的廣播節目，但是效果卻出乎意料...... | | 横谷昌宏   | 五十嵐達也              | 五十嵐達也     | しんぼたくろう 高橋真一          | 追崎史敏 |                    |
| 20   | 冬樹 Meet A Girl 是也 | | 西園悟     | 片山一良                | 福本潔         | 石井ゆみこ                       | 追崎史敏 | 遊步堂             |
| 20   | 地球表面絕大部份都被海洋所覆蓋。得知這件事的Keroro軍曹，為了執行「第一步先侵略海洋作戰」，因此立刻派出潛水艇朝大海出發，但是...... | | 西園悟     | 片山一良                | 福本潔         | 石井ゆみこ                       | 追崎史敏 | 遊步堂             |
| 20   | 冬樹 的使者 是也 | - 《冒險少女娜汀亞》 - 《超人七號》第42集《儂馬特的使者》 | 西園悟     | 片山一良                | 福本潔         | 石井ゆみこ                       | 追崎史敏 | 遊步堂             |
| 20   | Keroro軍曹等人搭乘潛水艇前去侵略海洋，而冬樹為了暑假作業調查海洋，因此也一起潛入海底開始調查。但在調查途中冬樹遇見了住在海底的神秘智慧生命體「儂特露瑪」...... | | 西園悟     | 片山一良                | 福本潔         | 石井ゆみこ                       | 追崎史敏 | 遊步堂             |
| 21   | Keroro 侵略也要節能 是也 | | 山口宏     | 山口普                  | 山口普         | 山口普                           | 追崎史敏 |                    |
| 21   | 就在夏天最熱的時候，日向家所在的小鎮全區停電了。夏美受不了炎熱的天氣，幸虧小雪出現，教夏美執行消暑的納涼忍術，結果...... | | 山口宏     | 山口普                  | 山口普         | 山口普                           | 追崎史敏 |                    |
| 21   | Keroro 向鄉村進軍 是也 | - 開車回鄉時，在公路上前面那台車是《魯邦三世》魯邦的車，車內兩人就是魯邦和神槍手次元 - Keroro去撿冬樹打出去的球，球落在狗面前，螢幕上出現WARNING!跟《洛克人》遇到王時一樣 - 《頭文字D》漂移，KERORO曾指著窗外說「那就是傳說中的紅色流星」 | 山口宏     | 山口普                  | 山口普         | 山口普                           | 追崎史敏 |                    |
| 21   | 媽媽帶夏美與冬樹回鄉下的外婆家，而Keroro也偷偷的跟來了。震怒的夏美命令Keroro們乖乖躲在外婆家附近的小倉庫，但不甘寂寞的Keroro等人開始蠢蠢欲動...... | | 山口宏     | 山口普                  | 山口普         | 山口普                           | 追崎史敏 |                    |
| 22   | Tamama 從今起我是隊長 是也 | - TAMAMA因為身邊都沒有部下了，哭叫著「沒有人叫我隊長，我就不是隊長了」，與MONSTER「沒有人叫我怪物的話，我就再也不是怪物了」相似 - Tamama使用的搖控器是iPod第三代，電腦則使用Windows XP | 西園悟     | 山本裕介                | 山本裕介       | しんぼたくろう 高橋真一          | 追崎史敏 |                    |
| 22   | 因為一張突如其來的軍令狀，上面清楚寫著隊長是Tamama，Keroro從此被打入地底的禁閉室裡。Tamama新隊長很快地就提出了「藍星可樂放送大作戰」， 可是他的作戰計劃十分不切實際，而他又聽不進別人的意見，最後反而變成被孤立的人...... | | 西園悟     | 山本裕介                | 山本裕介       | しんぼたくろう 高橋真一          | 追崎史敏 |                    |
| 23   | Panic！日向家最騷動的一天 是也 | Keroro發表演說是仿照《機動戰士GUNDAM》一年戰爭時基連·薩比在卡爾馬國殤典禮上發表的演說 | 池田眞美子 | 佐藤順一                | 鵜飼ゆうき     | 追崎史敏                         |          |                    |
| 23   | Keroro軍曹想到利用Kero球修理他心愛的模型， 沒想到卻因為Kero球曾經受到重擊而損壞， 原本要啟動「修復機能」卻變成了「複製機能」，而且還無法停止下來， 於是Keroro軍曹不斷地被複製出來，直到淹沒了整個日向家也沒有停止...... | | 池田眞美子 | 佐藤順一                | 鵜飼ゆうき     | 追崎史敏                         |          |                    |
| 24   | Keroro 正義和貧窮的偵探 是也 | 556與《宇宙刑事》卡邦，長相、變身、旁白評述變身均是相同，而且卡邦變身要0.05秒 556只要0.0037秒 Keroro回憶與556對話的那個場景，那三支水泥管，是《多啦A夢》的空地。 | 山口宏     | 誌村宏明                | 菜香ゆき       | 古賀誠                           | 追崎史敏 | ノーマッド         |
| 24   | 突然出現自稱是宇宙偵探的556，一路上一直追蹤夏美回到家裡，正當大家正為Keroro與556之間的決鬥感到緊張不已時，他們卻像是久逄的老友般互相擁抱...... | | 山口宏     | 誌村宏明                | 菜香ゆき       | 古賀誠                           | 追崎史敏 | ノーマッド         |
| 24   | 556 特輯就職最前線 是也 | 556去應徵工作的地點，與《名偵探柯南》毛利偵探事務所相似 | 山口宏     | 誌村宏明                | 菜香ゆき       | 古賀誠                           | 追崎史敏 | ノーマッド         |
| 24   | 來到地球的556與拉比從此就留下來生活，卻因556怪異的言行一直找不到工作，最後Keroro發揮特蒐能力，終於為556找到最適合他的工作...... | | 山口宏     | 誌村宏明                | 菜香ゆき       | 古賀誠                           | 追崎史敏 | ノーマッド         |
| 25   | 桃華 愛 青春 與混亂的逃亡 是也 | - 西澤集團的運輸機與《高達》的卡烏相似 - 波爾對特種部隊用的招式、西澤爸和波爾對打的場面與《街霸》相似 | 笠原邦曉   | 平池芳正                | 平池芳正       | 追崎史敏 しんぼたくろう          | 追崎史敏 | 武遊               |
| 25   | 因為要參加超自然研究社的戶外活動（去探險廢棄的醫院），桃華臨時跟爸爸西澤梅雄說要將約會取消，因而遭受到父親精銳部隊突擊。在千鈞一髮之際，波爾帶著Tamama從精銳部隊手中救出了桃華，而後因為隊長Keroro的計謀， Keroro小隊決定要保護桃華免於威脅......（此次父女爭鬥總共花費126億日元） | | 笠原邦曉   | 平池芳正                | 平池芳正       | 追崎史敏 しんぼたくろう          | 追崎史敏 | 武遊               |
| 26   | Keroro 團結一致！入侵運動會 是也 | 冬樹求Keroro造雨 Keroro說 : 「我又不是來自未來的萬能機器人」，暗指《多啦A夢》 | 横谷昌宏   | 近藤信宏                | 箕ノ口克己     | 宇都木勇 村上勉 武内啓           | 追崎史敏 | サニーサイドアップ |
| 26   | 因為下個禮拜就是一年一度的運動會，運動白痴的冬樹與擅長賽跑的姐姐夏美都要參加比賽。他們的媽媽日向秋本來因為工作沒辦法來，但是這次說不定能一起參加比賽。夏美非常期待能跟媽媽一起參加兩人三腳的競技。但是後來因為媽媽工作有了突發狀況。不想看到夏美失望的Keroro軍曹決定要想盡辦法帶媽媽來參加運動會......                                                                                      | | 横谷昌宏   | 近藤信宏                | 箕ノ口克己     | 宇都木勇 村上勉 武内啓           | 追崎史敏 | サニーサイドアップ |
| 27   | Keroro 父親來了 青蛙老爸 是也 | | 西園悟     | 喜多幡徹                | 三好正人       | しんぼたくろう 高橋真一 松下浩美 | 追崎史敏 |                    |
| 27   | Keroro收到了一封宇宙來的明信片， 寄信人Keroro的父親說要來地球出差， 順便看兒子侵略地球的工作表現......緊張的Keroro會怎麼迎接父親大人呢？ | | 西園悟     | 喜多幡徹                | 三好正人       | しんぼたくろう 高橋真一 松下浩美 | 追崎史敏 |                    |
| 27   | Keroro 溫泉 Go！Go！Go！是也 | - 《超人七號》第17集《地底GO! GO! GO!》 - 地下遺蹟古文字中，藏著一隻《多啦A夢》 | 西園悟     | 喜多幡徹                | 三好正人       | しんぼたくろう 高橋真一 松下浩美 | 追崎史敏 |                    |
| 27   | Keroro集合了小隊成員要挖掘在地底下的天然溫泉，就在找到溫泉源頭處的他們看到了遠古宇宙人遺留下來的佔領行星的武器， Keroro一行人會怎麼做呢？ | | 西園悟     | 喜多幡徹                | 三好正人       | しんぼたくろう 高橋真一 松下浩美 | 追崎史敏 |                    |
| 28   | Keroro 雪戰生存演習 是也 | 波爾閃雪球時的動作像《》 | 笠原邦曉   | 福本潔                  | 福本潔         | 石井ゆみこ                       | 追崎史敏 | 遊步堂             |
| 28   | 將作戰目標放在下雪然後趁機侵略都市的Keroro小隊，用Kururu做的衛星「小路彎彎號」讓東京下了場大雪。但是因為Keroro軍曹怕冷的關係，所以在侵略之前先來了段練習，之後卻演變成大家打雪仗...... | | 笠原邦曉   | 福本潔                  | 福本潔         | 石井ゆみこ                       | 追崎史敏 | 遊步堂             |
| 28   | Kururu KuKuKu～ 是也 | | 笠原邦曉   | 福本潔                  | 福本潔         | 石井ゆみこ                       | 追崎史敏 | 遊步堂             |
| 28   | Keroro小隊中最沒人氣第一名的角色Kururu曹長，對日向家的各位展開一連串討厭又陰險的惡作劇。眾人找上軍曹要他主持公道，沒想到軍曹也是愛理不理......到底誰能幫大家修理這個頭痛人物呢？ | | 笠原邦曉   | 福本潔                  | 福本潔         | 石井ゆみこ                       | 追崎史敏 | 遊步堂             |
| 29   | 夏美和小雪 舞台上的青春 是也 | Keroro仿效《玻璃假面》 | 池田眞美子 | 阿宮正和                | 阿宮正和       | 中山初絵                         | 追崎史敏 |                    |
| 29   | 夏美在學校裡突然必須要跟小雪一起演出舞台劇。看到了對演戲很不拿手的夏美，小雪、Keroro軍曹決心要幫助她。他們替夏美做了一連串演戲特訓...... | | 池田眞美子 | 阿宮正和                | 阿宮正和       | 中山初絵                         | 追崎史敏 |                    |
| 29   | Keroro 新聞是NG是也 | Tamama的嫉妒玉與《七龍珠》的元氣玉相似 | 池田眞美子 | 阿宮正和                | 阿宮正和       | 中山初絵                         | 追崎史敏 |                    |
| 29   | 非常習慣地球生活的Keroro軍曹因為到處穿著藍星人Suit到處晃，而被冬樹學校裡的新聞部給盯上，他們試圖找出青蛙男宇宙人的底細...... | | 池田眞美子 | 阿宮正和                | 阿宮正和       | 中山初絵                         | 追崎史敏 |                    |
| 30   | Tamama 來自K隆星的少年 是也 | - 《機動戰士鋼彈》第10集《卡爾馬之死》酒吧裡的夏亞 - Tamam乘坐的圓球太空船與《七龍珠》的賽亞人專用太空船相似 - Taruru進去找Keroro時Keroro的裝扮是《七龍珠》夏亞 | 山口宏     | 誌村宏明                | 菜香ゆき       | 古賀誠                           | 追崎史敏 | ノーマッド         |
| 30   | 西澤家的土地上落下了一個不明飛行物體，從裡面出來的人是Tamama二等兵的學弟Taruru。他會給學長添什麼樣天大的麻煩呢？ | | 山口宏     | 誌村宏明                | 菜香ゆき       | 古賀誠                           | 追崎史敏 | ノーマッド         |
| 30   | 桃華 目標是豐滿的身材 是也 | | 山口宏     | 誌村宏明                | 菜香ゆき       | 古賀誠                           | 追崎史敏 | ノーマッド         |
| 30   | 從西澤家的超級計算機分析顯示，能讓桃華與冬樹同學增加親密指數的東西，就是桃華要成為成熟的女人。為了這個目標桃華開始努力。這時見錢眼開的Keroro軍曹，也拿來了許多商品要推銷給桃華大小姐...... | | 山口宏     | 誌村宏明                | 菜香ゆき       | 古賀誠                           | 追崎史敏 | ノーマッド         |
| 31   | Keroro 想回家 卻回不了… 是也 | 夏美裝上那翅膀與《最終兵器少女》的造型相似 | 横谷昌宏   | 河本昇悟                | 北村真咲       | しんぼたくろう 高橋真一          | 追崎史敏 |                    |
| 31   | Keroro軍曹買了一個夢想中的機器「騎乘式飛碟」。就在大家反對他開出去的時候，任性的Keroro軍曹不顧反對開飛碟出去兜風，但是沒想到軍曹買到的是一個便宜貨所以半路拋錨在深山中，讓Keroro軍曹回不了家...... 晚餐時間還看不到Keroro軍曹回家的夏美與冬樹開始擔心他的安危，終於得到Kururu曹長的協助，夏美可以出去找Keroro軍曹了，但是他所在的位置卻離他們的住家相當的遠......Keroro軍曹能回得了家嗎？！ | | 横谷昌宏   | 河本昇悟                | 北村真咲       | しんぼたくろう 高橋真一          | 追崎史敏 |                    |
| 32   | Keroro 動物隊員大集合 是也 | 大象變成人後，與《北斗神拳》健四郎的哥哥相似 烏鴉變成人後，與《幽遊白書》的鴉相似 小貓變成人後，與《街頭霸王》的恰咪相似 | 西園悟     | 數井浩子                | 佐藤昌文       | 草刈大介                         | 追崎史敏 | スタジオガッツ     |
| 32   | Keroro想到了募集地球上的動物們加入Keroro小隊！就在他們到動物園用動物變身戰士轉換槍把動物們變身為人形後，大家的意願都不是很高......難道新Keroro小隊動物成員的組成沒望了嗎？ | | 西園悟     | 數井浩子                | 佐藤昌文       | 草刈大介                         | 追崎史敏 | スタジオガッツ     |
| 32   | Giroro 貓咪想說話 是也 | 造型酷似《快打旋風系列》中的角色倩咪·懷特。 | 西園悟     | 數井浩子                | 佐藤昌文       | 草刈大介                         | 追崎史敏 | スタジオガッツ     |
| 32   | 時常出現在日向家院子裡的白色貓咪意外被Kururu發明的「我們都是這樣活著槍」變成了人類。她會有甚麼話要向Giroro說呢？ | | 西園悟     | 數井浩子                | 佐藤昌文       | 草刈大介                         | 追崎史敏 | スタジオガッツ     |
| 33   | Keroro小隊 用動畫侵略藍星 是也 | | 西園悟     | 鵜飼ゆうき              | 鵜飼ゆうき     | 小栗寛子 しんごーやすし          | 追崎史敏 |                    |
| 33   | 看完了令Keroro小隊們著迷的Geroro艦長動畫，Keroro軍曹提出了自製動畫侵略藍星的計劃！於是他們開始調查如何製作動畫，還為了調查「輕鬆製作動畫的方法」使用視覺屏障，潛入製作Geroro艦長的公司調查...... | | 西園悟     | 鵜飼ゆうき              | 鵜飼ゆうき     | 小栗寛子 しんごーやすし          | 追崎史敏 |                    |
| 34   | 桃華對小雪 溫泉爭奪戰 是也 | | 西園悟     | 數井浩子                | ひろしまひでき | 武内啓                           | 追崎史敏 | サニーサイドアップ |
| 34   | 喜歡冬樹的少女桃華每天都會占卜算命。這一天因為占卜的結果是被邀約去泡溫泉，如果沒有來邀約的話，戀情將會告吹。緊張的桃華便設計了冬樹抽到特獎溫泉旅行，但是沒想到只有三張外加一張的招待券會引來一場爭奪戰！ | | 西園悟     | 數井浩子                | ひろしまひでき | 武内啓                           | 追崎史敏 | サニーサイドアップ |
| 34   | Keroro和冬樹 一起出遊 是也 | | 西園悟     | 數井浩子                | ひろしまひでき | 武内啓                           | 追崎史敏 | サニーサイドアップ |
| 34   | 一個秋高氣爽的星期天，在公園某處相遇的冬樹與Keroro決定走一條平常不走的路，來一趟小小的冒險......Keroro會鬧出什麼樣的笑話呢～ | | 西園悟     | 數井浩子                | ひろしまひでき | 武内啓                           | 追崎史敏 | サニーサイドアップ |
| 35   | 極祕！夏美生日大作戰 是也 | | 山口宏     | 喜多幡徹                | 福本潔         | 石井ゆみこ                       | 追崎史敏 | 遊步堂             |
| 35   | 聽到冬樹煩惱該如何為姊姊夏美過生日的Keroro軍曹發起了一個「機密！夏美的生日驚喜大作戰！」。精心規劃的內容與分工合作的結果讓夏美十分感動，生日派對辦的相當成功！就在大家想要感謝Keroro軍曹的時候卻發現了另一個驚人的事實...... | | 山口宏     | 喜多幡徹                | 福本潔         | 石井ゆみこ                       | 追崎史敏 | 遊步堂             |
| 36   | Keroro 死鬥！ 軍曹對冬將軍 是也 | Keroro叫冬樹聽他說話時，變身成《超時空要塞7》的巴薩拉 | 西園悟     | 誌村宏明                | 菜香ゆき       | 古賀誠                           | 追崎史敏 | ノーマッド         |
| 36   | 第一次見識到日本冷氣團侵襲的Keroro軍曹並不曉得什麼是冬將軍。知道了他其實是西伯利亞冷氣團之後，Keroro決定要訓練自己還有冬樹跟夏美抵抗寒冷。但是結果卻造成了雪山山崩！？ | | 西園悟     | 誌村宏明                | 菜香ゆき       | 古賀誠                           | 追崎史敏 | ノーマッド         |
| 36   | 冬樹 就那麼回事啦 西澤 是也 | 惡搞《無敵鐵金剛凱撒 死鬥！暗黑大將軍》 | 西園悟     | 誌村宏明                | 菜香ゆき       | 古賀誠                           | 追崎史敏 | ノーマッド         |
| 36   | 嚮往能與冬樹同學在雪山遇難，然後在小木屋相擁取暖的桃華．邀請了大家一起去西澤滑雪場滑雪，但是沒想到波爾設計的人工降雪裝置與Kururu曹長的氣象衛星產生了相乘作用，讓雪山吹起了前所未有的暴風雪...... | | 西園悟     | 誌村宏明                | 菜香ゆき       | 古賀誠                           | 追崎史敏 | ノーマッド         |
| 37   | Dororo 忍者教室 是也 | Keroro的忍者裝與《忍者小靈精》哈特利相似 | 横谷昌宏   | 近藤信宏                | 阿宮正和       | 松下浩美 中山初絵                | 追崎史敏 |                    |
| 37   | 想要賺取藍星人學費的Keroro，突發奇想的想辦一個忍者教室．但是因為沒有什麼客人來，為了怕Dororo想東想西所以Keroro一行人便開始向Dororo學習忍術...... | | 横谷昌宏   | 近藤信宏                | 阿宮正和       | 松下浩美 中山初絵                | 追崎史敏 |                    |
| 37   | Keroro 的恐龍 是也 | 動畫電影《多啦A夢：大雄的恐龍》 | 横谷昌宏   | 近藤信宏                | 阿宮正和       | 松下浩美 中山初絵                | 追崎史敏 |                    |
| 37   | 想要賺取主題樂園入場費的Keroro，運用了K隆星的科技能力把恐龍復活了。原本用Kururu發明的控制器把恐龍控制的不錯，但是當大家發現控制器已經掉了的時候，大家都不知道該如何是好...... | | 横谷昌宏   | 近藤信宏                | 阿宮正和       | 松下浩美 中山初絵                | 追崎史敏 |                    |
| 38   | Giroro 愛的機動步兵 是也 | | 駿河幸雄   | カトキハジメ            | 米田和博       | しんぼたくろう 高橋真一          | 追崎史敏 |                    |
| 38   | Keroro軍曹們為了協助宇宙電視「讓人嚇一跳」的整人節目，讓Sumomo穿著夏美模樣的外衣，想要誘惑Giroro伍長。但是因為Giroro伍長一直沒有中計，Sumomo終於發飆了！看到拿著武器在空中對決的Keroro軍曹與Sumomo，夏美也加入了戰局！ | | 駿河幸雄   | カトキハジメ            | 米田和博       | しんぼたくろう 高橋真一          | 追崎史敏 |                    |
| 38   | Giroro對夏美 連相遇 是也 | 惡搞《最終兵器少女》、《聖鬥士星矢》 | 駿河幸雄   | カトキハジメ            | 米田和博       | しんぼたくろう 高橋真一          | 追崎史敏 |                    |
| 38   | 為了將武裝的Sumomo制服，夏美帶上了Kururu曹長給的變身項鍊，但是卻因為 Keroro軍曹忘記了密碼，導致夏美在學校有隨時變身的可能。在這之後控制程式竟出現了問題，變身後的夏美豪不留情的攻擊著Keroro軍曹他們。Giroro伍長決定挺身而出對夏美說出那一連串難以啟齒的密碼...... | | 駿河幸雄   | カトキハジメ            | 米田和博       | しんぼたくろう 高橋真一          | 追崎史敏 |                    |
| 39   | Keroro 聖誕節大作戰 是也 | | 池田眞美子 | 北村真咲 高田耕一       | 北村真咲       | 中山初絵 滿仲勸                  | 追崎史敏 |                    |
| 39   | 在大家歡心度過聖誕節的時候，Keroro軍曹卻打算在這個地球人會鬆懈的日子打壞主意。最後卻因為隊員都不參加作戰，再加上當Keroro知道聖誕老公公會送乖小孩禮物，於是他開始努力的工作送蛋糕。Keroro到底會不會拿到聖誕老公公的禮物呢？ | | 池田眞美子 | 北村真咲 高田耕一       | 北村真咲       | 中山初絵 滿仲勸                  | 追崎史敏 |                    |
| 39   | Keroro 年終大掃除 是也 | | 池田眞美子 | 北村真咲 高田耕一       | 北村真咲       | 中山初絵 滿仲勸                  | 追崎史敏 |                    |
| 39   | 除夕夜日向家要大掃除了，這時Keroro發揮了他掃除指正糾察隊的功夫，教了大家許多正確掃除的方法，也因此日向家變的煥然一新~而這也是Keroro軍曹等K隆星人第一次在地球過年...... | | 池田眞美子 | 北村真咲 高田耕一       | 北村真咲       | 中山初絵 滿仲勸                  | 追崎史敏 |                    |
| 40   | 摩亞 就是說 謹賀新年 是也 | | 西園悟     | 佐藤昌文                | 佐藤昌文       | 草刈大介                         | 追崎史敏 | スタジオガッツ     |
| 40   | 新的一年Keroro所有的人員向電視機前面的觀眾拜年．但是就在Keroro軍曹他們在慶祝新年到來的時候，Keroro軍曹做了特製的紅豆麻糬湯給大家喝，但是這鍋麻糬卻在摩亞身上發生了意想不到的化學反應...... | | 西園悟     | 佐藤昌文                | 佐藤昌文       | 草刈大介                         | 追崎史敏 | スタジオガッツ     |
| 40   | Keroro 過節也不錯 可是還有作業 是也 | | 西園悟     | 佐藤昌文                | 佐藤昌文       | 草刈大介                         | 追崎史敏 | スタジオガッツ     |
| 40   | 就在大家歡心過年，閱讀觀眾寄來的賀年卡時，其中有一封居然是K隆本部寄來的催促信。原來身為隊長在冬季還需要寫作業！？一點都沒有動手寫的Keroro開始了他痛苦的寫作業日子......他能夠如期完成作業嗎？！ | | 西園悟     | 佐藤昌文                | 佐藤昌文       | 草刈大介                         | 追崎史敏 | スタジオガッツ     |
| 41   | Keroro 雙六攻略戰 是也 | 電影《》 | 笠原邦暁   | 鵜飼ゆうき              | 鵜飼ゆうき     | しんぼたくろう 高橋真一          | 追崎史敏 |                    |
| 41   | 發明了一個真人可以實境體驗的雙六遊戲，但是他們先抵達點可以得到的獎品居然是成功侵略藍星！ ？就在夏美與冬樹落後在後，束手無策的時候，來了一個恐怖大王？ ！差一步就可以達到目的的軍曹會成功嗎？ | | 笠原邦暁   | 鵜飼ゆうき              | 鵜飼ゆうき     | しんぼたくろう 高橋真一          | 追崎史敏 |                    |
| 41   | Dororo 揮灑熱血吧！是也 | 556跟Dororo說 "Don't think, feel!"是引用李小龍在電影《龍爭虎鬥》教後輩的台詞 "Don't think, just feel!" Dororo的修練學成龍電影 背龜殼仿效《七龍珠》龜仙人訓練悟空和那段 惡搞《NG騎士》 | 笠原邦暁   | 鵜飼ゆうき              | 鵜飼ゆうき     | しんぼたくろう 高橋真一          | 追崎史敏 |                    |
| 41   | Dororo兵長看到了在路上宣傳，但是大家都避他唯恐不及的566．於是向556 請教瞭如何存在感十足的方法。556告訴了Dororo兵長必須要十分熱血沸騰才行，於是Dororo兵長招集大家一起勤練新的必殺秘訣！就在成功之際卻發生了一個令Dororo兵長傷心失望的事情...... | | 笠原邦暁   | 鵜飼ゆうき              | 鵜飼ゆうき     | しんぼたくろう 高橋真一          | 追崎史敏 |                    |
| 42   | Keroro 熱血的Keroro小隊 是也 | - 《足球小將》，KERORO在練習時說出「加油吧，岬太郎」和「足球是我們的好朋友」 - 惡搞電影《少林足球》 - Keroro發角球時要大家舉雙手分他力量 跟《七龍珠》悟空用元氣玉一樣，而將球擊出去時的背景與聖鬥士星矢用流星拳一樣 | 山口宏     | 菜香ゆき                | 菜香ゆき       | 古賀誠                           | 追崎史敏 | ノーマッド         |
| 42   | 迷上足球的招集了大家一起練習足球來侵略藍星！並且與波爾所招集的地表最強足球隊--波爾JAPAN對戰！但是軍曹卻好像搞不太清楚足球的規矩......在比賽最後的決勝時刻他竟然...... | | 山口宏     | 菜香ゆき                | 菜香ゆき       | 古賀誠                           | 追崎史敏 | ノーマッド         |
| 42   | Tamama 友情的嫉妒踢 是也 | | 山口宏     | 菜香ゆき                | 菜香ゆき       | 古賀誠                           | 追崎史敏 | ノーマッド         |
| 42   | Tamama二等兵在練習跑步的時候遇到了一名少年,他想要暗地幫助少年踢好足球，於是告訴少年自己是神明下凡來幫助他的......但是就在約好隔天見面Tamama 要還少年足球的時候,少年卻沒有出現，看到這一切的Dororo決定幫助他尋找那名少年...... | | 山口宏     | 菜香ゆき                | 菜香ゆき       | 古賀誠                           | 追崎史敏 | ノーマッド         |
| 43   | Keroro 紅鬼不哭 是也 | 日本童話《哭泣的紅鬼》 | 横谷昌宏   | 喜多幡徹                | 喜多幡徹       | 中山初絵 松下浩美                | 追崎史敏 |                    |
| 43   | 看到故事書中描述青鬼與紅鬼故事的Keroro突發奇想的要夏美對他有好感，於是他以故事為範本制定一個完美的計劃......但是卻因為途中Tamama二等兵出了狀況而讓事情提前露餡？！夏美知道之後會如何處置他呢？ | | 横谷昌宏   | 喜多幡徹                | 喜多幡徹       | 中山初絵 松下浩美                | 追崎史敏 |                    |
| 43   | Giroro 飛躍節分 是也 | - 夏美造型參考自《福星小子》女主角 - 惡搞《機動戰士GUNDAM》夏亞紅色有角三倍速 | 横谷昌宏   | 喜多幡徹                | 喜多幡徹       | 中山初絵 松下浩美                | 追崎史敏 |                    |
| 43   | 日本的習俗中，立春之日就會向鬼丟豆子然後讓福神進門，看到Keroro扮成紅鬼的夏美臨時起意拿豆子丟了他。這下卻讓Keroro還恨在心，並且用Kururu發明的槍將夏美變成了鬼，並且拿家裡所有大豆製品丟他......家裡最後一個大豆製品居然還是臭的要命的納豆？！ | | 横谷昌宏   | 喜多幡徹                | 喜多幡徹       | 中山初絵 松下浩美                | 追崎史敏 |                    |
| 44   | Keroro對冬樹 雪中體育激鬥 是也 | | 西園悟     | 山本裕介                | 米田和博       | しんぼたくろう 高橋真一          | 追崎史敏 |                    |
| 44   | 每天研究新發明品的Kururu突然提出想要一個地球人強還是K隆人比較強的數據.於是Keroro與冬樹就開始了一場冬季運動的大對決。但是比賽途中卻遭遇到各種奇怪的阻礙與事故，令眾人困惑不已...... | | 西園悟     | 山本裕介                | 米田和博       | しんぼたくろう 高橋真一          | 追崎史敏 |                    |
| 44   | Kururu對日向秋 侵略機械人激鬥 是也 | - 日向秋騎電單車進機器人駕駛艙，與《勇者莱汀》相似 - 機器人後的翅膀和發旋風的口罩、飛拳和胸部飛彈等武裝，與《無敵鐵金剛》的無敵鐵金剛及的武裝相似 | 西園悟     | 山本裕介                | 米田和博       | しんぼたくろう 高橋真一          | 追崎史敏 |                    |
| 44   | 原來Kururu把大家騙出去的原因就是想跟媽媽日向秋一起試試新的發明：以小秋媽媽為模特兒開發的機器人！但是因為日向秋不太會操作，加上新機器不太穩定，於是在試機時發生了不少烏龍......原來他們兩個就是造成運動會一連串神秘事件的兇手？！ | | 西園悟     | 山本裕介                | 米田和博       | しんぼたくろう 高橋真一          | 追崎史敏 |                    |
| 45   | Keroro 愛的嚇一跳糯米滋 是也 | 惡搞童話《賣火柴的小女孩》 | 池田眞美子 | 誌村宏明                | 箕ノ口克己     | 武内啓                           | 追崎史敏 | サニーサイドアップ |
| 45   | 地球到了2月14日就要迎接西洋情人節，街上充滿了購買巧克力的人潮。這時,Keroro異想天開的想要用熊本名產「嚇一跳團子」去佔有巧克力市場並且侵略藍星~ 但是製造出來的嚇一跳團子卻很難賣出去......Keroro侵略藍星大作戰終於還是宣告失敗~ | | 池田眞美子 | 誌村宏明                | 箕ノ口克己     | 武内啓                           | 追崎史敏 | サニーサイドアップ |
| 45   | 夏美和桃華 發動勝利V作戰 是也 | | 池田眞美子 | 誌村宏明                | 箕ノ口克己     | 武内啓                           | 追崎史敏 | サニーサイドアップ |
| 45   | 情人節的當天夏美跟桃華各自想要跟自己喜歡的人告白，但是卻很難找到適合的機會......這時冬樹卻收到了很多巧克力？但是後來冬樹才知道那都是姊姊的運動迷給她的禮物，正在悲傷自己沒有巧克力的冬樹後來會不會收到桃華費盡心思親手自做的巧克力呢？夏美有沒有順利把巧克力交給喜歡的睦實學長呢？ | | 池田眞美子 | 誌村宏明                | 箕ノ口克己     | 武内啓                           | 追崎史敏 | サニーサイドアップ |
| 46   | Keroro 你被遺忘了嗎？是也 | Kururu發明的窗戶，一打開時是Windows XP的預設桌布 | 横谷昌宏   | 佐藤昌文                | 佐藤昌文       | 草刈大介                         | 追崎史敏 | スタジオガッツ     |
| 46   | 日向家出現了一連串的靈異事件，原本以為是侵略者的惡作劇而找軍曹算帳的夏美卻發現，被大家遺忘許久本來就存在於房間的女幽靈又出現了！ ！生氣被大家遺忘的女幽靈，把夏美跟Keroro帶到了地底並且讓夏美他們經歷了自己的過去，知道幽靈為何遲遲不肯成佛升天理由之後，夏美與Keroro相當的受感動...... | | 横谷昌宏   | 佐藤昌文                | 佐藤昌文       | 草刈大介                         | 追崎史敏 | スタジオガッツ     |
| 47   | 夏美 保護女兒節 是也 | Kururu子仿照《百變小櫻》 | 笠原邦曉   | 高木茂樹                | 福本潔         | 石井ゆみこ                       | 追崎史敏 | 遊步堂             |
| 47   | 日本的傳統祭典女兒節來臨，夏美帶著學校的朋友來家裡介紹女兒節擺飾．但是覺得這個女兒節祭典不夠熱鬧的Keroro跟Kururu設計了一個宇宙女兒節祭典帶大家去參加！看似一樣卻又哪裡不一樣的祭典讓第一次參加女兒節祭典的小雪夢碎，也讓夏美大發雷霆～ | | 笠原邦曉   | 高木茂樹                | 福本潔         | 石井ゆみこ                       | 追崎史敏 | 遊步堂             |
| 47   | Keroro 爆炸頭音顫！ 是也 | | 笠原邦曉   | 高木茂樹                | 福本潔         | 石井ゆみこ                       | 追崎史敏 | 遊步堂             |
| 47   | 喜歡偶像「跳舞超人DANCE☆MAN」的夏美，不小心接受了Kururu給的演唱會門票。本來一心期待會看到偶像DANCE☆MAN，但是卻來了一個叫做「逃舞超人DASONU☆MASO」的冒牌貨？！他會將所有人都變成爆炸頭～當大家以為倒霉透頂的時候，最後來了一位意想不到的訪客！ | | 笠原邦曉   | 高木茂樹                | 福本潔         | 石井ゆみこ                       | 追崎史敏 | 遊步堂             |
| 48   | Keroro小隊 春天的煥發精神大作戰 是也 | 集氣圖惡搞《傳說巨神伊甸王》 | 山口宏     | 北村真咲                | 北村真咲       | 糸島雅彦 中山初絵                | 追崎史敏 |                    |
| 48   | 看到冬樹因為春天的來臨而懶洋洋的樣子，軍曹決定研究收集懶洋洋能量將地球的人都變成懶洋洋的，進而達成侵略藍星的目的。但是他在實驗階段的時候不小心將收集到的懶洋洋能量「K隆麻氣」給漏了出來......吸入粉紅色霧氣的人們都會變的軟弱無力、想睡覺跟懶得做事，當然這也包括了軍曹一行人...... | | 山口宏     | 北村真咲                | 北村真咲       | 糸島雅彦 中山初絵                | 追崎史敏 |                    |
| 48   | 冬樹 救出懶散大行動 是也 | - 《新世紀福音戰士》巨型綾波零 - Dororo解救冬樹和桃華的那招是《G GUNDAM》和東方不敗的超級霸王電影彈 - 冬樹與Dororo查看日記找線索，惡搞《惡靈古堡》 - 惡搞《傳說巨神伊甸王》 | 山口宏     | 北村真咲                | 北村真咲       | 糸島雅彦 中山初絵                | 追崎史敏 |                    |
| 48   | 發現大家被懶洋洋氣體給控制的冬樹與Dororo兵長為了拯救地球，奮不顧身的衝入了軍曹的實驗基地，並且試圖阻止氣體繼續擴散......但是進到機器內部的冬樹他們居然發現氣體已經進化成人形，並且試圖發動K隆麻氣原子彈！冬樹能解除這個危機嗎？ | | 山口宏     | 北村真咲                | 北村真咲       | 糸島雅彦 中山初絵                | 追崎史敏 |                    |
| 49   | Kururu 在宇宙裡順利工作的方法 是也 | TAMAMA房間裡的西澤家女傭五人組的登場動作，惡搞《美少女戰士》 | 横谷昌宏   | 誌村宏明                | 菜香ゆき       | 古賀誠                           | 追崎史敏 | ノーマッド         |
| 49   | 某日因為Kururu曹長做了兩件平常不做的事情，而讓夏美與冬樹對他的印象完全改觀，這讓其它Keroro軍團成員進而效仿，Tamama二等兵順利的到了意外的讚美與禮物，但是Keroro軍曹與Giroro伍長好像就沒那麼幸運了...... | | 横谷昌宏   | 誌村宏明                | 菜香ゆき       | 古賀誠                           | 追崎史敏 | ノーマッド         |
| 49   | 桃華 白色情人節 顛峰W大作戰 是也 | | 横谷昌宏   | 誌村宏明                | 菜香ゆき       | 古賀誠                           | 追崎史敏 | ノーマッド         |
| 49   | 收到冬樹送的白色情人節禮物，桃華一心期待冬樹對他做愛的告白。這時波爾護主心切的想要創造出一個完美的告白情境，於是進行了一連串的試驗，也排除了所有潛在的障礙。終於到了實際演練的這一天，結果到底會如何呢？ | | 横谷昌宏   | 誌村宏明                | 菜香ゆき       | 古賀誠                           | 追崎史敏 | ノーマッド         |
| 50   | 夏美 發高燒的地球戰士 是也 | Tamama用來偵測夏美戰鬥力的眼鏡惡搞《七龍珠》 Keroro變成最終兵器媽媽，惡搞《最终兵器少女》 夏美對上最終兵器媽媽 ，與《新世紀福音戰士》初號機相同 | 西園悟     | 阿宮正和                | 阿宮正和       | 松下浩美 滿仲勸                  | 追崎史敏 |                    |
| 50   | Giroro某日在整理東西的時候發現了大家當初來地球時開的記者會。這讓他重新燃起了侵略藍星球的念頭。但是就在Keroro小隊對日向家展開侵略作戰時，夏美突然發高燒病倒了！？ | | 西園悟     | 阿宮正和                | 阿宮正和       | 松下浩美 滿仲勸                  | 追崎史敏 |                    |
| 50   | Giroro 我不做 由誰做？ 是也 | - Giroro去找宇宙三頭獵犬，房間的綠色液體容器惡搞《惡靈古堡》 - Tamama修機器時使用了與《聖鬥士星矢》天馬流星拳的相似招式 - Giroro對付宇宙三頭獵犬時被打敗昏倒，黑暗中出現夏美的加油聲，與《聖鬥士星矢》星矢被打敗時會出現雅典娜加油聲相同 - 夏美聽到KERORO妄想征服藍星，像《七龍珠》賽亞人一樣「散發金色光芒」；KERORO吃下宇宙地獄犬的肝臟後，模仿「超級賽亞人」變身爆發；夏美病危時，TAMAMA戴上弗力札軍團的計數器來測量她的戰鬥力 | 西園悟     | 阿宮正和                | 阿宮正和       | 松下浩美 滿仲勸                  | 追崎史敏 |                    |
| 50   | 到了宇宙之後Giroro必須打倒一頭巨大的宇宙地獄犬才能拿到特效藥，他來得及回來營救夏美嗎？ | | 西園悟     | 阿宮正和                | 阿宮正和       | 松下浩美 滿仲勸                  | 追崎史敏 |                    |
| 51   | Keroro小隊 緊急撤退！再見了 藍星！是也 | | 池田眞美子 | 鵜飼ゆうき              | 高木茂樹       | しんぼたくろう 高橋真一          | 追崎史敏 |                    |
| 51   | 某天夜裡，收到了上司的最後通牒，命令他要在24小時之內回K隆星。在剩下的最後一天他會如何度過呢？是會積極完成侵略地球的任務呢？還是跟好朋友們好好告別呢？還有其它團員們又會如何面對這個突然來的分離呢？ | | 池田眞美子 | 鵜飼ゆうき              | 高木茂樹       | しんぼたくろう 高橋真一          | 追崎史敏 |                    |

## 第二季
| 集數  | 主題 | 故事借鏡 | 劇本                 | 分鏡                | 導演               | 作畫監督                  | 作畫監修                   | 協助製作           |
| ----- | --- | --- | -------------------- | ------------------- | ------------------ | ------------------------- | -------------------------- | ------------------ |
| 52    | Keroro 再次來到大地之上 是也 | 《機動戰士GUNDAM》 第1集《GUNDAM立於大地之上》                                                                                 | 山口宏               | 山本裕介            | 米田和博           |                           | 追崎史敏                   |                    |
| 52    | 侵略戰爭進入第二年。為了好好的實行侵略計劃，Keroro和Kururu把日向家裡的東西都改裝了，以噪音來打擊冬樹和夏美，地球人會這麼容易的被打倒嗎？                                                       | | 山口宏               | 山本裕介            | 米田和博           |                           | 追崎史敏                   |                    |
| 52    | Tamama 暗黑Tamama 是也 | 《機動戰士Z GUNDAM》 第1集《黑暗鋼彈》                                                                                         | 山口宏               | 山本裕介            | 米田和博           |                           | 追崎史敏                   |                    |
| 52    | 一個為了侵略藍星，另一個亦為了侵略冬樹的心。Tamama和桃華合力實行了“白馬王子大作戰”，冬樹和藍星會因此被拐走嗎？                                                                                 | | 山口宏               | 山本裕介            | 米田和博           |                           | 追崎史敏                   |                    |
| 53    | Keroro 寶物侵略大作戰 是也 | 動畫《鲁邦三世》 | 笠原邦曉             | 福本潔              | 福本潔             | 中山初繪                  | 追崎史敏                   |                    |
| 53    | 為了向“前人”學習，Keroro帶同冬樹去參觀世界各地的神秘遺跡。各國不同的遺跡都由不同星體的外星人建築而成，那一個仍留著侵略用的武器呢？                                                             | | 笠原邦曉             | 福本潔              | 福本潔             | 中山初繪                  | 追崎史敏                   |                    |
| 53    | 安哥爾·摩亞 賞花的摩亞 是也 | | 笠原邦曉             | 福本潔              | 福本潔             | 中山初繪                  | 追崎史敏                   |                    |
| 53    | 恐怖大王安哥爾·摩亞重臨藍星，但打斷了Keroro的櫻花侵略計劃。為了幫助Keroro，摩亞決定犧牲她最重要的東西！                                                                                        | | 笠原邦曉             | 福本潔              | 福本潔             | 中山初繪                  | 追崎史敏                   |                    |
| 54    | 冬樹 我是名偵探 是也 | 《名偵探柯南》 | 横谷昌宏             | 赤坂三十郎          | 佐藤昌文           | 草劍大介                  | 追崎史敏                   | スタジオガッツ     |
| 54    | 看到冬樹秀出其精密的推理能力，Keroro又想連同宇宙偵探556一同組成偵探事務所，但同時間，Keroro人發現556倒斃在一個密室之中，兇手到底是誰？                                                         | | 横谷昌宏             | 赤坂三十郎          | 佐藤昌文           | 草劍大介                  | 追崎史敏                   | スタジオガッツ     |
| 54    | Dororo 復活的戰士 是也 | | 横谷昌宏             | 赤坂三十郎          | 佐藤昌文           | 草劍大介                  | 追崎史敏                   | スタジオガッツ     |
| 54    | Keroro跟著冬樹去到鄉下幫奶奶插秧，在那裡聽到了山裡有鬼的傳說，好奇心推使下眾人去山探索。而在山上一直隱居的Dororo亦決定……                                                                       | | 横谷昌宏             | 赤坂三十郎          | 佐藤昌文           | 草劍大介                  | 追崎史敏                   | スタジオガッツ     |
| 55    | Giroro 甦醒的戰士 是也 | | 山口宏               | 阿宮正和            | 阿宮正和           | しんぼたくろう            | 追崎史敏                   |                    |
| 55    | Giroro用了一夜時間，把東京變成一個原始森林，並打算以此為戰場，夏美得知後便獨自一人去打Giroro，並打算將他打敗。                                                                                 | | 山口宏               | 阿宮正和            | 阿宮正和           | しんぼたくろう            | 追崎史敏                   |                    |
| 55    | ●冬樹 游吧鯉魚旗 是也 | 童謠《およげ!たいやきくん》 | 山口宏               | 阿宮正和            | 阿宮正和           | しんぼたくろう            | 追崎史敏                   |                    |
| 55    | 被Keroro變為小孩的冬樹和青蛙們，把日向奶奶寄來的鯉魚旗變成飛行器，向著日本各地進行侵略行動。但最後，大隊長冬樹決定侵略國會！                                                                   | | 山口宏               | 阿宮正和            | 阿宮正和           | しんぼたくろう            | 追崎史敏                   |                    |
| 56    | 夏美和小雪 網球公主 是也 | 動畫《網球甜心》 | 池田眞美子           | 近藤信宏            | 久保太郎           | 武内啓                    | 追崎史敏                   | サニーサイドアップ |
| 56    | 久未露面的小雪突然出現，並向夏美下挑戰書，要求以打網球作為決戰，為了不輸給小雪，夏美接受Keroro的嚴格特訓。                                                                                     | | 池田眞美子           | 近藤信宏            | 久保太郎           | 武内啓                    | 追崎史敏                   | サニーサイドアップ |
| 56    | ●Keroro 侵略中的一絲曙光 是也 | | 池田眞美子           | 近藤信宏            | 久保太郎           | 武内啓                    | 追崎史敏                   | サニーサイドアップ |
| 56    | 一天前Keroro還在想辦法去破壞日向家大門的燕子巢，而一天後卻發現小隊所有成員以及日向家的人頭上都頂著一個燕子巢了！                                                                               | | 池田眞美子           | 近藤信宏            | 久保太郎           | 武内啓                    | 追崎史敏                   | サニーサイドアップ |
| 57    | Dororo 逆襲有我 是也 | - 電影《復讐するは我にあり》 - 《灌籃高手》 - 《蠟筆小新》                                                                     | 横谷昌宏             | 誌村宏明            | 北村真咲           | 中山初繪                  | 追崎史敏                   |                    |
| 57    | 從前敗在Keroro等人手上的毒蛇(Viper)的哥哥，為了幫他的弟弟報復而抓住了Keroro，Dororo到底可否把同伴都救出來？                                                                                    | | 横谷昌宏             | 誌村宏明            | 北村真咲           | 中山初繪                  | 追崎史敏                   |                    |
| 57    | Keroro 巨蛙對南海大怪獸 是也 | - 電影《傑索拉·加尼美·卡美巴 決戰！南海大怪獸》 - 《超人吉田》 - 《十二生肖守護神》                                            | 横谷昌宏             | 誌村宏明            | 北村真咲           | 追崎史敏                  | 追崎史敏                   |                    |
| 57    | 在與蛇星人決戰時而變大了的Keroro，去到西澤家私有的小島去等待回復原來的樣子，變大了的Keroro好想好想去玩樂一下，可是……                                                                           | | 横谷昌宏             | 誌村宏明            | 北村真咲           | 追崎史敏                  | 追崎史敏                   |                    |
| 58    | ●Keroro 自助販賣機侵略 是也 | | 笠原邦曉             | 米田和博            | 米田和博           | 松下浩美                  | 追崎史敏                   |                    |
| 58    | Keroro靈感一動，決定以自動販賣機販賣自家生產的果汁，實行經濟侵略藍星。而大受好評的飲品令Keroro等人賺了一筆大錢！                                                                               | | 笠原邦曉             | 米田和博            | 米田和博           | 松下浩美                  | 追崎史敏                   |                    |
| 58    | Tamama 覺醒！新必殺技 是也 | | 笠原邦曉             | 米田和博            | 米田和博           | しんぼたくろう、高橋真一  | 追崎史敏                   |                    |
| 58    | Tamama在和波爾的對戰中落敗，為了創出全新的必殺技，Tamama向Keroro救教。到底全新的必殺一擊可不可以打敗波爾？                                                                                     | | 笠原邦曉             | 米田和博            | 米田和博           | しんぼたくろう、高橋真一  | 追崎史敏                   |                    |
| 59    | Keroro 培育城堡 是也 | - 動畫《地球保衛戰》 第6集《長大吧！烏龜》 - 《高達0079》                                                                      | 山口宏               | 福本潔              | 福本潔             | 石井ゆみこ                | 追崎史敏                   | 遊步堂             |
| 59    | Kururu把兵器飲品注入Keroro的城堡模型，把它變成只要喂它吃就會不斷變大的城堡，但城堡卻被古代的幽靈佔據著。                                                                                       | | 山口宏               | 福本潔              | 福本潔             | 石井ゆみこ                | 追崎史敏                   | 遊步堂             |
| 59    | Keroro的移動城堡 是也 | - 電影《霍爾的移動城堡》 - 《魔神壇鬥士》 - 《美少女戰士》 - 《最遊記》 - 《七龍珠》                                           | 山口宏               | 福本潔              | 福本潔             | 石井ゆみこ                | 追崎史敏                   | 遊步堂             |
| 59    | 不斷吃不斷變大的城堡正向著京都進發，本來放手不理的Keroro發現城堡下一個要破壞的目標是生產鋼彈模型的工廠。在侵略藍星和鋼彈模型之間，Keroro不得不作出抉擇！                                       | | 山口宏               | 福本潔              | 福本潔             | 石井ゆみこ                | 追崎史敏                   | 遊步堂             |
| 60    | Keroro Kero Kero機械猛道 是也 | - 動畫《Wacky Races》/《馬赫GoGoGo》 - 《閃電霹靂車》                                                                          | 池田眞美子           | 赤坂三十郎          | 佐藤昌文           | 飯飼一幸                  | 追崎史敏                   | スタジオガッツ     |
| 60    | 被Kururu變小了的夏美，駕駛著由拖鞋變裝而成的賽車與Keroro一決高下，輸了的人可是要負責一整個星期的家務。為了這一口氣，Keroro偷偷的使用了那一招……                                                 | | 池田眞美子           | 赤坂三十郎          | 佐藤昌文           | 飯飼一幸                  | 追崎史敏                   | スタジオガッツ     |
| 60    | 摩亞 睡美人 就是說 想睡覺？是也 | 童話《睡公主》 | 池田眞美子           | 赤坂三十郎          | 佐藤昌文           | 草劍大介                  | 追崎史敏                   | スタジオガッツ     |
| 60    | 摩亞幫助輸了賽車的Keroro一起做家務，但在工作的途中，摩亞突然一睡不起，Keroro等人查出的原因竟是摩亞太渴望破壞藍星。                                                                             | | 池田眞美子           | 赤坂三十郎          | 佐藤昌文           | 草劍大介                  | 追崎史敏                   | スタジオガッツ     |
| 61    | 冬樹 神祕的轉校少女發生了什麼事？是也 | ドラマ『なぞの転校生』及び、 『うちの子にかぎって…』パート2 第9話「転校少女にナニが起こったか？」                              | 横谷昌宏             | 近藤信宏            | 桝井剛             | 武内啓                    | 追崎史敏                   | プラム             |
| 61    | 一個超級倒霉的女生轉校到冬樹以及桃華的那一班，而且更加入了冬樹的超自研究學會。正當桃華為感到和冬樹倆人的空間被介入而感到不安的時候，居然發現轉校生是……                                         | | 横谷昌宏             | 近藤信宏            | 桝井剛             | 武内啓                    | 追崎史敏                   | プラム             |
| 61    | 夏美和三郎 回不去的兩個人 是也 | 歌曲《帰れない二人》 | 横谷昌宏             | 近藤信宏            | 桝井剛             | 武内啓                    | 追崎史敏                   | ファンアウト       |
| 61    | 為了修理因為沒有墨水而沒法使用的神奇畫筆的623去到Keroro的基地，在夏美的帶領下參觀秘密基地的途中，被Keroro當成小偷而困在即將發射的火箭上。                                                      | | 横谷昌宏             | 近藤信宏            | 桝井剛             | 武内啓                    | 追崎史敏                   | ファンアウト       |
| 62    | 桃華、夏美和摩亞 怪盜More Peach Summer 是也 | 動畫《貓眼三姐妹》 | 笠原邦曉             | 佐山聖子            | 北村真咲           | 糸島雅彦                  | 追崎史敏                   |                    |
| 62    | 冬樹受到西澤梅雄的請求，接下了保護一幅名為《維納斯的誕生》畫像，但萬萬想不到，要偷畫的人是夏美、桃華以及摩亞三人！                                                                             | | 笠原邦曉             | 佐山聖子            | 北村真咲           | 糸島雅彦                  | 追崎史敏                   |                    |
| 62    | Keroro 必勝！水中大決戰 是也 | 動畫電影《多啦A夢大電影：大雄的人魚大海戰》                                                                                    | 笠原邦曉             | 佐山聖子            | 北村真咲           | 糸島雅彦                  | 追崎史敏                   |                    |
| 62    | 最討厭游泳的冬樹在放學的時候發現，家裡被Keroro等人變成游泳池。正當眾人玩得最高興的時候，Keroro露出他的真面目！                                                                                 | | 笠原邦曉             | 佐山聖子            | 北村真咲           | 糸島雅彦                  | 追崎史敏                   |                    |
| 63    | Keroro 教師Kero Kero的故事 是也 | 《3年B組金八先生》 | 山口宏               | 阿宮正和            | 阿宮正和           | しんぼたくろう 高橋真一   | 追崎史敏                   |                    |
| 63    | 為了做報告的Keroro，Tamama以及Giroro化身為老師以及學生，潛入了冬樹所就讀的班級。 | | 山口宏               | 阿宮正和            | 阿宮正和           | しんぼたくろう 高橋真一   | 追崎史敏                   |                    |
| 63    | Keroro 再會父親哦 是也 | | 山口宏               | 阿宮正和            | 阿宮正和           | しんぼたくろう 高橋真一   | 追崎史敏                   |                    |
| 63    | 人稱魔鬼軍曹的Keroro老爸突然又前來藍星探訪Keroro，並帶了相片來希望Keroro去相親，為了逃避去相親，Keroro竟說出他的未婚妻是夏美！                                                                 | | 山口宏               | 阿宮正和            | 阿宮正和           | しんぼたくろう 高橋真一   | 追崎史敏                   |                    |
| 64    | Keroro 再吸就吸！還是別說謊為好 是也 | | 橫谷昌宏             | 近藤信宏            | 米田和博           | しんぼたくろう 西田亞沙子 | 追崎史敏                   |                    |
| 64    | 為了在潮濕的天氣中把衣服弄乾，Keroro把K隆星人的天敵Nyororo包裝成乾衣機。可是大量失控的複製Nyororo由祕密基地逃走出來！。                                                                        | | 橫谷昌宏             | 近藤信宏            | 米田和博           | しんぼたくろう 西田亞沙子 | 追崎史敏                   |                    |
| 64    | Dororo 由心靈創傷中解決 是也 | | 橫谷昌宏             | 近藤信宏            | 米田和博           | しんぼたくろう 西田亞沙子 | 追崎史敏                   |                    |
| 64    | Dororo有著很多的心創傷，為了把一直把自己封閉的Dororo回復原狀，Keroro等人決定進入他的心去去探聽一下。                                                                                           | | 橫谷昌宏             | 近藤信宏            | 米田和博           | しんぼたくろう 西田亞沙子 | 追崎史敏                   |                    |
| 65    | Keroro 向藍星怒吼 是也 | 日劇《向太陽怒吼》 | 北嶋博明             | 鵜飼ゆうき          | 久保太郎           | 武內啓                    | 追崎史敏                   | サニーサイドアップ |
| 65    | 日向家的電視偶然接收到由宇宙警察所發出的罪犯資料。Keroro為了得到表揚，成立了由小隊以及冬樹所組成的偵探小隊！                                                                                   | | 北嶋博明             | 鵜飼ゆうき          | 久保太郎           | 武內啓                    | 追崎史敏                   | サニーサイドアップ |
| 65    | Tamama K隆星來的訪問者 是也 | | 北嶋博明             | 鵜飼ゆうき          | 久保太郎           | 武內啓                    | 追崎史敏                   | サニーサイドアップ |
| 65    | 七夕節那天突然有一個自稱Karara的K隆星人說奉命加入Keroro小隊，Keroro把Karara分配給Tamama以便安排他的工作。但全員萬萬沒想到Karara竟然會是K隆星規模最大的企業--Dobaba集團的千金！                 | | 北嶋博明             | 鵜飼ゆうき          | 久保太郎           | 武內啓                    | 追崎史敏                   | サニーサイドアップ |
| 66    | Giroro 拯救愛的大作戰 是也 | | 池田眞美子           | 海原空母            | 五十嵐達矢         | 吉田大輔 松下浩美         | 追崎史敏 中山初絵          |                    |
| 66    | 本來在秘密基地中游泳的冬樹以及夏美突然被闖入的外星人抓走，但原來是Keroro很久以前用一張球賽的入場券把冬樹等人賣掉。                                                                             | | 池田眞美子           | 海原空母            | 五十嵐達矢         | 吉田大輔 松下浩美         | 追崎史敏 中山初絵          |                    |
| 66    | 夏美和小雪 心跳的初次約會 是也 | | 池田眞美子           | 海原空母            | 五十嵐達矢         | 吉田大輔 松下浩美         | 追崎史敏 中山初絵          |                    |
| 66    | 看到夏美打扮得美美的並說要去約會，Giroro緊得立即跟蹤著去看，發現來夏美所約的是小雪，2個女孩子的約會會是如何的呢？                                                                              | | 池田眞美子           | 海原空母            | 五十嵐達矢         | 吉田大輔 松下浩美         | 追崎史敏 中山初絵          |                    |
| 67    | 冬樹和桃華 秘密的靈異探險約會 是也 | | 山口宏               | 誌村宏明            | 園田雅裕           | しんぼたくろう 高橋真一   | 追崎史敏                   |                    |
| 67    | 傳媒們都大肆報導著癈棄的校舍中出現不同的古怪事情。本著身為超自然事物研究社的社長冬樹以及社員桃華，以身犯險的親自去探個究竟。但在那個校舍裡，居然看到了Keroro小隊的身影！                       | | 山口宏               | 誌村宏明            | 園田雅裕           | しんぼたくろう 高橋真一   | 追崎史敏                   |                    |
| 67    | Keroro 喂…來制作遊戲吧！ 是也 | | 山口宏               | 誌村宏明            | 園田雅裕           | しんぼたくろう 高橋真一   | 追崎史敏                   |                    |
| 67    | 看到連夏美都沉迷在電玩當中，Keroro小隊決定每人開發個新的電玩遊戲發，可是每個人的作品都被Keroro一一否決。                                                                                       | | 山口宏               | 誌村宏明            | 園田雅裕           | しんぼたくろう 高橋真一   | 追崎史敏                   |                    |
| 68    | Keroro 大改造！ 翻新就要有戲劇性 是也 | | 笠原邦曉             | 赤坂三十郎          | 佐藤昌文           | 草刈大介 飯飼一幸         | 小池智矢 追崎史敏          | スタジオガッツ     |
| 68    | 夏美和冬樹都希望住所就夠裝修一下，但被媽媽拒絕了。Keroro得知此事之後，便偷偷的改裝著日向家，可是……                                                                                             | | 笠原邦曉             | 赤坂三十郎          | 佐藤昌文           | 草刈大介 飯飼一幸         | 小池智矢 追崎史敏          | スタジオガッツ     |
| 68    | Dororo 去吧！宿命對決 是也 | 《火影忍者》 《犬夜叉》 《櫻桃小丸子》 《高達0079》                                                                            | 笠原邦曉             | 赤坂三十郎          | 佐藤昌文           | 草刈大介 飯飼一幸         | 小池智矢 追崎史敏          | スタジオガッツ     |
| 68    | 一隻異常聰明的狗來到Keroro居住的城市。聽過Tamama以及Giroro轉述，Keroro對那頭狗產生了興趣，並打算捉到那頭狗收編入小隊中。                                                                       | | 笠原邦曉             | 赤坂三十郎          | 佐藤昌文           | 草刈大介 飯飼一幸         | 小池智矢 追崎史敏          | スタジオガッツ     |
| 69    | 夏美和冬樹的神隱 是也 | - 動畫電影《千與千尋》 - KERORO邪風呂溫泉樂園的「香蕉鱷」，惡搞《海賊王》克洛克達爾飼養的香蕉鱷魚                              | 橫谷昌宏             | 福本潔              | 福本潔             | 石井ゆみこ 高橋典子       | 追崎史敏                   | 遊歩堂             |
| 69    | 日向家的成員乘車子回家的時候，發現到一個不可思異，專招待外星人的浴場。原來管理浴場的人竟然是Keroro小隊。但同時，浴場出現一個重大的危機！                                                       | | 橫谷昌宏             | 福本潔              | 福本潔             | 石井ゆみこ 高橋典子       | 追崎史敏                   | 遊歩堂             |
| 69    | Keroro 憤例！盛夏的微笑對抗 是也 | | 橫谷昌宏             | 福本潔              | 福本潔             | 石井ゆみこ 高橋典子       | 追崎史敏                   | 遊歩堂             |
| 69    | Keroro收到一封邀請他再參加海邊相聲大賽的信。本來不打算參加的Keroro，到達後發現今年電視台派了工作人員來採訪。為了可以在電視中亮相，Keroro決定再與摩亞組隊。                                     | | 橫谷昌宏             | 福本潔              | 福本潔             | 石井ゆみこ 高橋典子       | 追崎史敏                   | 遊歩堂             |
| 70    | K隆星人對地球人 終於要全面對決了麼 是也 | | 小林靖子             | 近藤信宏            | 德本善信           | 糸島雅彥 中山初絵         | 追崎史敏                   |                    |
| 70    | 為了練習侵略藍星，Kululu把數據輸入電腦作出模擬的場景但那個虛擬的世界。卻一步又一步把日向家等藍星人吸入，以製造更「現實」情況。                                                                 | | 小林靖子             | 近藤信宏            | 德本善信           | 糸島雅彥 中山初絵         | 追崎史敏                   |                    |
| 70    | 小雪 緊張的初捏飯團 是也 | 日本童話《老鼠與飯糰》 | 小林靖子             | 近藤信宏            | 德本善信           | 糸島雅彥 中山初絵         | 追崎史敏                   |                    |
| 70    | 小雪跟夏美第一次野餐，並約定要各自帶親手做的飯團。但看到了夏美所做的可愛便當，小雪不敢把自己的拿出來。混亂間，小雪的飯團掉到鼠形外星人的洞穴！                                                 | | 小林靖子             | 近藤信宏            | 德本善信           | 糸島雅彥 中山初絵         | 追崎史敏                   |                    |
| 71    | ●Keroro 極惡！麻煩！宇宙忘記作業大王傳說 是也 | | 北嶋博明             | 米田和博            | 米田和博           | 松下浩美 山口真未         | 追崎史敏 小池智矢          |                    |
| 71    | Keroro突然發現在明天前要交作業到給總部，忘了做就會被強行送回家鄉。可是，這次作業是要交出一些實質的侵略成績。                                                                                   | | 北嶋博明             | 米田和博            | 米田和博           | 松下浩美 山口真未         | 追崎史敏 小池智矢          |                    |
| 72    | Keroro 鐵人廚師的挑戰書 是也 | - 《中華一番！》 - 《日式麵包王》                                                                                              | 池田眞美子           | 北村真咲 吉川博明   | 岡崎幸男           | 武內啓                    | 追崎史敏                   | プラム             |
| 72    | 宇宙中有名的廚師得知Keroro是『宇宙糰子制作冠軍』，便到來了藍星要求與Keroro比賽作菜，而宇宙味皇也聞風而來試吃。                                                                                 | | 池田眞美子           | 北村真咲 吉川博明   | 岡崎幸男           | 武內啓                    | 追崎史敏                   | プラム             |
| 72    | Tamama 最強戰士挑戰書 是也 | TAMAMA變成《七龍珠》「超級賽亞人」和「超級黃金獨角仙」戰鬥，還模仿悟飯超越賽亞人極限成為「超級賽亞人2」                        | 吉崎観音、池田眞美子 | 北村真咲 吉川博明   | 岡崎幸男           | 武內啓                    | 追崎史敏                   | プラム             |
| 72    | 不知道為何，日向家附近突然聚集了很多昆蟲（特別是甲蟲）。原來，去年曾跟Tamama的甲蟲決戰後，便跟其他宇宙內的甲蟲說了這一次的經驗……                                                               | | 吉崎観音、池田眞美子 | 北村真咲 吉川博明   | 岡崎幸男           | 武內啓                    | 追崎史敏                   | プラム             |
| 73    | 冬樹 198X 我們的暑假 是也 | | 駿河幸雄             | カトキハジメ        | 阿宮正和           | しんぼたくろう            | 追崎史敏                   |                    |
| 73    | 一場雷雨中，雷意外的打中『人生有２次槍』，Keroro以及冬樹等人一起飛到和年代（約198X年）。在那遙遠的時空，冬樹遇上了還是少女時代的媽媽——日向秋。                                                 | | 駿河幸雄             | カトキハジメ        | 阿宮正和           | しんぼたくろう            | 追崎史敏                   |                    |
| 74    | Kero Kero 30分鐘 是也 | - 《無敵金剛009》 - 《聖誕夜驚魂》威霸婚禮前出現的月亮是Jack的臉                                                               | 横谷昌宏             | 赤坂三十郎 山本裕介 | 佐藤昌文           | 草刈大介 飯飼一幸         | 追崎史敏                   | スタジオガッツ     |
| 74    | 暑假結束前的一集，一口氣送上十五個Keroro的小故事。每一個會令你驚喜，而且大部分的角色都會登場，大家可以一飽眼褔啦～                                                                             | | 横谷昌宏             | 赤坂三十郎 山本裕介 | 佐藤昌文           | 草刈大介 飯飼一幸         | 追崎史敏                   | スタジオガッツ     |
| 74.1  | Keroro 世界紀錄的挑戰 是也 | | 横谷昌宏             | 赤坂三十郎 山本裕介 | 佐藤昌文           | 草刈大介 飯飼一幸         | 追崎史敏                   | スタジオガッツ     |
| 74.1  | 為了得到所有藍星人的注目，Keroro決定挑戰疊骨牌的世界紀錄。究竟會不會成功？ | | 横谷昌宏             | 赤坂三十郎 山本裕介 | 佐藤昌文           | 草刈大介 飯飼一幸         | 追崎史敏                   | スタジオガッツ     |
| 74.2  | Keroro 稻草侵略者 是也 | | 横谷昌宏             | 赤坂三十郎 山本裕介 | 佐藤昌文           | 草刈大介 飯飼一幸         | 追崎史敏                   | スタジオガッツ     |
| 74.2  | Keroro從傳說故事得到啟發，希望從一些稻草開始，不斷交換事物，最後交換到整個地球。可是最後…… | | 横谷昌宏             | 赤坂三十郎 山本裕介 | 佐藤昌文           | 草刈大介 飯飼一幸         | 追崎史敏                   | スタジオガッツ     |
| 74.3  | 摩亞 心跳一百的個人教學 是也 | | 横谷昌宏             | 赤坂三十郎 山本裕介 | 佐藤昌文           | 草刈大介 飯飼一幸         | 追崎史敏                   | スタジオガッツ     |
| 74.3  | 某個晚上，冬樹和摩亞在冬樹的房間獨處超過二小時！桃華和Tamama前去看個究竟，發現…… | | 横谷昌宏             | 赤坂三十郎 山本裕介 | 佐藤昌文           | 草刈大介 飯飼一幸         | 追崎史敏                   | スタジオガッツ     |
| 74.4  | 波爾 消失不了的過去 是也 | | 横谷昌宏             | 赤坂三十郎 山本裕介 | 佐藤昌文           | 草刈大介 飯飼一幸         | 追崎史敏                   | スタジオガッツ     |
| 74.4  | 突然，波爾收到一封挑戰信。信中人指自己已擄走吉岡平正義，要救他就只有到碼頭作戰…… | | 横谷昌宏             | 赤坂三十郎 山本裕介 | 佐藤昌文           | 草刈大介 飯飼一幸         | 追崎史敏                   | スタジオガッツ     |
| 74.5  | Keroro 世界紀錄挑戰中 是也 | | 横谷昌宏             | 赤坂三十郎 山本裕介 | 佐藤昌文           | 草刈大介 飯飼一幸         | 追崎史敏                   | スタジオガッツ     |
| 74.5  | Keroro繼續挑戰疊骨牌的世界紀錄。疊到空地時…… | | 横谷昌宏             | 赤坂三十郎 山本裕介 | 佐藤昌文           | 草刈大介 飯飼一幸         | 追崎史敏                   | スタジオガッツ     |
| 74.6  | Keroro★ 電影樂園 是也 | | 横谷昌宏             | 赤坂三十郎 山本裕介 | 佐藤昌文           | 草刈大介 飯飼一幸         | 追崎史敏                   | スタジオガッツ     |
| 74.6  | Keroro決定以影院進行侵略。然而，以假冒名字和影片去經營是絕對不行的…… | | 横谷昌宏             | 赤坂三十郎 山本裕介 | 佐藤昌文           | 草刈大介 飯飼一幸         | 追崎史敏                   | スタジオガッツ     |
| 74.7  | 摩亞 戀愛星座占卜 是也 | | 横谷昌宏             | 赤坂三十郎 山本裕介 | 佐藤昌文           | 草刈大介 飯飼一幸         | 追崎史敏                   | スタジオガッツ     |
| 74.7  | 又一個晚上，摩亞和所有女子聚首一堂，談到她星球的一種占卜。不過，這占卜也挺殘忍的…… | | 横谷昌宏             | 赤坂三十郎 山本裕介 | 佐藤昌文           | 草刈大介 飯飼一幸         | 追崎史敏                   | スタジオガッツ     |
| 74.8  | Keroro 可悲的超能力 是也 | | 横谷昌宏             | 赤坂三十郎 山本裕介 | 佐藤昌文           | 草刈大介 飯飼一幸         | 追崎史敏                   | スタジオガッツ     |
| 74.8  | 託Kururu協助，Keroro得到了超能力，開始對日向家…… | | 横谷昌宏             | 赤坂三十郎 山本裕介 | 佐藤昌文           | 草刈大介 飯飼一幸         | 追崎史敏                   | スタジオガッツ     |
| 74.9  | 夏美和小雪 魔鬼廣播體操 是也 | | 横谷昌宏             | 赤坂三十郎 山本裕介 | 佐藤昌文           | 草刈大介 飯飼一幸         | 追崎史敏                   | スタジオガッツ     |
| 74.9  | 突然，學校的廣播體操變得古古怪怪，使夏美和小雪做出離奇的動作！ | | 横谷昌宏             | 赤坂三十郎 山本裕介 | 佐藤昌文           | 草刈大介 飯飼一幸         | 追崎史敏                   | スタジオガッツ     |
| 74.10 | 波爾 還是消失不了的過去 是也 | | 横谷昌宏             | 赤坂三十郎 山本裕介 | 佐藤昌文           | 草刈大介 飯飼一幸         | 追崎史敏                   | スタジオガッツ     |
| 74.10 | 波爾繼續挑戰他的對手，但較量的方式似乎…… | | 横谷昌宏             | 赤坂三十郎 山本裕介 | 佐藤昌文           | 草刈大介 飯飼一幸         | 追崎史敏                   | スタジオガッツ     |
| 74.11 | Keroro 世界紀錄挑戰中 是也 | | 横谷昌宏             | 赤坂三十郎 山本裕介 | 佐藤昌文           | 草刈大介 飯飼一幸         | 追崎史敏                   | スタジオガッツ     |
| 74.11 | 不知不覺，Keroro挑戰世界紀錄的骨牌已疊至黃昏的海港邊…… | | 横谷昌宏             | 赤坂三十郎 山本裕介 | 佐藤昌文           | 草刈大介 飯飼一幸         | 追崎史敏                   | スタジオガッツ     |
| 74.12 | 夏美 通往明信片專家之路 是也 | | 横谷昌宏             | 赤坂三十郎 山本裕介 | 佐藤昌文           | 草刈大介 飯飼一幸         | 追崎史敏                   | スタジオガッツ     |
| 74.12 | 夏美的明信片詩詞多次不被抽中。反而，Keroro則連續幾周奪得623所送的獨家獎品。於是…… | | 横谷昌宏             | 赤坂三十郎 山本裕介 | 佐藤昌文           | 草刈大介 飯飼一幸         | 追崎史敏                   | スタジオガッツ     |
| 74.13 | 毒蛇 逆襲的家族 是也 | | 横谷昌宏             | 赤坂三十郎 山本裕介 | 佐藤昌文           | 草刈大介 飯飼一幸         | 追崎史敏                   | スタジオガッツ     |
| 74.13 | 突然，整個毒蛇(Viper)家族聚首一堂。究竟發生了甚麼大事？ | | 横谷昌宏             | 赤坂三十郎 山本裕介 | 佐藤昌文           | 草刈大介 飯飼一幸         | 追崎史敏                   | スタジオガッツ     |
| 74.14 | Keroro 世界紀錄挑戰中 是也 | | 横谷昌宏             | 赤坂三十郎 山本裕介 | 佐藤昌文           | 草刈大介 飯飼一幸         | 追崎史敏                   | スタジオガッツ     |
| 74.14 | Keroro挑戰世界紀錄的骨牌已意想不到地疊至中國萬里長城！可是…… | | 横谷昌宏             | 赤坂三十郎 山本裕介 | 佐藤昌文           | 草刈大介 飯飼一幸         | 追崎史敏                   | スタジオガッツ     |
| 74.15 | Keroro和日向家 家族照片 是也 | | 横谷昌宏             | 赤坂三十郎 山本裕介 | 佐藤昌文           | 草刈大介 飯飼一幸         | 追崎史敏                   | スタジオガッツ     |
| 74.15 | 來到最後，Keroro和冬樹決定拍攝一張Keroro小隊的全家福，卻遭大家連番拒絕…… | | 横谷昌宏             | 赤坂三十郎 山本裕介 | 佐藤昌文           | 草刈大介 飯飼一幸         | 追崎史敏                   | スタジオガッツ     |
| 75    | 桃華 醒覺！第三個桃華 是也 | 《高達Z》的夏亞(古華特羅) | 笠原邦曉             | 鵜飼ゆうき          | 鵜飼ゆうき         | 小池智史                  | 追崎史敏                   |                    |
| 75    | 桃華的父親突然自桃華提出要求，說要測試冬樹是否西澤家女婿的人選，為了可以令冬樹通過未知的考驗，桃華花了大筆錢向Keroro小隊求助。                                                                 | | 笠原邦曉             | 鵜飼ゆうき          | 鵜飼ゆうき         | 小池智史                  | 追崎史敏                   |                    |
| 76    | Keroro小隊 帶我去月亮吧！ 是也 | 《竹取物語》 《魔動王》、 《裝甲騎兵》呼吸面罩                                                                                 | 山口宏               | 近藤信宏            | 久保太郎           | 武内啓                    | 糸島雅彦 中山初絵          | サニーサイドアップ |
| 76    | Keroro想開發月球作為開發中心。在他們發現了前人留下來的基地同時，同行到月球的夏美以及Giroro則遇到了危險，夏美的性命更危在旦夕。                                                                 | | 山口宏               | 近藤信宏            | 久保太郎           | 武内啓                    | 糸島雅彦 中山初絵          | サニーサイドアップ |
| 77    | Tamama 真的要結婚嗎？ 是也 | 《新世紀福音戰士》第26集恭喜名場面                                                                                             | 北嶋博明             | 誌村宏明            | 福本潔             | 石井ゆみこ                | 中山初絵 糸島雅彦          | スタジオマッツ     |
| 77    | Taruru和Karara突然前來藍星，原來是Karara希望成為Tamama的妻子，Tamama為了令Karara打消這個念頭，便裝成一個壞人的樣子，然而……                                                                     | | 北嶋博明             | 誌村宏明            | 福本潔             | 石井ゆみこ                | 中山初絵 糸島雅彦          | スタジオマッツ     |
| 77    | Tamama 封印！Tamama沖擊波 是也 | TAMAMA累積太多嫉妒能量，結果變得很大，然後把摩亞抓住，爬到鐵塔上的一幕，與《金剛》相似                                         | 北嶋博明             | 誌村宏明            | 福本潔             | 石井ゆみこ                | 中山初絵 糸島雅彦          | スタジオマッツ     |
| 77    | 為了令自己的修行更進一步，Tamama決定不再使用衝擊波，並加強自己的訓練，可是在不使用衝擊波的情況下，奇怪的事發生在他的身上。                                                                     | | 北嶋博明             | 誌村宏明            | 福本潔             | 石井ゆみこ                | 中山初絵 糸島雅彦          | スタジオマッツ     |
| 78    | Keroro 尋寶還是要到寶島找 是也 | 瑪麗蓮夢露Giroro女裝《金銀島》                                                                                                 | 横谷昌宏             | 吉川博明 山本裕介   | 園田雅裕           | しんぼたくろう            | 追崎史敏                   |                    |
| 78    | 毒蛇(Viper)裝扮成Keroro的樣子四出作案，原來是為了找出宇宙中的寶藏。為了找拿毒蛇，Keroro小隊跟宇宙刑警等人一起追到宇宙去。                                                                      | | 横谷昌宏             | 吉川博明 山本裕介   | 園田雅裕           | しんぼたくろう            | 追崎史敏                   |                    |
| 79    | 冬樹 不放棄運動會 是也 | | 下山健人             | 赤坂三十郎          | 清水一伸           | 樋口聡一                  | 糸島雅彦 中山初絵          | スタジオガッツ     |
| 79    | 冬樹為了克服害怕運動的缺點，決定成為班上的代表去參加接力賽，Keroro小隊得知此事後，決定給他一個嚴格的訓練。                                                                                     | | 下山健人             | 赤坂三十郎          | 清水一伸           | 樋口聡一                  | 糸島雅彦 中山初絵          | スタジオガッツ     |
| 79    | Giroro 貓咪知道 是也 | 《火影忍者》的李洛克 | 下山健人             | 赤坂三十郎          | 清水一伸           | 樋口聡一                  | 糸島雅彦 中山初絵          | スタジオガッツ     |
| 79    | 在一次意外中，Giroro失去了一直珍藏著的夏美相片，看著失落的Giroro。貓咪決定到日向家偷一張回來，而為了方便行事，貓咪變身成人類。                                                                 | | 下山健人             | 赤坂三十郎          | 清水一伸           | 樋口聡一                  | 糸島雅彦 中山初絵          | スタジオガッツ     |
| 80    | ●Keroro 唉～離家出走還真是寂寞啊！ 是也 | - 《逆轉裁判》 - 《聖槍修女》                                                                                                  | 下山健人             | 金崎貴臣            | 徳本善信           | 小池智史                  | 追崎史敏                   |                    |
| 80    | Keroro跟夏美吵架後決定搬出去，他找到一個小小的房間作為根據地，本想好好的享受一下獨居的生活，然而一股寂寞的感覺強襲心頭……但究竟要不要回去道歉？                                                 | | 下山健人             | 金崎貴臣            | 徳本善信           | 小池智史                  | 追崎史敏                   |                    |
| 81    | Giroro 鮮紅倔強脾氣的日子 是也 | 動畫《美鳥的日記》 | 山口宏               | 誌村宏明            | 三家本泰美         | 武内啓                    | 糸島雅彦 追崎史敏          | プラム             |
| 81    | Keroro的實驗失敗，導致Giroro變成娃娃的樣子跟夏美的右手手腕連接著。在沒法可施下，夏美跟好偷偷的帶者Giroro上學，但最後還是被發現了。                                                             | | 山口宏               | 誌村宏明            | 三家本泰美         | 武内啓                    | 糸島雅彦 追崎史敏          | プラム             |
| 81    | 戰鬥吧 小雪！ 為了重要的人 是也 | | 山口宏               | 誌村宏明            | 三家本泰美         | 武内啓                    | 糸島雅彦 追崎史敏          | プラム             |
| 81    | 在夜裡修行著的小雪受到宇宙來的隱者攻擊，以保護最喜歡的人為目標，藍星與宇宙的忍隱術大戰一獨即發！                                                                                               | | 山口宏               | 誌村宏明            | 三家本泰美         | 武内啓                    | 糸島雅彦 追崎史敏          | プラム             |
| 82    | 623 來上我的廣播節目吧！ 是也 | | 笠原邦曉             | 阿宮正和            | 阿宮正和           | しんぼたくろう            | 追崎史敏                   |                    |
| 82    | 夏美從電台的節目中得知她最喜歡的DJ 623正招募為期一日的助手。為了可以得到這個見到623的機會，夏美決定參加這個公開的招募會。                                                                      | | 笠原邦曉             | 阿宮正和            | 阿宮正和           | しんぼたくろう            | 追崎史敏                   |                    |
| 82    | ●Keroro對夏美 1/6大小對決 是也 | | 笠原邦曉             | 阿宮正和            | 阿宮正和           | しんぼたくろう            | 追崎史敏                   |                    |
| 82    | 為了懲罰3日沒做家務的Keroro，夏美沒收了他的模型，而Keroro為了報復，便用Kururu開發的機器做出一個1/6的Keroro模型向夏美進攻！                                                                     | | 笠原邦曉             | 阿宮正和            | 阿宮正和           | しんぼたくろう            | 追崎史敏                   |                    |
| 83    | Keroro 露天混浴溫泉殺人事件 漂泊在浴氣中，宇宙第一不幸的兄妹魂。 哥哥做的彩色盒子溫泉，緊急是要進去，卻進了一隻腳後因意外滑倒。在哥哥氣絕之際，妹妹的眼淚隨浴花飛舞 是也                       | - 《金田一少年事件簿》 - 《 我的主人愛作怪》                                                                                   | 横谷昌宏             | 井内秀治            | 福本潔             | 石井ゆみこ                | 小池智史 追崎史敏          | 遊歩堂             |
| 83    | 在桃華的邀請下，眾人到了山裡西澤旅館遊玩，得到在那裡做工的556以及拉比“熱情”的招待。可是，奇怪的事發生了……                                                                                      | | 横谷昌宏             | 井内秀治            | 福本潔             | 石井ゆみこ                | 小池智史 追崎史敏          | 遊歩堂             |
| 83    | Kururu 討厭到底的傢伙 是也 | | 横谷昌宏             | 井内秀治            | 福本潔             | 石井ゆみこ                | 小池智史 追崎史敏          | 遊歩堂             |
| 83    | 因為“人生有2次槍”走火，令Kururu變回小寶寶的模樣。為了讓Keroro等人找藍圖修理，夏美以及冬樹不得不照顧著這個犹如小惡魔的Kururu寶寶。                                                              | | 横谷昌宏             | 井内秀治            | 福本潔             | 石井ゆみこ                | 小池智史 追崎史敏          | 遊歩堂             |
| 84    | 桃華 去宇宙吃午餐吧！ 是也 | - 《2001太空漫遊》 - 《星球大戰》去觀察彗星時用作背景音樂                                                                      | 下山健人             | 吉川博明            | わたなべぢゅんいち | 松下浩美 糸島雅彥         | 追崎史敏 小池智史          |                    |
| 84    | 桃華親手做了個飯盒想送給冬樹，剛好得知冬樹想去看新發現的慧星，便邀請他乘坐西澤家的私人穿越機，來一個太空野餐。可是計劃總是會被人破壞……                                                         | | 下山健人             | 吉川博明            | わたなべぢゅんいち | 松下浩美 糸島雅彥         | 追崎史敏 小池智史          |                    |
| 84    | Keroro 尋找松茸 是也 | 《浪客劍心》 | 下山健人             | 吉川博明            | わたなべぢゅんいち | 松下浩美 糸島雅彥         | 追崎史敏 小池智史          |                    |
| 84    | Keroro驚覺松茸的價值非高，為了募集侵略經費，便令命小隊各人一起上山去進行狩獵松茸大作戰。但大錯特錯的是，他們以為松茸是非常利害的戰士！                                                         | | 下山健人             | 吉川博明            | わたなべぢゅんいち | 松下浩美 糸島雅彥         | 追崎史敏 小池智史          |                    |
| 85    | ●Keroro 一轉就換 是也 | | 小林靖子             | 石平信司            | 佐藤昌文           | 草刈大介                  | 中山初絵 追崎史敏          | スタジオガッツ     |
| 85    | 夏美中了Kururu的圈套，把她和Keroro的身體交換了。Keroro用夏美的身體回到學校找出她的缺點，而同時夏美用Keroro的身體去找出變回原形的方法。                                                         | | 小林靖子             | 石平信司            | 佐藤昌文           | 草刈大介                  | 中山初絵 追崎史敏          | スタジオガッツ     |
| 85    | 夏美 變成魔法少女的話 是也 | - 《小魔女DoReMi》 - 《哈利·波特》、 - 《魔法提琴手》                                                                          | 小林靖子             | 石平信司            | 佐藤昌文           | 草刈大介                  | 中山初絵 追崎史敏          | スタジオガッツ     |
| 85    | Keroro等人在整埋棄置的雜物，冬樹及夏美在那堆垃圾中發現可以變身的玩具魔杖。還以為是賣不出去的玩具，可是也令童心未泯的眾人樂上半天……                                                             | | 小林靖子             | 石平信司            | 佐藤昌文           | 草刈大介                  | 中山初絵 追崎史敏          | スタジオガッツ     |
| 86    | 夏美及冬樹 惡魔繁繞的日向家 是也 | | 北嶋博明             | 米田和博            | 米田和博           | しんぼたくろう            | 追崎史敏                   |                    |
| 86    | 家裡的物件都變成有自己的意識，而且更困著日向家的眾人不讓他們出房子。Keroro等人認為日向家是被敵對性宇宙人盯上了。                                                                               | | 北嶋博明             | 米田和博            | 米田和博           | しんぼたくろう            | 追崎史敏                   |                    |
| 86    | Keroro 變成超級英雄吧！ 是也 | 特攝系列劇《超級戰隊》 | 北嶋博明             | 米田和博            | 米田和博           | しんぼたくろう            | 追崎史敏                   |                    |
| 86    | Keroro被邀請為宇宙的電視台制作節目。為了完成心目中的英雄形象，Keroro強行使用機器來控制每個人的角色以及對白。但在眾人的反抗下，Keroro以及機器都出現了異常                                       | | 北嶋博明             | 米田和博            | 米田和博           | しんぼたくろう            | 追崎史敏                   |                    |
| 87    | Keroro 慶祝！生日快樂 是也 | | 山口宏               | 喜多幡徹            | 五月女有作         | 武内啓                    | 満仲勧 追崎史敏            |                    |
| 87    | 全年最重要的日子莫過於自己生日吧！為了讓大家都記得自己的生日，Keroro實行最大的作戰計劃，成敗得失，一個星期後便會知曉。                                                                         | | 山口宏               | 喜多幡徹            | 五月女有作         | 武内啓                    | 満仲勧 追崎史敏            |                    |
| 87    | 摩亞 摩亞夢遊仙境 是也 | 《愛麗絲夢遊仙境》 | 山口宏               | 喜多幡徹            | 五月女有作         | 武内啓                    | 満仲勧 追崎史敏            |                    |
| 87    | 摩亞受到Keroro所託而上街去買鋼彈模型。與此同時，宇宙中的神秘四人組都在觀察著摩亞，決定以她的表現決定是否將藍星毀滅。                                                                           | | 山口宏               | 喜多幡徹            | 五月女有作         | 武内啓                    | 満仲勧 追崎史敏            |                    |
| 88    | Dasonu☆Maso 輕輕鬆鬆侵略了藍星 是也 | | 笠原邦曉             | 鵜飼ゆうき          | 鵜飼ゆうき         | 小池智史                  | 追崎史敏                   |                    |
| 88    | 冬樹及夏美在街上拾到Dasonu☆Maso的演唱會票，本來以為Dasonu☆Maso到來是開個唱的，但原來是一個陰謀。一個侵略計劃即將展開，藍星人可以還擊嗎？                                                       | | 笠原邦曉             | 鵜飼ゆうき          | 鵜飼ゆうき         | 小池智史                  | 追崎史敏                   |                    |
| 89    | Giroro 擁有七副模樣的男人 是也 | - 《七小花》（七人之奈奈） - 《機動武鬥傳G高達》                                                                               | 横谷昌宏             | 誌村宏明            | 園田雅裕           | しんぼたくろう            | 追崎史敏                   |                    |
| 89    | 再一次意外成為Kururu發明品的測試者，Giroro分裂成為七個分身（Giroro、Giro兵、Giro玲、小Giro、Giro帥、Giro子、Giro蹦），七個分身可以再度合體嗎？                                                 | | 横谷昌宏             | 誌村宏明            | 園田雅裕           | しんぼたくろう            | 追崎史敏                   |                    |
| 89    | 冬樹 沸騰吧！超自然現像大會 是也 | 綠色的勾玉《逆轉裁判》綾裡一族                                                                                                 | 横谷昌宏             | 誌村宏明            | 園田雅裕           | しんぼたくろう            | 追崎史敏                   |                    |
| 89    | 一直都沒有實際成績的吉祥學園超自然現像研究社被迫關閉。桃華為此，決定舉行一個全國性的神秘現像比賽，贏了便可以讓研究社繼續下去，可是Keroro等人又參了一腳……                                       | | 横谷昌宏             | 誌村宏明            | 園田雅裕           | しんぼたくろう            | 追崎史敏                   |                    |
| 90    | Keroro 說不出 聖誕快樂 是也 | | 下山健人             | 井内秀治            | 菱田正和           | 石井ゆみこ                | 追崎史敏                   | STMATS             |
| 90    | 聖誕節那天Keroro跟日向家的眾人吵架了，同時又得知來自K隆星的審查團會來查看他們的侵略成績。在沒有日向家的幫忙之下，Keroro等人可以避開被強制遣返的危機嗎？                                        | | 下山健人             | 井内秀治            | 菱田正和           | 石井ゆみこ                | 追崎史敏                   | STMATS             |
| 91    | Keroro 新年新生 是也 | | 池田眞美子           | 阿宮正和            | 阿宮正和           | しんごーやすし 小池智史   | 追崎史敏                   |                    |
| 91    | 新一年又開始啦，一直討厭Keroro馬馬虎虎過活的Giroro，令Keroro制作出能令人的性改變的機器。果然，Keroro變得十分積極，可是他同時提高對日向家內眾人的要求。                                         | | 池田眞美子           | 阿宮正和            | 阿宮正和           | しんごーやすし 小池智史   | 追崎史敏                   |                    |
| 91    | 小雪 外婆來了 是也 | | 池田眞美子           | 阿宮正和            | 阿宮正和           | しんごーやすし 小池智史   | 追崎史敏                   |                    |
| 91    | 新年時在日向家作客的小雪，遇上秋奈婆婆的來訪，對她產生一種莫名其妙的強烈好感。 | | 池田眞美子           | 阿宮正和            | 阿宮正和           | しんごーやすし 小池智史   | 追崎史敏                   |                    |
| 92    | Keroro 向天空傾注愛 是也 | 插入段落 - 《哆啦A夢》 - 《廁所裡的花子》                                                                                      | 山口宏               | 石平信司            | 岡崎幸男           | 武内啓 水川弘理           | 追崎史敏                   |                    |
| 92    | 看著正月的天空，Keroro得知風箏是古時作戰的重要軍用品之一。異想天開的，Keroro小隊決定化身為風箏在晴空開作戰會議。                                                                               | | 山口宏               | 石平信司            | 岡崎幸男           | 武内啓 水川弘理           | 追崎史敏                   |                    |
| 92    | 摩亞對桃華 激戰 羽毛球對抗 是也 | | 山口宏               | 石平信司            | 岡崎幸男           | 武内啓 水川弘理           | 追崎史敏                   |                    |
| 92    | 新年拜拜的神簽結果顯示，羽毛球是桃華的幸運物。於是，桃華便立即舉辦一場新年的羽毛球大會，桃華可以順利的成為冠軍嗎？                                                                             | | 山口宏               | 石平信司            | 岡崎幸男           | 武内啓 水川弘理           | 追崎史敏                   |                    |
| 93    | 夏美 侵入秘密基地 是也 | 《新世紀福音戰士》羅基奴斯長槍                                                                                                 | 笠原邦曉             | 近藤信宏            | 関田修 徳本善信    | 福島豊明 しんぼたくろう   | 追崎史敏 糸島雅彦 中山初絵 | ドリーム・フォース |
| 93    | Keroro假公濟私，偷了夏美珍藏的623簽名板，並藏在秘密基地的深處，以夏美為入侵的練習對像，命令小隊中各人阻止夏美的進入                                                                            | | 笠原邦曉             | 近藤信宏            | 関田修 徳本善信    | 福島豊明 しんぼたくろう   | 追崎史敏 糸島雅彦 中山初絵 | ドリーム・フォース |
| 93    | 日向秋 大概是宇宙最強的女人 是也 | | 笠原邦曉             | 近藤信宏            | 関田修 徳本善信    | 福島豊明 しんぼたくろう   | 追崎史敏 糸島雅彦 中山初絵 | ドリーム・フォース |
| 93    | 日向秋在工作時突然遇上外星人的偷襲。在Keroro小隊的相助下，媽媽可否準時把稿件送到印刷所？而偷襲她的人目的又是什麼？                                                                             | | 笠原邦曉             | 近藤信宏            | 関田修 徳本善信    | 福島豊明 しんぼたくろう   | 追崎史敏 糸島雅彦 中山初絵 | ドリーム・フォース |
| 94    | ●Karara & Taruru 藍星歸我們了！ 是也 | | 北嶋博明             | 米田和博            | 米田和博           | しんぼたくろう            | 追崎史敏                   |                    |
| 94    | Taruru及Karara再次登場，以讓Kururu察看Karara作為新娘修業的成果。然後，他們由Tamama帶著他們四處參觀，可是半路上卻走散了。Taruru及Karara便私下走到軍火庫，並打算以兩人之力佔領藍星，證明其能力。 | | 北嶋博明             | 米田和博            | 米田和博           | しんぼたくろう            | 追崎史敏                   |                    |
| 95    | 夏美、Giroro失散 必死拯救作戰 是也 | - Keroro扮演《魔鬼終結者》名台詞"I will be back." - Tamama扮演《鐵甲威龍》 - 摩亞扮演《甜心戰士》 - 怪獸扮演《超人吉田》賈米拉 | 下山健人             | 井内秀治            | 横田和善           | 石井ゆみこ                | 追崎史敏                   | 遊歩堂             |
| 95    | Giroro突然被神秘的宇宙船抓走，並困在藍星的沙漠地區。對乾旱地區完全不行的小隊沒法救出Giroro，夏美只好親自出動上演美人救英雄。                                                                   | | 下山健人             | 井内秀治            | 横田和善           | 石井ゆみこ                | 追崎史敏                   | 遊歩堂             |
| 96    | More Peach Summer Snow 決戰情人節 是也 | 《貓眼三姊妹》 | 横谷昌宏             | 高木茂樹            | 高木茂樹           | 松下浩美 小池智史         | 追崎史敏 満仲勧            |                    |
| 96    | 夏美意外的把情人節巧克力送了給556。為了拿回巧克力，夏美向556說明情況，可是556不但沒有把巧克力還給夏美，更以為夏美要求他保護巧克力。「More Peach Summer Snow」唯有再次登場！                    | | 横谷昌宏             | 高木茂樹            | 高木茂樹           | 松下浩美 小池智史         | 追崎史敏 満仲勧            |                    |
| 96    | Keroro 世間少有的不幸故事 是也 | | 横谷昌宏             | 高木茂樹            | 高木茂樹           | 松下浩美 小池智史         | 追崎史敏 満仲勧            |                    |
| 96    | Keroro從一個他救到的外星人手中得到絕對不幸石。為了它，Keroro吃盡了苦頭，可是Keroro還要為石頭找回原來的主人。                                                                                   | | 横谷昌宏             | 高木茂樹            | 高木茂樹           | 松下浩美 小池智史         | 追崎史敏 満仲勧            |                    |
| 97    | ●桃華 寫成強敵念成「朋友」 是也 | | 小林靖子             | 笹木信作            | 五月女有作         | 武内啓                    | 追崎史敏 満仲勧            | サニーサイドアップ |
| 97    | 桃華打算親手拍下冬樹的相片以完成日向冬樹博物館。後來，她意外發現新聞部的月神散世擁有一張最好的冬樹相片。可是，月神同學卻不肯讓出這張相片……                                                     | | 小林靖子             | 笹木信作            | 五月女有作         | 武内啓                    | 追崎史敏 満仲勧            | サニーサイドアップ |
| 97    | Keroro & 冬樹 二個人… 是也 | | 小林靖子             | 笹木信作            | 五月女有作         | 武内啓                    | 追崎史敏 満仲勧            | サニーサイドアップ |
| 97    | 閒著無事，Keroro及冬樹在室外玩K隆星的遊戲時，不知不覺地飛到秋奈婆婆的家。一邊看家一邊等待秋奈婆婆回來的二人，決定繼續小時候的遊戲。                                                            | | 小林靖子             | 笹木信作            | 五月女有作         | 武内啓                    | 追崎史敏 満仲勧            | サニーサイドアップ |
| 98    | 桃華 私奔大作戰 是也 | 《鐵達尼號》 | 池田眞美子           | 阿宮正和            | 阿宮正和           | しんぼたくろう            | 追崎史敏                   |                    |
| 98    | 桃華與親衛隊的吉岡平一起私奔？！其實只是為了一個親近冬樹的大作計劃，冬樹看到這對“熱戀中”的情侶，到底會有什麼感覺？                                                                             | | 池田眞美子           | 阿宮正和            | 阿宮正和           | しんぼたくろう            | 追崎史敏                   |                    |
| 98    | ●Dororo & 小雪 相遇的記憶 是也 | | 池田眞美子           | 阿宮正和            | 阿宮正和           | しんぼたくろう            | 追崎史敏                   |                    |
| 98    | Dororo又被Keroro欺負了，大家還是朋友嗎？看著傷心的Dororo，小雪不禁回憶起自小長大的忍野村，以及對她很重要的朋友……                                                                               | | 池田眞美子           | 阿宮正和            | 阿宮正和           | しんぼたくろう            | 追崎史敏                   |                    |
| 99    | 夏美 名犬小夏 是也 | | 横手美智子           | 誌村宏明            | 岡崎幸男           | 武内啓                    | 追崎史敏                   |                    |
| 99    | 無意間聽到夏美想要一隻可愛的小狗，但又苦於媽媽不許在家裡養小動物。Keroro心生一計，決定變出一隻令媽媽也不可能趕走的可愛名犬……                                                                   | | 横手美智子           | 誌村宏明            | 岡崎幸男           | 武内啓                    | 追崎史敏                   |                    |
| 99    | Keroro 頑皮Kero派 是也 | 《風之谷 (電影)》 | 横手美智子           | 誌村宏明            | 岡崎幸男           | 武内啓                    | 追崎史敏                   |                    |
| 99    | 聽到冬樹想參觀水族館，Keroro等人立即制作一個出來，希望可以從桃華手上敲一筆可觀的費用。可是，新建好的水族裡好像混入一隻不可思異的生物……                                                         | | 横手美智子           | 誌村宏明            | 岡崎幸男           | 武内啓                    | 追崎史敏                   |                    |
| 100   | Keroro 呃？我是…誰？你們是…誰？ 是也 | 《海螺小姐》 | 北嶋博明             | 笹木信作            | 関田修             | 杉藤早百合                | 追崎史敏                   | ドリームフォース   |
| 100   | 突然而來的電擊中日向家，裡面的人全部都失去記憶。在他們用著不同的方式希望能回想到自己是誰的同時，一個時計器也慢慢的倒數著                                                                       | | 北嶋博明             | 笹木信作            | 関田修             | 杉藤早百合                | 追崎史敏                   | ドリームフォース   |
| 101   | ●Keroro小隊 藍星靜止之日！？ 是也 | | 山口宏               | 鵜飼ゆうき          | 鵜飼ゆうき         | 小池智史 しんぼたくろう   | 追崎史敏                   |                    |
| 101   | 某天冬樹等人的電腦都被入侵變得不能操作，更出現☆號，Keroro又被日向家懷疑。但其實是同樣來自K隆星的Galulu小隊入侵藍星，並且令藍星上所有生物到進入靜止狀態……                                       | | 山口宏               | 鵜飼ゆうき          | 鵜飼ゆうき         | 小池智史 しんぼたくろう   | 追崎史敏                   |                    |
| 102   | ●Keroro小隊 藍星！！走向滅亡的愛之星球！ 是也 | | 山口宏               | 山口普              | 山口普             | 山口普                    | 追崎史敏                   |                    |
| 102   | 看著身邊的朋友一個又一個的被Galulu小隊打敗，Keroro束手無策，只好投降；與此同時，夏美使用Giroro留給她變身器再次變身，向著被佔領的家園出發。                                                     | | 山口宏               | 山口普              | 山口普             | 山口普                    | 追崎史敏                   |                    |
| 103   | ●Keroro小隊 恢復你的真心！ 是也 | 《高達0079》 《高達0083》 《七龍珠》 《新世紀福音戰士》                                                                        | 山口宏               | 追崎史敏 山本裕介   | 北村真咲 山本裕介  | 追崎史敏                  | 追崎史敏                   |                    |
| 103   | Keroro被Galulu洗腦，變得冷酷無情，夏美也被強行解除變身。本來打算以Kero球來要脅要同歸於盡的冬樹十分傷心，在Keroro大尉的命令下將Kero球還給他。接著，Keroro大尉發表侵略完畢宣言……                 | | 山口宏               | 追崎史敏 山本裕介   | 北村真咲 山本裕介  | 追崎史敏                  | 追崎史敏                   |                    |

## 第三季
| 集數 | 主題 | 故事借鏡 | 劇本         | 分鏡       | 導演     | 作畫監督                         | 作畫監修        | 協助製作                     |
| ---- | --- | --- | ------------ | ---------- | -------- | -------------------------------- | --------------- | ---------------------------- |
| 104  | Keroro 可愛的Keroro再見了 是也 | | 横谷昌宏     | 近藤信宏   | 米田和博 | 松下浩美 しんぼたくろう          | 小池智史        |                              |
| 104  | 一早醒來，日向家陷入一片黏糊糊的漿液裡，Keroro也變得跟平常不一樣。一怒之下冬樹及夏美進入基地裡要跟Keroro理論。                                                                                      | | 横谷昌宏     | 近藤信宏   | 米田和博 | 松下浩美 しんぼたくろう          | 小池智史        |                              |
| 104  | Keroro 邁向滅亡的倒數 是也 （侵略藍星期限還有175天） | | 横谷昌宏     | 近藤信宏   | 米田和博 | 松下浩美 しんぼたくろう          | 小池智史        |                              |
| 104  | 軍曹發現藍星人如果不小心讓小腳趾撞上櫃角，便會痛苦無力的倒下。他便以自動衣櫃為武器，能自動撞上藍星人脆弱的腳趾。軍曹這次能夠成功侵略藍星嗎？                                                        | | 横谷昌宏     | 近藤信宏   | 米田和博 | 松下浩美 しんぼたくろう          | 小池智史        |                              |
| 105  | Keroro新店開張，微笑大贈送 是也 | | 笠原邦曉     | 石平信司   | 内山まな | 武内啓                           | 小池智史        | サニーサイドアップ           |
| 105  | Keroro等人打算開設漢堡店實行以經濟侵略藍星。新開的店的確十分受歡迎，但其實大家都是被摩亞及夏美的笑容吸引而來的。笑得很累的夏美及摩亞離開後，為了安撫還在排隊的客人，Keroro不得不使出……              | | 笠原邦曉     | 石平信司   | 内山まな | 武内啓                           | 小池智史        | サニーサイドアップ           |
| 105  | 桃華 賞花季節卿卿我我大亂戰 是也 （侵略藍星期限還有167天） | | 笠原邦曉     | 石平信司   | 内山まな | 武内啓                           | 小池智史        | サニーサイドアップ           |
| 105  | 桃華為了可以拉近她與冬樹之間的開係，便派人把傳說中的櫻花樹找來。據說只要一對男女站在櫻花樹下一起賞花，便會發生好事。                                                                                | | 笠原邦曉     | 石平信司   | 内山まな | 武内啓                           | 小池智史        | サニーサイドアップ           |
| 106  | 冬樹和夏美 擅自侵入者 是也 | 《哆啦A夢》的胖虎與小夫 | 下山健人     | 菱田正和   | 菱田正和 | 石井ゆみこ                       | 小池智史        | STMATS                       |
| 106  | 偷偷的跟蹤著Keroro的冬樹及夏美誤打誤撞闖入藍星人禁止進入的宇宙人街道Side6。在Keroro的幫忙之下，姊弟倆打扮成外星人的模樣參觀這個商店街。                                                             | | 下山健人     | 菱田正和   | 菱田正和 | 石井ゆみこ                       | 小池智史        | STMATS                       |
| 106  | Giroro 趣味的時間 是也 （侵略藍星期限還有161天） | 《機動戰士GUNDAM》基連‧薩比的演說                                                                                                | 下山健人     | 菱田正和   | 菱田正和 | 石井ゆみこ                       | 小池智史        | STMATS                       |
| 106  | 被Keroro指出自己是一個興趣也沒有的人，Giroro感到十分困惑。一方面覺得自己沒興趣不是什麼問題，但另一方面又怕因此受到夏美的討厭，所以他只好急忙的培養新興趣。                                          | | 下山健人     | 菱田正和   | 菱田正和 | 石井ゆみこ                       | 小池智史        | STMATS                       |
| 107  | 夏美 恐怖的身體檢查 是也 | 《機動戰士GUNDAM》吉翁軍的薩比家                                                                                                 | 山口宏       | 笹木信作   | 清水一伸 | 飯飼一幸                         | 小池智史        | スタジオガッツ               |
| 107  | Keroro小隊等人得知今天是吉祥學園的身體檢查日。為了得知那些人是否有能力可以被招募入K隆軍，Keroro小隊裝扮成醫生及護士，偷偷的潛入學園                                                                 | | 山口宏       | 笹木信作   | 清水一伸 | 飯飼一幸                         | 小池智史        | スタジオガッツ               |
| 107  | 夏美和冬樹 姊弟大戰 是也 （侵略藍星期限還有154天） | 《賭博默示錄》 | 山口宏       | 笹木信作   | 清水一伸 | 飯飼一幸                         | 小池智史        | スタジオガッツ               |
| 107  | 冬樹及夏美為了點小事吵鬧起來，Keroro乘亂而入，並提出以比賽來決一勝負。在比賽中的冬樹及夏美都不禁回想到小時候吵架的事。                                                                              | | 山口宏       | 笹木信作   | 清水一伸 | 飯飼一幸                         | 小池智史        | スタジオガッツ               |
| 108  | Tamama 獨佔！大人的時間 是也 | | 北嶋博明     | 阿宮正和   | 阿宮正和 | しんぼたくろう 高瀬健一          | 小池智史        |                              |
| 108  | 一覺醒來發現自己的尾巴沒有了，Tamama終於要成為大人了嗎？為了學習做個大人，Tamama獨自走到宇宙人街的酒吧，在那裡他遇上了……                                                                            | | 北嶋博明     | 阿宮正和   | 阿宮正和 | しんぼたくろう 高瀬健一          | 小池智史        |                              |
| 108  | 冬樹 & 桃華 Dr.Kururu之島 是也 （侵略藍星期限還有147天） | | 北嶋博明     | 阿宮正和   | 阿宮正和 | しんぼたくろう 高瀬健一          | 小池智史        |                              |
| 108  | 週未的假期桃華邀請冬樹到南方的小島遊玩，不料意外中到達另一個小島。為了可以單獨跟冬樹相處，桃華放棄了發出訊號求救的機會，然而就在此時他們陷入了危險！                                                | | 北嶋博明     | 阿宮正和   | 阿宮正和 | しんぼたくろう 高瀬健一          | 小池智史        |                              |
| 109  | ●Keroro 媽媽大人療養大作戰 是也 | | 横谷昌宏     | 井内秀治   | 横田和善 | 山崎輝彦 石井ゆみこ              | 小池智史        | 遊歩堂                       |
| 109  | Keroro意外的發現為藍星人搥肩膀可以提升好感以及得到額外的金錢。為了可得到更多的好感及零用錢，Keroro決定為自己進行特訓。                                                                              | | 横谷昌宏     | 井内秀治   | 横田和善 | 山崎輝彦 石井ゆみこ              | 小池智史        | 遊歩堂                       |
| 109  | Dororo 沈默的暴走銀河特快 是也 （侵略藍星期限還有140天） | | 横谷昌宏     | 井内秀治   | 横田和善 | 山崎輝彦 石井ゆみこ              | 小池智史        | 遊歩堂                       |
| 109  | Dororo的媽媽要來藍星探望兒子，但奇怪的是她乘客的銀河鐵路沒有準時的到達車站。擔心不已的Dororo連同小隊的其他成員去到宇宙找媽媽，結果發現……                                                            | | 横谷昌宏     | 井内秀治   | 横田和善 | 山崎輝彦 石井ゆみこ              | 小池智史        | 遊歩堂                       |
| 110  | ●Keroro 有些不可思議的特效藥 是也 | | 横手美智子   | 北村真咲   | 北村真咲 | 糸島雅彦 中山初絵                | 小池智史        |                              |
| 110  | Keroro小隊歷經多日終於策劃出了必勝的侵略作戰計畫，不料Keroro卻突然病倒！雖然已經在休養但一點起色也沒有，令身邊的人都十分擔心。日向媽媽得知Keroro病倒便帶給他特效藥，一放入口……                      | | 横手美智子   | 北村真咲   | 北村真咲 | 糸島雅彦 中山初絵                | 小池智史        |                              |
| 110  | Keroro 條條大路通楊桃 是也 （侵略藍星期限還有133天） | | 横手美智子   | 北村真咲   | 北村真咲 | 糸島雅彦 中山初絵                | 小池智史        |                              |
| 110  | 突然愛上楊桃的Keroro發現楊桃的價錢很貴，為了可以大量的吃到楊桃，他打算把改變了基因的楊桃種到全世界去，可是……                                                                                        | | 横手美智子   | 北村真咲   | 北村真咲 | 糸島雅彦 中山初絵                | 小池智史        |                              |
| 111  | 小雪 忍者流睡衣派對 是也 | 《機動戰士鋼彈》的鋼坦克 | 下山健人     | 誌村宏明   | 関田修   | 杉藤早百合 福島豊明              | 小池智史        | ドリーム・フォース           |
| 111  | 夏美邀請小雪舉行兩個人的睡衣派對。在兩人歡天喜地在房間玩鬧著時，Giroro則很在意的在房門前偷聽著。 | | 下山健人     | 誌村宏明   | 関田修   | 杉藤早百合 福島豊明              | 小池智史        | ドリーム・フォース           |
| 111  | 夏美 突如其來的家庭訪問 是也 （侵略藍星期限還有126天） | 《機動戰士鋼彈》的米萊 | 下山健人     | 誌村宏明   | 関田修   | 杉藤早百合 福島豊明              | 小池智史        | ドリーム・フォース           |
| 111  | 家訪日到了，夏美的老師要來日向家裡，可是媽媽工作太忙沒法抽空回家。得知此事的Keroro決定扮演為媽媽，希望得到夏美的回報。                                                                              | | 下山健人     | 誌村宏明   | 関田修   | 杉藤早百合 福島豊明              | 小池智史        | ドリーム・フォース           |
| 112  | ●Kururu和睦實 相遇後以畫物成真戰決勝負 是也 （侵略藍星期限還有119天） | | 北嶋博明     | 菱田正和   | 菱田正和 | 石井ゆみこ 佐藤天昭              | 小池智史        | STMATS                       |
| 112  | Keroro想用睦實的實體筆去作為侵略用兵器，可是那支實體化筆只能為睦實一個人所用。但據Kururu表示，實體化筆原本是有兩支。                                                                                | | 北嶋博明     | 菱田正和   | 菱田正和 | 石井ゆみこ 佐藤天昭              | 小池智史        | STMATS                       |
| 113  | ●Keroro 戰鬥吧！我們的濕黏黏超人 是也 | 《超人吉田》與怪獸史蓋頓 | 山口宏       | 戸部敦夫   | 徳本善信 | 松下浩美 糸島雅彦                | 小池智史        |                              |
| 113  | 意外得知夏美十分討厭黏答答的蛞蝓，Keroro便令Kururu開發出一種專門針對夏美這弱點的兵器—「濕黏黏超人」。                                                                                               | | 山口宏       | 戸部敦夫   | 徳本善信 | 松下浩美 糸島雅彦                | 小池智史        |                              |
| 113  | 夏美 再度出現的濕黏黏超人 是也 （侵略藍星期限還有112天） | | 山口宏       | 戸部敦夫   | 徳本善信 | 松下浩美 糸島雅彦                | 小池智史        |                              |
| 113  | 改良了弱點的濕黏黏超人再度登場。二度對戰的濕黏黏超人跟夏美，到底誰勝誰負？ | | 山口宏       | 戸部敦夫   | 徳本善信 | 松下浩美 糸島雅彦                | 小池智史        |                              |
| 114  | Giroro 我有仇要報 是也 | 《機動戰士GUNDAM 逆襲的夏亞》 | 笠原邦曉     | 石平信司   | 清水一伸 | 飯飼一幸                         | 小池智史        | スタジオガッツ               |
| 114  | Giroro突然被一對外星人兄妹襲擊，但原來是找錯對像。對於這對遠道而來報仇的兄妹，Giroro準備施予援手。                                                                                                  | | 笠原邦曉     | 石平信司   | 清水一伸 | 飯飼一幸                         | 小池智史        | スタジオガッツ               |
| 114  | Keroro 怎麼怎麼又是Dasonu☆Maso 是也 （侵略藍星期限還有105天） | | 笠原邦曉     | 石平信司   | 清水一伸 | 飯飼一幸                         | 小池智史        | スタジオガッツ               |
| 114  | Dasonu☆Maso的妹妹Dasonu☆Mali為了作說（冷）笑話的修行，決定前來藍星。在跟著Keroro等人「學習」之下，修行會順利的進行嗎？                                                                              | | 笠原邦曉     | 石平信司   | 清水一伸 | 飯飼一幸                         | 小池智史        | スタジオガッツ               |
| 115  | Keroro Nyuroro對超級Nyuroro 是也 | | アベユーイチ | 米田和博   | 米田和博 | しんぼたくろう 高瀬健一          | 小池智史        |                              |
| 115  | 為了得到宇宙電視台的大獎，Keroro決定拍攝一部以機器Nyororo跟真實的Nyororo對戰的影片，而且更邀請日向家各人一起當演員拍攝。                                                                            | | アベユーイチ | 米田和博   | 米田和博 | しんぼたくろう 高瀬健一          | 小池智史        |                              |
| 115  | Keroro 不和Nyubo一起去 是也 （侵略藍星期限還有98天） | 《網球王子》 | アベユーイチ | 米田和博   | 米田和博 | しんぼたくろう 高瀬健一          | 小池智史        |                              |
| 115  | 為拍攝而準備的機器Nyororo成為了Keroro的寵物並名命為Nyobo。但當他們外出遊玩時，不小心啟動了Nyobo身上用作招喚Nyororo的按扭。成千上萬的Nyororo於是大舉前來藍星……                                       | | アベユーイチ | 米田和博   | 米田和博 | しんぼたくろう 高瀬健一          | 小池智史        |                              |
| 116  | ●Keroro 目標是皮膚光滑浴 是也 | | 池田眞美子   | 海原空母   | 岡崎幸男 | 武内啓                           | 小池智史        | プラム                       |
| 116  | 一直為日向家清潔浴室的Keroro，到現在才發現沒試過享受最佳的洗澡水。為了可以奪取這個取佳時機，Keroro決定……                                                                                            | | 池田眞美子   | 海原空母   | 岡崎幸男 | 武内啓                           | 小池智史        | プラム                       |
| 116  | 摩亞 叔叔日記 是也 （侵略藍星期限還有91天） | | 池田眞美子   | 海原空母   | 岡崎幸男 | 武内啓                           | 小池智史        | プラム                       |
| 116  | 看著侵略期限不斷的流走，但成績一點也沒做出來。在招架不住Giroro的說教下，Keroro決定請摩亞公開她的日記以證明自己努力                                                                                  | | 池田眞美子   | 海原空母   | 岡崎幸男 | 武内啓                           | 小池智史        | プラム                       |
| 117  | Keroro 向七夕許願 是也 | | 横谷昌宏     | 井内秀治   | 阿宮正和 | 中山初絵 糸島雅彦                | 小池智史        |                              |
| 117  | 在七夕那天，桃華為了實現冬樹的願望，決定偷看冬樹掛在商店街竹樹上的許願紙條。但卻發現有人被她更早一步。                                                                                              | | 横谷昌宏     | 井内秀治   | 阿宮正和 | 中山初絵 糸島雅彦                | 小池智史        |                              |
| 117  | Keroro 復活 怪杰多巴胺 是也 （侵略藍星期限還有84天） | | 横谷昌宏     | 井内秀治   | 阿宮正和 | 中山初絵 糸島雅彦                | 小池智史        |                              |
| 117  | 為了令夏祭的歌曲流行起來，Keroro等人決定再辦一次電台廣播。二度舉行的廣播活動，今次可以成功嗎？ | | 横谷昌宏     | 井内秀治   | 阿宮正和 | 中山初絵 糸島雅彦                | 小池智史        |                              |
| 118  | 幽靈小姐 來學校吧 是也 | 《綠水英雄》絕招「飛魚轉身」 | 山口宏       | 笹木信作   | 横田和善 | 石井ゆみこ 山崎輝彦              | 小池智史        | 遊歩堂                       |
| 118  | 受到Keroro等人的邀請，去到學校準備嚇夏美的幽靈小姐，在課室裡等待夏美出現的期間，意外碰撞到五月並附身到她的身上！                                                                                    | | 山口宏       | 笹木信作   | 横田和善 | 石井ゆみこ 山崎輝彦              | 小池智史        | 遊歩堂                       |
| 118  | Kururu 咖哩曹長大人 是也 （侵略藍星期限還有77天） | | 山口宏       | 笹木信作   | 横田和善 | 石井ゆみこ 山崎輝彦              | 小池智史        | 遊歩堂                       |
| 118  | Keroro要開咖哩店，可是他花了好多心機都不能做出好吃的咖哩。但半夜裡Kururu偷偷的在咖哩加了某個材料，就能令咖哩大賣。                                                                                  | | 山口宏       | 笹木信作   | 横田和善 | 石井ゆみこ 山崎輝彦              | 小池智史        | 遊歩堂                       |
| 119  | Giroro 壯烈！暑假合宿 是也 | | 下山健人     | 笹木信作   | 徳本善信 | 満仲勧 松下浩美                  | 小池智史        |                              |
| 119  | 夏美跟小雪參加了學校的露營，在露營的地點遇上了Giroro。，為著爭取夏美的好感，Giroro跟小雪暗暗的比拼著……                                                                                              | | 下山健人     | 笹木信作   | 徳本善信 | 満仲勧 松下浩美                  | 小池智史        |                              |
| 119  | Keroro 抓住周六的丑日 是也 （侵略藍星期限還有70天） | | 下山健人     | 笹木信作   | 徳本善信 | 満仲勧 松下浩美                  | 小池智史        |                              |
| 119  | 聽說，藍星人在嚴夏時吃鰻魚可以回復精神及體力。Keroro為了不讓夏美吃到鰻魚，所以打算把市裡的鰻魚都搶先買光                                                                                            | | 下山健人     | 笹木信作   | 徳本善信 | 満仲勧 松下浩美                  | 小池智史        |                              |
| 120  | Keroro 土井中海岸的歸來 是也 | | 下山健人     | 石平信司   | 清水一伸 | 飯飼一幸                         | 小池智史        | スタジオガッツ               |
| 120  | 日向家一行人再度到土井中海岸遊玩，不料今年的泳裝漫才大賽只限男性才可報名。想得到獎品的夏美只好請求冬樹幫忙參賽。                                                                                    | | 下山健人     | 石平信司   | 清水一伸 | 飯飼一幸                         | 小池智史        | スタジオガッツ               |
| 120  | 桃華 一個夏天的經驗 是也 （侵略藍星期限還有63天） | 冬樹說出《東京愛情故事》人物名字「完治」                                                                                         | 下山健人     | 石平信司   | 清水一伸 | 飯飼一幸                         | 小池智史        | スタジオガッツ               |
| 120  | 在土井中海岸遊玩其間，桃華意外被「人生有二次槍」的光線照射到。，正在尋找桃華的冬樹，可以認出變成大人的桃華嗎？                                                                                      | | 下山健人     | 石平信司   | 清水一伸 | 飯飼一幸                         | 小池智史        | スタジオガッツ               |
| 121  | Dororo 女忍者Karara 參上 是也 （侵略藍星期限還有56天） | 《魔神壇鬥士》 | 北嶋博明     | 北村真咲   | 北村真咲 | しんぼたくろう 高瀬健一          | 小池智史        |                              |
| 121  | 喜歡上Dororo的Karara，為了可以讓Dororo看到她作為忍者修行的成果，便帶同朋友Chiroro一同前來藍星。可是她們一來到便碰上前來向Dororo復仇的毒蛇（Viper）……                                                | | 北嶋博明     | 北村真咲   | 北村真咲 | しんぼたくろう 高瀬健一          | 小池智史        |                              |
| 122  | Kururu 詛咒之DVD 是也 | | 笠原邦曉     | 菱田正和   | 菱田正和 | 石井ゆみこ                       | 小池智史        | STMATS                       |
| 122  | Keroro閒著沒事做便偷偷拿了Kururu的DVD去看。但看完之後，身邊便一直出現奇奇怪怪的事。一隻可怕的怪物更在房間外守候著……                                                                                 | | 笠原邦曉     | 菱田正和   | 菱田正和 | 石井ゆみこ                       | 小池智史        | STMATS                       |
| 122  | ●夏美 一切禁止 是也 （侵略藍星期限還有49天） | 《午夜凶鈴》 | 笠原邦曉     | 菱田正和   | 菱田正和 | 石井ゆみこ                       | 小池智史        | STMATS                       |
| 122  | 由於天氣太熱，夏美心情變得煩燥。於是，她便開始對週遭種種看不順眼的事都下令禁止。為了可以防止夏美發出禁止玩鋼彈模型的禁令，Keroro決定製作一個機器人，滿足夏美的禁止意欲。                            | | 笠原邦曉     | 菱田正和   | 菱田正和 | 石井ゆみこ                       | 小池智史        | STMATS                       |
| 123  | 日向家 回家鄉 是也 | | 横谷昌宏     | 笹木信作   | 関田修   | 福島豊明 杉藤早百合              | 小池智史        | ドリーム・フォース           |
| 123  | Keroro小隊各人又跟日向家成員到秋奈婆婆的家玩。在那裡，各人不斷遇到奇怪可怕的事件，難道被幽靈盯上了？                                                                                                | | 横谷昌宏     | 笹木信作   | 関田修   | 福島豊明 杉藤早百合              | 小池智史        | ドリーム・フォース           |
| 123  | Tamama 與烏龜一起 是也 （侵略藍星期限還有42天） | | 横谷昌宏     | 笹木信作   | 関田修   | 福島豊明 杉藤早百合              | 小池智史        | ドリーム・フォース           |
| 123  | Tamama在秋奈婆婆的家附近遇上一隻小烏龜。Tamama看到小烏龜堅持的慢慢向前爬，便很在意的去觀看小烏龜的行動。                                                                                            | | 横谷昌宏     | 笹木信作   | 関田修   | 福島豊明 杉藤早百合              | 小池智史        | ドリーム・フォース           |
| 124  | Keroro 夏天的寶物 是也 （侵略藍星期限還有35天） | | 横谷昌宏     | 井内秀治   | 横田和善 | 山崎輝彦 若野哲也                | 小池智史        | 遊歩堂                       |
| 124  | 在偶然的情況下，Keroro回想到小時候跟Giroro及Zeroro（Dororo小時候的名字）去尋找寶藏的回憶。當時，小時候的三人組偷偷背著父母坐火車到達遠方的星球……                                                    | | 横谷昌宏     | 井内秀治   | 横田和善 | 山崎輝彦 若野哲也                | 小池智史        | 遊歩堂                       |
| 125  | Keroro 沒有仁義的迴轉壽司 是也 （侵略藍星期限還有29天） | | 北嶋博明     | 北村真咲   | 北村真咲 | 中山初絵 松下浩美                | 小池智史        |                              |
| 125  | 迴轉壽司突然在宇宙人商店街變得大受歡迎。為了趕潮流，Keroro小隊也相約一起去吃。一場迴轉壽司爭奪戰悄悄的展開了！                                                                                      | | 北嶋博明     | 北村真咲   | 北村真咲 | 中山初絵 松下浩美                | 小池智史        |                              |
| 125  | Keroro 恐怖的Mosquito 是也 （侵略藍星期限還有28天） | - 主軸是《變蠅人》 - 基地封鎖時是《新世紀福音戰士》的NERV - 台詞有《機動戰士鋼彈》「我爸爸都沒這樣打過我」                       | 北嶋博明     | 北村真咲   | 北村真咲 | 中山初絵 松下浩美                | 小池智史        |                              |
| 125  | 在收拾基地的時候，Keroro發現一台奇怪的機器。Keroro抱著玩玩看的心態去做測試，但不幸變成了蚊子！ | | 北嶋博明     | 北村真咲   | 北村真咲 | 中山初絵 松下浩美                | 小池智史        |                              |
| 126  | Keroro和夏美 誰才是勇者 是也 （侵略藍星期限還有21天） | 一開始的Kururu扮成《超級瑪利歐兄弟》的模樣                                                                                       | 山口宏       | 米田和博   | 米田和博 | しんぼたくろう 高瀬健一          | 小池智史        |                              |
| 126  | Keroro等人用Kururu開發的機器進入電玩的RPG世界變成勇者。但由於有部分程式尚未通過測試，眾人在電玩的世界裡失散。                                                                                       | | 山口宏       | 米田和博   | 米田和博 | しんぼたくろう 高瀬健一          | 小池智史        |                              |
| 127  | Keroro 偷偷的月之旅行 是也 （侵略藍星期限還有17天） | 馬修展開翅膀的動作是致敬《新世紀福音戰士》                                                                                       | 下山健人     | 石平信司   | 清水一伸 | 飯飼一幸                         | 小池智史        | スタジオガッツ               |
| 127  | 倒數侵略的限期日漸變少。在苦惱著的Keroro想利用去月球旅行的同時，偷偷的把煩人的倒數計扔掉…… | | 下山健人     | 石平信司   | 清水一伸 | 飯飼一幸                         | 小池智史        | スタジオガッツ               |
| 127  | ●Giroro 颱風侵略作戰決行 是也 （侵略藍星期限還有14天） | 《哆啦A夢》的「颱風眼－風子」 | 下山健人     | 石平信司   | 清水一伸 | 飯飼一幸                         | 小池智史        | スタジオガッツ               |
| 127  | Giroro花了許多心機終於得到雜誌抽獎送的颱風型武器。但同時一個真正的颱風正向日本吹襲，Giroro會借此機會進攻藍星嗎？                                                                                    | | 下山健人     | 石平信司   | 清水一伸 | 飯飼一幸                         | 小池智史        | スタジオガッツ               |
| 128  | Keroro 最後認真的向神祈禱 是也 （侵略藍星期限還有7天） | 燃燒殆盡的拳擊手《小拳王》 | 池田眞美子   | 喜多幡徹   | 関田修   | 福島豊明 竹内昭 竹田欣弘         | 小池智史        | ドリーム・フォース           |
| 128  | 侵略期限只餘下九天，Keroro在沒法可施時使出最後的手段，居然是向神明誠心的祈求。這個方法可行嗎？ | | 池田眞美子   | 喜多幡徹   | 関田修   | 福島豊明 竹内昭 竹田欣弘         | 小池智史        | ドリーム・フォース           |
| 129  | Kiruru 破滅的使者 是也 （侵略藍星期限還有...天） | Keroro思考方式致敬《一休和尚》                                                                                                   | 横谷昌宏     | 近藤信宏   | 徳本善信 | 満仲勧 糸島雅彦                  | 小池智史        |                              |
| 129  | 在下雨落雷的時候，倒數計被閃電打中。計時器爆開，被喻為傳說中的破壞神在計時器的碎片中出現。藍星會被毀滅嗎？                                                                                          | | 横谷昌宏     | 近藤信宏   | 徳本善信 | 満仲勧 糸島雅彦                  | 小池智史        |                              |
| 130  | Keroro 小隊 全員再啟動 是也 | | 山口宏       | 北村真咲   | 北村真咲 | しんぼたくろう 高瀬健一          | 小池智史        |                              |
| 130  | 終於通過侵略期限了！為了大家都可以去休息一下，Keroro決定使用改良了的複製機器人去做家務。真的可以混過去嗎？                                                                                          | | 山口宏       | 北村真咲   | 北村真咲 | しんぼたくろう 高瀬健一          | 小池智史        |                              |
| 130  | Garuru 小隊 這樣戰鬥下去 是也 | 《機動戰士GUNDAM》阿姆羅名台詞「只不過是主攝影機壞掉...」                                                                        | 山口宏       | 北村真咲   | 北村真咲 | しんぼたくろう 高瀬健一          | 小池智史        |                              |
| 130  | 失控的複制機器人去到外太空搗亂。Garuru小隊剛巧路過，決定前去制止。（偽）Keroro VS Garuru的大戰要爆發嗎？                                                                                            | | 山口宏       | 北村真咲   | 北村真咲 | しんぼたくろう 高瀬健一          | 小池智史        |                              |
| 131  | Giroro 秘密的休日 是也 | | 笠原邦曉     | 鵜飼ゆうき | 横田和善 | 浦和文子 若野哲也                | 小池智史        | 遊歩堂                       |
| 131  | 從未申請過休假的Giroro突然向Keroro遞上請假單。在好奇心推使下，夏美及Keroro分別偷偷的跟蹤Giroro…… | | 笠原邦曉     | 鵜飼ゆうき | 横田和善 | 浦和文子 若野哲也                | 小池智史        | 遊歩堂                       |
| 131  | 梅雄 支配運動會吧 是也 | 《窈窕淑女》名台詞「西班牙的雨大多落在平原上」                                                                                   | 笠原邦曉     | 鵜飼ゆうき | 横田和善 | 浦和文子 若野哲也                | 小池智史        | 遊歩堂                       |
| 131  | 舉行運動會的日子快到了，Keroro小隊受桃華之託要把運動會當天的天氣弄成雨天，好讓桃華能實行接近冬樹的計劃。不料桃華的父親—西澤集團董事長西澤梅雄卻突然干預……（這次作戰父女兩人總共花費五兆五百億日圓） | | 笠原邦曉     | 鵜飼ゆうき | 横田和善 | 浦和文子 若野哲也                | 小池智史        | 遊歩堂                       |
| 132  | ●Dororo 契機很重要 是也 | 《骷髏13》名台詞「不要站在我後面」                                                                                               | 笠原邦曉     | 菱田正和   | 菱田正和 | 石井ゆみこ                       | 小池智史        | STMATS                       |
| 132  | 受到Keroro的許可，Keroro小隊成為暗殺學園的測驗對像。而抽中要對付Dororo的學生知道對像後感到合格無望……                                                                                                | | 笠原邦曉     | 菱田正和   | 菱田正和 | 石井ゆみこ                       | 小池智史        | STMATS                       |
| 132  | 夏美 我的青鳥 是也 | | 笠原邦曉     | 菱田正和   | 菱田正和 | 石井ゆみこ                       | 小池智史        | STMATS                       |
| 132  | 夏美收養著一隻自來的青鳥。本來打算瞞著媽媽，但青鳥卻在媽媽回家的時候偷偷的飛出去，更飛到了大街上！                                                                                                  | | 笠原邦曉     | 菱田正和   | 菱田正和 | 石井ゆみこ                       | 小池智史        | STMATS                       |
| 133  | ●愛莉莎 黑暗獵人 萬聖節大騷動！ 是也 | | 北嶋博明     | 阿宮正和   | 阿宮正和 | 満仲勧 竹知仁美 松下浩美         | 小池智史        |                              |
| 133  | 萬聖節來到了，Keroro等人在參加萬聖節晚會時被神秘的外星人抓走。而桃華跟小雪亦被變成石像，同行的冬樹則被強行帶走……                                                                                    | | 北嶋博明     | 阿宮正和   | 阿宮正和 | 満仲勧 竹知仁美 松下浩美         | 小池智史        |                              |
| 134  | Keroro 感冒的話就用配音吧！ 是也 | | 山口宏       | 井内秀治   | 岡崎幸男 | 桑原幹根 早乙女啓                | 小池智史        | プラム                       |
| 134  | 一早醒來，Keroro發現自己因感冒變得不能說話。在驚慌之餘，他也急著要向日向家的眾人表達一個不得了的訊息！                                                                                              | | 山口宏       | 井内秀治   | 岡崎幸男 | 桑原幹根 早乙女啓                | 小池智史        | プラム                       |
| 134  | 冬樹和Kururu 秋葉原旅行 是也 | | 山口宏       | 井内秀治   | 岡崎幸男 | 桑原幹根 早乙女啓                | 小池智史        | プラム                       |
| 134  | 冬樹的電腦故障了，得知此事的Kururu自告奮勇的帶冬樹到秋葉原去買新的電腦零件。原來，在秋葉原裡暗藏著宇宙人開的店舖。                                                                                  | | 山口宏       | 井内秀治   | 岡崎幸男 | 桑原幹根 早乙女啓                | 小池智史        | プラム                       |
| 135  | Karara和Chiroro 七五三的753先生 是也 | | 北嶋博明     | 鵜飼ゆうき | 徳本善信 | しんぼたくろう 高瀬健一          | 小池智史        |                              |
| 135  | Karara跟Chiroro又來了，但今次隨同他們前來的居然是十分生氣的753。到底她們做錯了什麼事，令平常最喜歡小孩的753性情大變？                                                                               | | 北嶋博明     | 鵜飼ゆうき | 徳本善信 | しんぼたくろう 高瀬健一          | 小池智史        |                              |
| 135  | Keroro 最多一粒也只有一粒 是也 | | 北嶋博明     | 鵜飼ゆうき | 徳本善信 | しんぼたくろう 高瀬健一          | 小池智史        |                              |
| 135  | 看到Keroro常常浪費米飯，Dororo跟Kururu準定連手好好的再教導一下Keroro有關米飯的重要性。一個神秘的夢就此展開了……                                                                                      | | 北嶋博明     | 鵜飼ゆうき | 徳本善信 | しんぼたくろう 高瀬健一          | 小池智史        |                              |
| 136  | 日向秋 溫泉大合戰 是也 | （假面騎士－555、日本童話 《猿蟹合戰》「栗子、臼、蜂、牛糞」）                                                                   | 下山健人     | 石平信司   | 清水一伸 | 飯飼一幸                         | 小池智史        | スタジオガッツ               |
| 136  | 在勞動感謝日假期，日向家的成員跟Keroro小隊一起泡溫泉。但溫泉裡居然有猴子，而且他們更抓住了媽媽，害怕動物的媽媽會如何呢···                                                                           | | 下山健人     | 石平信司   | 清水一伸 | 飯飼一幸                         | 小池智史        | スタジオガッツ               |
| 136  | ●Keroro用這個！Keroro麵包 是也 | | 下山健人     | 石平信司   | 清水一伸 | 飯飼一幸                         | 小池智史        | スタジオガッツ               |
| 136  | 看到夏美親自做的麵包，Keroro等人技癢起來，也決定制作K隆星的傳統麵包。但，麵包可以用作格鬥？ | | 下山健人     | 石平信司   | 清水一伸 | 飯飼一幸                         | 小池智史        | スタジオガッツ               |
| 137  | Keroro 遠足以後要說「我回來了！」 是也 | | 下山健人     | 米田和博   | 米田和博 | 竹知仁美 しんぼたくろう 高瀬健一 | 小池智史        |                              |
| 137  | Keroro小隊邀請日向家的成員一起去效外烤肉，可是Keroro把買烤肉的錢都買了鋼彈模型。為了補償那筆金錢，Keroro只好在宇宙商店街打工……                                                                      | | 下山健人     | 米田和博   | 米田和博 | 竹知仁美 しんぼたくろう 高瀬健一 | 小池智史        |                              |
| 137  | Keroro 愛與悲的火鍋 是也 | | 下山健人     | 米田和博   | 米田和博 | 竹知仁美 しんぼたくろう 高瀬健一 | 小池智史        |                              |
| 137  | 郊遊最終沒法舉行。為了挽回過失，Keroro小隊決定轉辦火鍋宴。材料都買回來了，今次可以成功嗎？ | | 下山健人     | 米田和博   | 米田和博 | 竹知仁美 しんぼたくろう 高瀬健一 | 小池智史        |                              |
| 138  | Keroro Keroro劇場 是也 | | アベユーイチ | 誌村宏明   | 久保太郎 | 定井秀樹                         | 小池智史        | ヘバラキ                     |
| 138  | 又有新的作戰案了！終極一招，把Keroro小隊變成商品，直接賺取大把大把的金錢。在這之前，先攻佔小朋友的心吧？                                                                                            | | アベユーイチ | 誌村宏明   | 久保太郎 | 定井秀樹                         | 小池智史        | ヘバラキ                     |
| 138  | 冬樹和散世 再會KGS 是也 | | アベユーイチ | 誌村宏明   | 久保太郎 | 定井秀樹                         | 小池智史        | ヘバラキ                     |
| 138  | 在Keroro等人在台上表演時，吉祥學園的KGS三人組又出現了。Keroro的真面目更在不知情下被拍下。一直暗戀著冬樹的散世，會如何處理那這些相片呢？                                                             | | アベユーイチ | 誌村宏明   | 久保太郎 | 定井秀樹                         | 小池智史        | ヘバラキ                     |
| 139  | 556 奧東京市是男人的戰場 是也 | | 笠原邦曉     | 石平信司   | 清水一伸 | 飯飼一幸                         | 小池智史        | スタジオガッツ               |
| 139  | 長期失業的556終於得到第一個委託！不料就在快要抓住走失的貓兒同時，556卻突然咳嗽發高燒了。而且更經由飛沫傳染把其體內的獨特病菌—556菌擴散開來，讓整個內東京市都遭受感染！                              | | 笠原邦曉     | 石平信司   | 清水一伸 | 飯飼一幸                         | 小池智史        | スタジオガッツ               |
| 140  | Keroro小隊 年末調整大作戰 是也 | 《機動戰士鋼彈》基連‧薩比的演說                                                                                                  | 山口宏       | 井内秀治   | 福本潔   | 石井ゆみこ                       | 小池智史        | STMATS                       |
| 140  | 一直欠缺侵略預算Keroro小隊，突然發現他們還有一堆數目多得驚人的預算還未使用。為了令總部在明年也能順利的批出預算，Keroro小隊只好……                                                                    | | 山口宏       | 井内秀治   | 福本潔   | 石井ゆみこ                       | 小池智史        | STMATS                       |
| 140  | Keroro 某個男人的戰鬥 是也 | 《高達0080》 《新世紀福音戰士》 《彩夢芭蕾》                                                                                     | 山口宏       | 井内秀治   | 福本潔   | 石井ゆみこ                       | 小池智史        | STMATS                       |
| 140  | Keroro的房間一直堆滿著大量的模型及書本等玩物，這些東西好歹要在除夕前清理打掃一下。就此，某個男人的戰爭要開始了嚕。                                                                                  | | 山口宏       | 井内秀治   | 福本潔   | 石井ゆみこ                       | 小池智史        | STMATS                       |
| 141  | Keroro 奧東京市冰河時期 是也 | | 北嶋博明     | 北村真咲   | 北村真咲 | しんぼたくろう 高瀬健一          | 小池智史        |                              |
| 141  | 本來，大家都打算參加由西澤集團所主辦的聖誕派對。然而，奧東京市突然受到暴風雪的吹襲。而神秘的少女，愛莉莎。南十字星，再次在冬樹等人的面前出現……                                                      | | 北嶋博明     | 北村真咲   | 北村真咲 | しんぼたくろう 高瀬健一          | 小池智史        |                              |
| 142  | ●Keroro 還我正月！ 是也 | | 下山健人     | 福本潔     | 関田修   | 小林ゆかり 福島豊明              | 小池智史        | ドリーム・フォース           |
| 142  | 冬眠後（？）的Keroro終於醒來了，但Keroro小隊及日向家的成員都失蹤了……莫非是發生了什麼意外?! | | 下山健人     | 福本潔     | 関田修   | 小林ゆかり 福島豊明              | 小池智史        | ドリーム・フォース           |
| 142  | Giroro 首要的事為侵略藍星 是也 | | 下山健人     | 福本潔     | 関田修   | 小林ゆかり 福島豊明              | 小池智史        | ドリーム・フォース           |
| 142  | 看到Keroro突然要認真侵略藍星，Giroro的內心在左右為難。在難得的新年假期裡，到底要一起侵略還是跟夏美休閒的度假？                                                                                      | | 下山健人     | 福本潔     | 関田修   | 小林ゆかり 福島豊明              | 小池智史        | ドリーム・フォース           |
| 143  | Keroro 奇蹟！ Keroro的父親 是也 | 變成銅像是《超人Ace》希波利特星人的招式                                                                                          | アベユーイチ | 誌村宏明   | 松園公   | 吉田肇 Kim Hyung IL              | 小池智史 満仲勧 | スタジオバベル               |
| 143  | Keroro的父親又來到了藍星。正當Keroro小隊準備接待他時，機械毒蛇R出現了， 而且更把小隊各人變成銅像！                                                                                                  | | アベユーイチ | 誌村宏明   | 松園公   | 吉田肇 Kim Hyung IL              | 小池智史 満仲勧 | スタジオバベル               |
| 143  | 日向家沉沒 是也 | | アベユーイチ | 誌村宏明   | 松園公   | 吉田肇 Kim Hyung IL              | 小池智史 満仲勧 | スタジオバベル               |
| 143  | Keroro在擴建鋼彈模型展覽室時過分挖掘，令地底不斷下陷。眼看日向家快要完全沈沒，影響地球內部，Keroro居然說……                                                                                          | | アベユーイチ | 誌村宏明   | 松園公   | 吉田肇 Kim Hyung IL              | 小池智史 満仲勧 | スタジオバベル               |
| 144  | Keroro 鐵甲面傳說 迷之大耳朵 是也 | Keroro扮成鐵面人 | 池田眞美子   | 鵜飼ゆうき | 徳本善信 | しんぼたくろう 田中宏紀          | 小池智史        | E-guardian                   |
| 144  | Keroro撿到一隻被棄養的兔子，跟冬樹討論過後決定把牠養在學校的兔籠。同時，宇宙警察居然向夏美求助，試圖要找出棄養宇宙寵物的犯人……                                                                      | | 池田眞美子   | 鵜飼ゆうき | 徳本善信 | しんぼたくろう 田中宏紀          | 小池智史        | E-guardian                   |
| 145  | Urere 人氣侵略者 是也 | | 横谷昌宏     | 石平信司   | 清水一伸 | 飯飼一幸                         | 小池智史        | スタジオガッツ               |
| 145  | 受到K隆星軍方總部的邀請，有著「侵略計劃專家」美喻的Urere抽空一天來到藍星協助Keroro小隊。侵略的進度會因此加速嗎？                                                                                    | | 横谷昌宏     | 石平信司   | 清水一伸 | 飯飼一幸                         | 小池智史        | スタジオガッツ               |
| 145  | Keroro 接著果然誰都不在了 是也 | 小說《一個都不留》 | 横谷昌宏     | 石平信司   | 清水一伸 | 飯飼一幸                         | 小池智史        | スタジオガッツ               |
| 145  | Keroro小隊全體都接到556的邀請。但當他們到逹時，便不斷發生怪事。而小隊各人都應驗著K隆星一首古老的童謠，一個接一個消失。                                                                              | | 横谷昌宏     | 石平信司   | 清水一伸 | 飯飼一幸                         | 小池智史        | スタジオガッツ               |
| 146  | 冥 你還記得嗎？ 是也 | 《超人Taro》中的怪獸泰蘭特形象                                                                                                   | 山口宏       | 阿宮正和   | 阿宮正和 | しんぼたくろう 高瀬健一          | 小池智史        |                              |
| 146  | 突然間，大家都好像是失憶似的。無論是對新來的同學，還是昨晚已經解決的小小戰爭，大家都忘得一乾二淨。看著大家不斷重複已發生過的事，冬樹決定調查戰爭與新來的同學……                                      | | 山口宏       | 阿宮正和   | 阿宮正和 | しんぼたくろう 高瀬健一          | 小池智史        |                              |
| 147  | 波爾 執事的一分 是也 | 「東京電視台播出特別節目就是地球滅亡之時」                                                                                       | 笠原邦曉     | 井内秀治   | 福本潔   | 森本由布希                       | 小池智史        | スタジオ キャッツ STMATS     |
| 147  | 作為西澤家的管家波爾自覺能力不足，不能再好好照顧桃華。於是，他決定公開招募一個替代他的管家。但最後的入選者竟然向桃華作出攻擊！                                                                      | | 笠原邦曉     | 井内秀治   | 福本潔   | 森本由布希                       | 小池智史        | スタジオ キャッツ STMATS     |
| 147  | Giroro 送的是誰？ 是也 | | 笠原邦曉     | 井内秀治   | 福本潔   | 森本由布希                       | 小池智史        | スタジオ キャッツ STMATS     |
| 147  | 情人節到了，Giroro收到一份神秘的巧克力，到底送他這份禮物的人會不會是夏美？ | | 笠原邦曉     | 井内秀治   | 福本潔   | 森本由布希                       | 小池智史        | スタジオ キャッツ STMATS     |
| 148  | 小雪 暢遊時代劇仙境 是也 | | アベユーイチ | 石平信司   | 高山秀樹 | 御堂翔流                         | 小池智史        | ヘバラキ                     |
| 148  | 來到以古代為背景的主題遊樂場，眾人都裝扮成古代的樣子。而同行的小雪更因為可以在大庭廣眾下以忍者裝示人而感到高興。                                                                                    | | アベユーイチ | 石平信司   | 高山秀樹 | 御堂翔流                         | 小池智史        | ヘバラキ                     |
| 148  | Keroro 飛向快傑超兵衛 是也 | 假面騎士人物天道總司口頭禪「祖母曾經說過……」                                                                                     | アベユーイチ | 石平信司   | 高山秀樹 | 御堂翔流                         | 小池智史        | ヘバラキ                     |
| 148  | 因為白天沒法找到傳說中的超兵衛，Keroro等人偷偷到時代劇仙境多找一次。但在那裡，等著他們的居然是…… | | アベユーイチ | 石平信司   | 高山秀樹 | 御堂翔流                         | 小池智史        | ヘバラキ                     |
| 149  | ●愛莉莎 宇宙人對怪獸 是也 | | 北嶋博明     | 北村真咲   | 北村真咲 | 昆進之介 栗井重紀 斎藤新明       | 小池智史        | E-guardian 渡辺浩成 百瀬俊彦 |
| 149  | 宇宙人商業街在緊會議中，向眾人表示神秘少女愛莉莎為危險人物。他們亦向居留在藍星的外星人們收集有關愛莉莎的情報。當然，這包括Keroro小隊……                                                              | | 北嶋博明     | 北村真咲   | 北村真咲 | 昆進之介 栗井重紀 斎藤新明       | 小池智史        | E-guardian 渡辺浩成 百瀬俊彦 |
| 150  | Giroro 告別的時刻 是也 | | 下山健人     | 井内秀治   | 関田修   | 森中正春                         | 小池智史        | ドリーム・フォース           |
| 150  | Giroro突然收到由本部發出的升官通知，並要求他調派到另一個戰場。噢！終於要離開藍星了嗎？那要如何跟夏美道別？                                                                                          | | 下山健人     | 井内秀治   | 関田修   | 森中正春                         | 小池智史        | ドリーム・フォース           |
| 151  | 散世 白色情人節 確認！ 是也 | | 笠原邦曉     | 誌村宏明   | 阿宮正和 | しんぼたくろう 高瀬健一          | 小池智史        |                              |
| 151  | 經常追蹤冬樹的月神散世，發現他多買了一份白色情人節回禮。而混亂中，她發現了Keroro小隊的白色情人節白色巧克力工場！                                                                                    | | 笠原邦曉     | 誌村宏明   | 阿宮正和 | しんぼたくろう 高瀬健一          | 小池智史        |                              |
| 151  | ●冬樹 要好好計劃利用 是也 | | 笠原邦曉     | 誌村宏明   | 阿宮正和 | しんぼたくろう 高瀬健一          | 小池智史        |                              |
| 151  | 面對K隆球多年，冬樹依然在探索其無限大的功能。可是，他混亂地按到了對付傳說怪獸的訓練按鈕。究竟冬樹如何利用開始故障的K隆球作戰？                                                                      | | 笠原邦曉     | 誌村宏明   | 阿宮正和 | しんぼたくろう 高瀬健一          | 小池智史        |                              |
| 152  | Keroro 出沒！廣告行星天國 是也 | 在即將進入發表第一名的時候，剛好有插播新聞，而那些外星人說：「那這樣倒不如回去看不可思議星球的三胞胎公主好了」，惡搞《雙子公主》 | 北嶋博明     | 米田和博   | 福本潔   | 石井ゆみこ                       | 小池智史        | STMATS                       |
| 152  | 為了收取大量金錢，Keroro協助拍攝廣受全宇宙歡迎的電視節目—《出沒！廣告行星天國》的地球篇。讓我們看看那30個事物會上榜！                                                                               | | 北嶋博明     | 米田和博   | 福本潔   | 石井ゆみこ                       | 小池智史        | STMATS                       |
| 153  | Keroro Kero Kero作戰第100號 是也 | | 横谷昌宏     | 石平信司   | 清水一伸 | 飯飼一幸                         | 小池智史        | スタジオガッツ               |
| 153  | 不經不覺，Keroro小隊先後進行過99次藍星侵略大作戰。在第100號作戰，Keroro以自動飯桌為武器，攻擊地球人的腳。可是，自動飯桌突然受外太空電波干擾而暴走……                                                 | | 横谷昌宏     | 石平信司   | 清水一伸 | 飯飼一幸                         | 小池智史        | スタジオガッツ               |
| 154  | Keroro 再見了！Keroro軍曹 是也 | | 横谷昌宏     | 近藤信宏   | 徳本善信 | 小池智史                         | 小池智史        |                              |
| 154  | Keroro小隊在外太空與神秘敵人ZZZ咚咚咚縮作戰，慘遭毀滅（？）。後來，冬樹等人知道小隊是為阻礙地球受毀滅而犧牲，便決定奮勇作戰，為朋友和居住地方盡力。                                                 | | 横谷昌宏     | 近藤信宏   | 徳本善信 | 小池智史                         | 小池智史        |                              |

## 第四季
| 集數   | 主題 | 故事借鏡 | 劇本       | 分鏡            | 導演        | 作畫監督                | 作畫監修 | 協助製作                |
| ------ | --- | --- | ---------- | --------------- | ----------- | ----------------------- | -------- | ----------------------- |
| 155    | Keroro小隊 絕好調！ 是也 | 音響機器人《勇者王》13世 | 横谷昌宏   | 米田和博        | 米田和博    | 松下浩美 浦上貴之       | 小池智史 |                         |
| 155    | 夏美梦到了一支奇怪的歌，同时，Keroro小队制定了侵略蓝星的新计划，而第一个目标就是...吉祥学园？？？ | | 横谷昌宏   | 米田和博        | 米田和博    | 松下浩美 浦上貴之       | 小池智史 |                         |
| 155    | Keroro小隊 大共鳴 是也 | 跳監獄兔子舞《監獄兔子》 | 横谷昌宏   | 米田和博        | 米田和博    | 松下浩美 浦上貴之       | 小池智史 |                         |
| 155    | 用完了预算的Keroro小队希望能在K隆星共鸣大赛中获得奖金，于是努力训练。可是，共鸣好像还有其他的作用？ | | 横谷昌宏   | 米田和博        | 米田和博    | 松下浩美 浦上貴之       | 小池智史 |                         |
| 156    | Keroro 合體！Keroro機械人 是也 | - 日本動畫《蓋特機器人》 - 《百獸王》機器人合體 - 片尾曲「合体!ゲッターロボ」                                                                 | 北嶋博明   | 誌村宏明        | 福本潔      | 森本由布希              | 小池智史 | スタジオキャッツ        |
| 156    | Keroro小队刚刚开发出战斗机器人，许久未登场的毒蛇（R）就发来了战书。 | | 北嶋博明   | 誌村宏明        | 福本潔      | 森本由布希              | 小池智史 | スタジオキャッツ        |
| 156    | ●Keroro 侵略！櫻花最前線！是也 | 日本劇集《特搜最前線》 | 北嶋博明   | 誌村宏明        | 福本潔      | 森本由布希              | 小池智史 | スタジオキャッツ        |
| 156    | 赏花的旺季又来了，Keroro小队自告奋勇提前去公园占位置，但是，似乎晚了一点？ | | 北嶋博明   | 誌村宏明        | 福本潔      | 森本由布希              | 小池智史 | スタジオキャッツ        |
| 157    | Pururu 交給看護長照料吧！ 是也 | TBS長壽節目 《アッコにおまかせ!》 | 北嶋博明   | 誌村宏明        | 福本潔      | しんぼたくろう 高瀬健一 | 小池智史 |                         |
| 157    | 为了向Keroro小队传达健康检查的结果并且对症下药，Pururu护士长来到了蓝星！ | | 北嶋博明   | 誌村宏明        | 福本潔      | しんぼたくろう 高瀬健一 | 小池智史 |                         |
| 157    | 夏美 今日的占卜運程 是也 | - 晨早節目《めざましテレビ》 的占卜運程環節 - 《最遊記》 - 《高達0079》                                                                       | 北嶋博明   | 誌村宏明        | 福本潔      | しんぼたくろう 高瀬健一 | 小池智史 |                         |
| 157    | Keroro发现夏美对占卜结果意外的敏感，给他带来了新的主意。 | | 北嶋博明   | 誌村宏明        | 福本潔      | しんぼたくろう 高瀬健一 | 小池智史 |                         |
| 158    | Keroro 過去的光榮 是也 | 《名偵探柯南》 《高達0079》白色木馬 美高梅電影公司獅子標誌                                                                                    | 横谷昌宏   | 阿宮正和        | 阿宮正和    | 竹知仁美 糸島雅彦       | 小池智史 |                         |
| 158    | 总部要求keroro小队在24小时内上交迄今为止的侵略影像报告，一事无成的keroro決定要偽造…… | | 横谷昌宏   | 阿宮正和        | 阿宮正和    | 竹知仁美 糸島雅彦       | 小池智史 |                         |
| 158    | Giroro 被禁斷的記憶 是也 | 日本劇集《禁斷的果實》 | 横谷昌宏   | 阿宮正和        | 阿宮正和    | 竹知仁美 糸島雅彦       | 小池智史 |                         |
| 158    | Pururu护士长要看看keroro小队真正的成绩，于是大家潜入了Giroro的记忆。但更有趣的是Kururu從中作梗…… | | 横谷昌宏   | 阿宮正和        | 阿宮正和    | 竹知仁美 糸島雅彦       | 小池智史 |                         |
| 159    | Keroro 激鬥！卡片大戰 是也 | - 動畫《遊戲王》 - 動畫《決鬥大師》 | 北嶋博明   | 北村真咲        | 北村真咲    | 糸島雅彦                | 小池智史 |                         |
| 159    | Keroro开发出了新的卡片游戏准备大赚一笔，作为测试，展开了小队成员间的对抗赛！ | | 北嶋博明   | 北村真咲        | 北村真咲    | 糸島雅彦                | 小池智史 |                         |
| 159    | Keroro 被盯上的小隊 是也 | - 日本文學作品及電影 《ねらわれた学園》 - 《高達0079》 - 《魔神壇鬥士》                                                                       | 北嶋博明   | 北村真咲        | 北村真咲    | 糸島雅彦                | 小池智史 |                         |
| 159    | 为什么今天Keroro小队的大家都在打喷嚏？谁在背后说着他们呢？ | | 北嶋博明   | 北村真咲        | 北村真咲    | 糸島雅彦                | 小池智史 |                         |
| 160    | ●桃華 最強的母親節 是也 | 人物造型致敬《街頭霸王》，如隆與春麗 | 笠原邦曉   | 石平信司        | 清水一伸    | 飯飼一幸                | 小池智史 | スタジオガッツ          |
| 160    | 母亲节当天，冬树到西泽家来做客，但是，西泽家似乎出了大事！ | | 笠原邦曉   | 石平信司        | 清水一伸    | 飯飼一幸                | 小池智史 | スタジオガッツ          |
| 161    | Putata和Mekeke 必殺工作者 是也 | - 日本劇集《必殺仕事人》 - 《火影忍者》迪達拉的藝術就是爆炸                                                                                   | 北嶋博明   | まつぞのひろし  | 徳本善信    | しんぼたくろう 高瀬健一 | 小池智史 |                         |
| 161    | Keroro想招入能让涂鸦内容实体化的神秘涂鸦者Putata，但是，Putata似乎有其他的想法，此时日向一家都不见了，Kururu的行为也变得奇怪，keroro小队，危机中！                                                                                         | | 北嶋博明   | まつぞのひろし  | 徳本善信    | しんぼたくろう 高瀬健一 | 小池智史 |                         |
| 162    | 小Kero 那時候的Jyoriri 是也 | 日本童話 《猿蟹合戰》「栗子、臼、蜂、牛糞」                                                                                                   | 池田眞美子 | 福本潔          | 福本潔      | 石井ゆみこ              | 小池智史 | STMATS                  |
| 162    | Keroro童心大起，在房间里建起了秘密基地，但是，大家都被困在里面了！无计可施时，keroro想起了在军校时建造秘密基地的往事... | | 池田眞美子 | 福本潔          | 福本潔      | 石井ゆみこ              | 小池智史 | STMATS                  |
| 163    | 夏美 告別睦實 是也 | 《機動戰士ZGUNDAM》 第42話「さよならロザミィ」                                                                                                | 横谷昌宏   | 井内秀治        | 玉田博      | 小林ゆかり 福嶋豊明     | 小池智史 | ドリーム・フォース      |
| 163    | 盛传睦實學長將要转学！623也要到海外发展了！饱受雙重打击的夏美该怎么办呢？ | | 横谷昌宏   | 井内秀治        | 玉田博      | 小林ゆかり 福嶋豊明     | 小池智史 | ドリーム・フォース      |
| 163    | 冬樹和愛莉莎 雨天的怪物 是也 | | 横谷昌宏   | 井内秀治        | 玉田博      | 小林ゆかり 福嶋豊明     | 小池智史 | ドリーム・フォース      |
| 163    | 整个周末天气晴朗，只有日向家周围一直下雨，这是怎么回事？爱莉莎感觉到了奇怪的气息。 | | 横谷昌宏   | 井内秀治        | 玉田博      | 小林ゆかり 福嶋豊明     | 小池智史 | ドリーム・フォース      |
| 164    | Keroro Nyororo滅亡？ 是也 | | 竹内利光   | 誌村宏明        | 吉村章      | 小池智史 松下浩美       | 小池智史 |                         |
| 164    | 雨季到来，Nyororo们对秘密基地发起了进攻。抵抗中，keroro打开了通往百亿年前宇宙的虫洞。他們于是准备回到过去，抹杀Nyororo们的存在。 | | 竹内利光   | 誌村宏明        | 吉村章      | 小池智史 松下浩美       | 小池智史 |                         |
| 164    | 拉比 我要去當新娘了！ 是也 | | 竹内利光   | 誌村宏明        | 吉村章      | 小池智史 松下浩美       | 小池智史 |                         |
| 164    | 夏美和小雪在上学途中目睹了惊人一幕！拉比要结婚了！但是556死也不同意这门亲事，Keroro小队能帮到拉比吗？ | | 竹内利光   | 誌村宏明        | 吉村章      | 小池智史 松下浩美       | 小池智史 |                         |
| 165    | Kururu 臨時隊長 是也 | | 下山健人   | 五十嵐達也      | 徳本善信    | 中山初絵 竹知仁美       | 小池智史 |                         |
| 165    | 官吏星的大使要来蓝星，keroro小队负责接待，不巧keroro因不小心閃到腰而进了医院，于是，阴险阴沉阴郁的Kururu曹长成了代理队长！ | | 下山健人   | 五十嵐達也      | 徳本善信    | 中山初絵 竹知仁美       | 小池智史 |                         |
| 165    | 小雪 「普通」的猛烈特訓 是也 | | 下山健人   | 五十嵐達也      | 徳本善信    | 中山初絵 竹知仁美       | 小池智史 |                         |
| 165    | 小雪总觉得自己和朋友们不一样而困扰着，这时，keroro小队开办了变得「普通」的特训班！ | | 下山健人   | 五十嵐達也      | 徳本善信    | 中山初絵 竹知仁美       | 小池智史 |                         |
| 166    | Keroro 擊碎！機械濕黏黏超人 是也 | | 山口宏     | 戸部敦夫        | 三好正人    | しんぼたくろう 高瀬健一 | 小池智史 |                         |
| 166    | 又到了蛞蝓出没的季节，keroro再次試圖用濕黏黏超人戰術挑战夏美！這次是機械人哦！ | | 山口宏     | 戸部敦夫        | 三好正人    | しんぼたくろう 高瀬健一 | 小池智史 |                         |
| 166    | Keroro 突擊！濕黏黏超人正義長存 是也 | - 公開ヒーロー番組 《突擊!Human!!》 - 《超人吉田》                                                                                            | 山口宏     | 戸部敦夫        | 三好正人    | しんぼたくろう 高瀬健一 | 小池智史 |                         |
| 166    | 永不吸取教訓的keroro拜托Kururu制造了新的濕黏黏超人兵器，但是，新兵器在戰鬥中暴走了！会是谁来拯救日向家和蓝星呢？ | | 山口宏     | 戸部敦夫        | 三好正人    | しんぼたくろう 高瀬健一 | 小池智史 |                         |
| 167    | 556 杯麵的製作良方 是也 | | 笠原邦曉   | 石平信司        | 清水一伸    | 飯飼一幸                | 小池智史 | スタジオガッツ          |
| 167    | 拉比在超市的抽奖中得到了杯面，于是，从来没见过杯面的556兄妹开始了征服杯面的作战！ | | 笠原邦曉   | 石平信司        | 清水一伸    | 飯飼一幸                | 小池智史 | スタジオガッツ          |
| 167    | Keroro 攻破！填字遊戲 是也 | | 笠原邦曉   | 石平信司        | 清水一伸    | 飯飼一幸                | 小池智史 | スタジオガッツ          |
| 167    | 看着冬树做填字游戏得到的奖品，Keroro也开始打填字游戏的主意了。 | | 笠原邦曉   | 石平信司        | 清水一伸    | 飯飼一幸                | 小池智史 | スタジオガッツ          |
| 168    | Keroro 期間限定大侵略 是也 | | 竹内利光   | 阿宮正和        | 阿宮正和    | 糸島雅彦                | 小池智史 |                         |
| 168    | 七夕来了！夏美和冬树专注于节日限定的冷面，被冷落的keroro虽然失落，但也发现了期间限定品的强大威力！ | | 竹内利光   | 阿宮正和        | 阿宮正和    | 糸島雅彦                | 小池智史 |                         |
| 168    | 桃華 七夕限定的我 是也 | | 竹内利光   | 阿宮正和        | 阿宮正和    | 糸島雅彦                | 小池智史 |                         |
| 168    | 从牛郎织女故事受到启发的桃华，想把自己变成不同寻常的七夕限定版来提升与冬树的好感度，但是，满溢的限定感似乎也有副作用？！ | | 竹内利光   | 阿宮正和        | 阿宮正和    | 糸島雅彦                | 小池智史 |                         |
| 169    | Urere 電車之王 是也 | 特攝《假面騎士電王》 | 北嶋博明   | 誌村宏明        | 福本潔      | 竹内啓 柳瀬譲二         | 小池智史 | スタジオキャッツ STMATS |
| 169    | 了不起的红人侵略者Urere又来到了蓝星，这次是为了新侵略方法的实验而来！ | | 北嶋博明   | 誌村宏明        | 福本潔      | 竹内啓 柳瀬譲二         | 小池智史 | スタジオキャッツ STMATS |
| 169    | Giroro 美少女與液體K隆星人 是也 | - 日本電影《美女和液體人》 - 《史萊姆》 - 《高達0079》白色木馬                                                                                | 北嶋博明   | 誌村宏明        | 福本潔      | 竹内啓 柳瀬譲二         | 小池智史 | スタジオキャッツ STMATS |
| 169    | Syurara军团的新攻击！这次是液体K隆星人Giruru，被液化的Giroro可以保护到夏美吗？ | | 北嶋博明   | 誌村宏明        | 福本潔      | 竹内啓 柳瀬譲二         | 小池智史 | スタジオキャッツ STMATS |
| 170    | 冬樹和Keroro 破解！七不可思議 是也 | - 七大不可思議 - 赫丘勒·白羅名台詞「灰色腦細胞」 - 《宇宙戰艦大和號》 - 《007》 - 二宮尊德/二宮金次郎 - 金田一耕助 - 福爾摩斯 - 赫爾克里·波洛 | 横谷昌宏   | 井内秀治        | 下田久人    | くらさき哲 竹知仁美     | 小池智史 |                         |
| 170    | 每个学校都有自己的七不思议故事，日向家的大家能够破解吉祥学园的七不思议吗？ | | 横谷昌宏   | 井内秀治        | 下田久人    | くらさき哲 竹知仁美     | 小池智史 |                         |
| 170    | Pururu和散世 祕密的朋友 是也 | 《高達0079》 | 横谷昌宏   | 井内秀治        | 下田久人    | くらさき哲 竹知仁美     | 小池智史 |                         |
| 170    | Pururu护士长很羡慕Keroro的生活，也想给自己找个寄宿的地方，这时，她发现了默默记录冬树一举一动的散世。 | | 横谷昌宏   | 井内秀治        | 下田久人    | くらさき哲 竹知仁美     | 小池智史 |                         |
| 171    | Tamama 無須理由的反抗 是也 | 美國電影《阿飛正傳》 | 下山健人   | 北村真咲        | 玉田博      | 福島豊明 小林ゆかり     | 小池智史 | ドリーム・フォース      |
| 171    | Tamama的反抗期到了！为了让tamama顺利变大人，keroro小队展开了计划。 | | 下山健人   | 北村真咲        | 玉田博      | 福島豊明 小林ゆかり     | 小池智史 | ドリーム・フォース      |
| 171    | Kururu 看家？ 是也 | | 下山健人   | 北村真咲        | 玉田博      | 福島豊明 小林ゆかり     | 小池智史 | ドリーム・フォース      |
| 171    | 夏美和冬树发现Keroro小队已经出动了，只留下Kururu看家，这时，危险的侵略兵器正朝着蓝星而来！ | | 下山健人   | 北村真咲        | 玉田博      | 福島豊明 小林ゆかり     | 小池智史 | ドリーム・フォース      |
| 172    | 愛莉莎和冬樹 UMA對彈卡爾！ 是也 | 《新世纪福音战士》的初號機、莉莉絲、亞當、總部標誌和緊急狀態及第五使徒雷時作戰                                                                | 竹内利光   | 焼津半次        | 吉村博      | しんぼたくろう 高瀬健一 | 小池智史 |                         |
| 172    | 一年一度的土井中海岸之旅又来了！土井中海岸由于DUNGAL的电影化计划变得繁华起来，而且这次爱莉莎也有参加哦！嗯？似乎又是在追捕什么奇怪的东西......                                                                                             | | 竹内利光   | 焼津半次        | 吉村博      | しんぼたくろう 高瀬健一 | 小池智史 |                         |
| 173    | ●Keroro 大和與Kapu 是呀 | 《北斗神拳》 《高達0079》 《最遊記》 | 山口宏     | 石平信司        | 清水一伸    | 飯飼一幸                | 小池智史 | スタジオガッツ          |
| 173    | 冬树少见的一个人去探访神秘现象，认为冬树在生自己气的Keroro赶去向冬树道歉，却遇到了几个能看透視覺屏障的孩子。 | | 山口宏     | 石平信司        | 清水一伸    | 飯飼一幸                | 小池智史 | スタジオガッツ          |
| 174    | Keroro 毛叢叢，爆炸頭來領唱？ 是也 | | 笠原邦曉   | 福本潔          | 福本潔      | 石井ゆみこ              | 小池智史 | STMATS                  |
| 174    | 一年一度的秋奈外婆家之旅，Keroro小队居然没有参加，原来是在准备Dance Man的演唱会？同时，冬树在乡下的山洞里发现了巨大的球体！ | | 笠原邦曉   | 福本潔          | 福本潔      | 石井ゆみこ              | 小池智史 | STMATS                  |
| 174    | Dororo 不可思議之山 是也 | | 笠原邦曉   | 福本潔          | 福本潔      | 石井ゆみこ              | 小池智史 | STMATS                  |
| 174    | Keroro小队也来到了秋奈外婆家，大家准备吃西瓜时，Dororo却失踪了！与此同时，Dororo在山中遇见了狗狗和似曾相识的少女。 | | 笠原邦曉   | 福本潔          | 福本潔      | 石井ゆみこ              | 小池智史 | STMATS                  |
| 175    | ●Keroro 躍進！塑膠小泳池 是也 | | 米田和博   | 米田和博        | 米田和博    | くらさき哲 糸島雅彦     | 小池智史 |                         |
| 175    | K隆星人最害怕的酷暑到来了，可是各处的泳池都拥挤不堪，渴望游泳的Keroro军曹怎么办呢？ | | 米田和博   | 米田和博        | 米田和博    | くらさき哲 糸島雅彦     | 小池智史 |                         |
| 175    | ●冬樹和夏美 新一天的早晨到了 是也 | | 米田和博   | 米田和博        | 米田和博    | くらさき哲 糸島雅彦     | 小池智史 |                         |
| 175    | 暑假就要结束了，在这最后的几天里，日向家的大家会遇到什么奇怪的事件呢？ | | 米田和博   | 米田和博        | 米田和博    | くらさき哲 糸島雅彦     | 小池智史 |                         |
| 176    | 小Kero 再見了 暑假！是也 | | 池田眞美子 | 井内秀治        | 阿宮正和    | しんぼたくろう 高瀬健一 | 小池智史 |                         |
| 176    | 冬树和夏美都因为暑假作业而烦恼，这让Keroro想起了自己受困于暑假作业的往事。 | | 池田眞美子 | 井内秀治        | 阿宮正和    | しんぼたくろう 高瀬健一 | 小池智史 |                         |
| 177    | Dokuku 氣體K隆星人第1號 是也 | 日本電影《氣體人第一號》 | 北嶋博明   | 誌村宏明        | 大西景介    | 飯飼一幸                | 小池智史 | スタジオガッツ          |
| 177    | 日向家出现了奇怪的幽灵！但再看清楚，似乎是K隆星人？ | | 北嶋博明   | 誌村宏明        | 大西景介    | 飯飼一幸                | 小池智史 | スタジオガッツ          |
| 177    | Keroro 藍星第一的鋼彈模型之男 是也 | 《島耕作》 《機動戰士高達逆A》 | 北嶋博明   | 誌村宏明        | 大西景介    | 飯飼一幸                | 小池智史 | スタジオガッツ          |
| 177    | 看着自己的鋼彈模型收藏，Keroro有了新的侵略靈感，来吧！蓝星第一的鋼彈模型之男！ | | 北嶋博明   | 誌村宏明        | 大西景介    | 飯飼一幸                | 小池智史 | スタジオガッツ          |
| 178    | ●桃華 幽靈 日向家之幻影 是也 | - 桃華跳躍的動作是致敬《穿越時空的少女》 - 《高達0079》                                                                                       | 山口宏     | 喜多幡徹        | 下田久人    | 糸島雅彦 竹知仁美       | 小池智史 |                         |
| 178    | 秋天来了！又是幽灵研究的季节了，难以对冬树说出自己心意的桃华，竟想到了变成幽灵陪伴在冬树身边的计划！ | | 山口宏     | 喜多幡徹        | 下田久人    | 糸島雅彦 竹知仁美       | 小池智史 |                         |
| 179    | Keroro 出馬了！ 是也 | | 横谷昌宏   | 石平信司        | 清水一伸    | 飯飼一幸                | 小池智史 | スタジオガッツ          |
| 179    | 奥东京市的市长选举临近了，候选人名单里居然有Keroro！这次又是怎样的计划？ | | 横谷昌宏   | 石平信司        | 清水一伸    | 飯飼一幸                | 小池智史 | スタジオガッツ          |
| 179    | 夏美和Giroro 回不來的兩個人 是也 | 歌曲《帰れない二人》 | 横谷昌宏   | 石平信司        | 清水一伸    | 飯飼一幸                | 小池智史 | スタジオガッツ          |
| 179    | 秘密基地的传送装置发生故障，夏美和Giroro被传送到了奇异的世界，还被敌人追杀！他们能平安回到蓝星吗？ | | 横谷昌宏   | 石平信司        | 清水一伸    | 飯飼一幸                | 小池智史 | スタジオガッツ          |
| 180    | Keroro 爭奪大戰爭 是也 | 《高達0079》 《宇宙戰艦大和號》 《百變小櫻》 《新世紀福音戰士》 《初音未來》 《七龍珠》                                                       | 下山健人   | 徳本善信        | 徳本善信    | 松下浩美 くらさき哲     | 小池智史 |                         |
| 180    | Karara和Chiroro又来到了蓝星，这次的目标是成为Keroro的新娘！Keroro争夺战，开始！ | | 下山健人   | 徳本善信        | 徳本善信    | 松下浩美 くらさき哲     | 小池智史 |                         |
| 181    | Mushishi 昆蟲居所大探索 是也 | 動畫《蟲師》，日本諺語「虫の居所が悪い」 | 笠原邦曉   | 笹木信作        | 吉村章      | しんぼたくろう 高瀬健一 | 小池智史 |                         |
| 181    | Keroro和冬树被心情不好的夏美惩罚了，正在想办法让夏美心情变好的Keroro遇见了传说中的虫师Mushishi。 | | 笠原邦曉   | 笹木信作        | 吉村章      | しんぼたくろう 高瀬健一 | 小池智史 |                         |
| 181    | 桃華 爭奪！二人三足 是也 | | 笠原邦曉   | 笹木信作        | 吉村章      | しんぼたくろう 高瀬健一 | 小池智史 |                         |
| 181    | 运动会又来了，西泽梅雄和樱华都想和桃华参加亲子二人三脚，梅雄还出资雇用了Keroro小队助阵，到底结果如何呢？ （此次作戰西泽梅雄花費1,296,357,214,503日圓）                                                                                     | | 笠原邦曉   | 笹木信作        | 吉村章      | しんぼたくろう 高瀬健一 | 小池智史 |                         |
| 182    | Keroro 埋藏金Special 是也 | | 竹内利光   | 福本潔          | 福本潔      | 竹内啓                  | 小池智史 | スタジオキャッツ STMATS |
| 182    | 秋奈外婆给冬树寄来了一份藏宝图，Keroro和冬树能挖到宝藏吗？ | | 竹内利光   | 福本潔          | 福本潔      | 竹内啓                  | 小池智史 | スタジオキャッツ STMATS |
| 182    | Tamama 對 Tamama 是也 | 電影《魔鬼複製人》 | 竹内利光   | 福本潔          | 福本潔      | 竹内啓                  | 小池智史 | スタジオキャッツ STMATS |
| 182    | 家里出现了两个Tamama！难道只有通过对决才能分出真假吗？ | | 竹内利光   | 福本潔          | 福本潔      | 竹内啓                  | 小池智史 | スタジオキャッツ STMATS |
| 183    | ●Garuru 令人迷惑的休假 是也 | | 下山健人   | まつぞの ひろし | 大西景介    | 飯飼一幸                | 小池智史 | スタジオガッツ          |
| 183    | 一大早，Garuru降临日向家，这次居然是度假！他还带来了不可思議的礼物？！ | | 下山健人   | まつぞの ひろし | 大西景介    | 飯飼一幸                | 小池智史 | スタジオガッツ          |
| 184    | 冬樹 超自然文化祭 是也 | | 山口博     | 誌村宏明        | 阿宮正和    | しんぼたくろう 高瀬健一 | 小池智史 |                         |
| 184    | 超自然研究社终于在文化祭上开起了发表会，但是，新聞部和反超自然的成員也不期而至！冬树和桃华能成功吗？ | | 山口博     | 誌村宏明        | 阿宮正和    | しんぼたくろう 高瀬健一 | 小池智史 |                         |
| 184    | 夏美 羅密歐與茱麗葉？ 是也 | | 山口博     | 誌村宏明        | 阿宮正和    | しんぼたくろう 高瀬健一 | 小池智史 |                         |
| 184    | 夏美班上预订演出《羅密歐與茱麗葉》，但是同学们意外的纷纷缺席。虽然请来Keroro小队帮忙布置好了舞台，可是，谁来和夏美一起主演呢？ | | 山口博     | 誌村宏明        | 阿宮正和    | しんぼたくろう 高瀬健一 | 小池智史 |                         |
| 185    | Robobo 機械大作戰 是也 | - 特攝片《超級戰隊系列》 - 《結界師》作者田邊伊衛郎的另一個作品 - 波爾抱著桃華有《黑執事》的感覺、Dororo《網球王子》河村隆                    | 北嶋博明   | 米田和博        | 米田和博    | 糸島雅彦                | 小池智史 |                         |
| 185    | Syurara军团有行动了！这次派来的刺客是机械化K隆星人Robobo！ | | 北嶋博明   | 米田和博        | 米田和博    | 糸島雅彦                | 小池智史 |                         |
| 185    | Tamama 筆記的說 是也 | - 動畫《死亡筆記》 - 《高達0079》 - 《宇宙戰艦大和號》                                                                                        | 北嶋博明   | 米田和博        | 米田和博    | 糸島雅彦                | 小池智史 |                         |
| 185    | Tamama在去日向家的路上捡到了一本奇怪的笔记，把认识的人畫上去会发生什么呢？ （出現類似畫臉片尾曲的小桃繪畫歌） | | 北嶋博明   | 米田和博        | 米田和博    | 糸島雅彦                | 小池智史 |                         |
| 186    | 愛莉莎對妖怪 － 侵略停滯不前 是也 | 電影《摩登大聖》 | 竹内利光   | 三好正人        | 三好正人    | 竹知仁美 松下浩美       | 小池智史 |                         |
| 186    | 日本故事里，妖怪和人类生活在一起，听到这个故事的Keroro，想用妖怪来刺激侵略的进度，但是，妖怪战术招来了爱莉莎？ | | 竹内利光   | 三好正人        | 三好正人    | 竹知仁美 松下浩美       | 小池智史 |                         |
| 187    | Keroro 感謝你的勤勞 是也 | | 下山健人   | 石平信司        | 清水一伸    | 飯飼一幸                | 小池智史 | スタジオガッツ          |
| 187    | 勤劳感谢日到了，自以为勤劳的Keroro却没能得到大家感谢。于是，Keroro离家出走！ | | 下山健人   | 石平信司        | 清水一伸    | 飯飼一幸                | 小池智史 | スタジオガッツ          |
| 187    | Keroro 戰鬥！配角食材戰隊 是也 | | 下山健人   | 石平信司        | 清水一伸    | 飯飼一幸                | 小池智史 | スタジオガッツ          |
| 187    | Keroro想出了夺取蓝星人不可或缺的佐餐品这一侵略计划，配角食材战队，参上！ | | 下山健人   | 石平信司        | 清水一伸    | 飯飼一幸                | 小池智史 | スタジオガッツ          |
| 188    | Nuii 不要丟棄我！ 是也 | | 北嶋博明   | 福本潔          | 福本潔      | 石井ゆみこ              | 小池智史 | STMATS                  |
| 188    | 夏美在回家路上捡到了一个被丢弃的布娃娃，于是留下了它，第二天，日向家出現一個個布娃娃....這究竟是怎麼一回事？ | | 北嶋博明   | 福本潔          | 福本潔      | 石井ゆみこ              | 小池智史 | STMATS                  |
| 189    | Dororo 來自過去的刺客 是也 | - 《高達00》 - 《裝甲騎兵》紅肩隊 | 山口宏     | 井内秀治        | 玉田博      | 竹内昭 小林ゆかり       | 小池智史 | ドリームフォース        |
| 189    | 最近，Dororo总被噩梦困扰，就在这时，Keroro小队接到了总部的紧急通缉令，而被通缉的Jirara大尉正是Dororo以前的长官。 | | 山口宏     | 井内秀治        | 玉田博      | 竹内昭 小林ゆかり       | 小池智史 | ドリームフォース        |
| 190    | Giroro 目標！禮物！ 是也 | | 下山健人   | 石平信司        | 大西景介    | 飯飼一幸                | 小池智史 | スタジオガッツ          |
| 190    | 夏美的生日要到了，该送什么礼物呢？这可难坏了Giroro。在宇宙人街能找到合适的吗？ | | 下山健人   | 石平信司        | 大西景介    | 飯飼一幸                | 小池智史 | スタジオガッツ          |
| 190    | Keroro 生日大派對！ 是也 | | 下山健人   | 石平信司        | 大西景介    | 飯飼一幸                | 小池智史 | スタジオガッツ          |
| 190    | 夏美的生日到了（啥？故事還未完畢？），今年是在外面和朋友一起庆祝！这让之前煞費苦心的Giroro心急如焚。 | | 下山健人   | 石平信司        | 大西景介    | 飯飼一幸                | 小池智史 | スタジオガッツ          |
| 191    | ●Keroro 那個人和搖籃曲傳說 是也 | 漫畫、映畫《あいつとララバイ》／ 漫畫、OVA《バリバリ伝説》                                                                                    | 山口宏     | 誌村宏明        | 下田久人    | しんぼたくろう 高瀬健一 | 小池智史 |                         |
| 191    | Keroro发现妈妈和夏美准备换掉从他来到蓝星就一直陪伴他的......吸尘器！被两人（?）间的羁绊所驱策着，Keroro军曹暴走了！ | | 山口宏     | 誌村宏明        | 下田久人    | しんぼたくろう 高瀬健一 | 小池智史 |                         |
| 191    | Keroro 塑膠模型王大決戰！ 是也 | | 山口宏     | 誌村宏明        | 下田久人    | しんぼたくろう 高瀬健一 | 小池智史 |                         |
| 191    | Keroro燃烧的鋼彈模型之魂引来了超绝模型大魔王，两人间将展开一场较量！ | | 山口宏     | 誌村宏明        | 下田久人    | しんぼたくろう 高瀬健一 | 小池智史 |                         |
| 192    | Keroro 防止聖誕節！ 是也 | 《七龍珠》 | 笠原邦曉   | 笹木信作        | 九城 りおん | 大坪幸麿                | 小池智史 | AIC PLUS+               |
| 192    | 圣诞一到，玩具店里的钢普拉一个也不剩了，失落的keroro决定实施新的作战：阻止圣诞节！ | | 笠原邦曉   | 笹木信作        | 九城 りおん | 大坪幸麿                | 小池智史 | AIC PLUS+               |
| 192    | Keroro小隊 蛋糕是男人的戰場！ 是也 | - 《超人吉田》 - 《高達00》FA0高達 | 笠原邦曉   | 笹木信作        | 九城 りおん | 大坪幸麿                | 小池智史 | AIC PLUS+               |
| 192    | 圣诞当日，大家都各自有安排了，只有Keroro小队在家，大家面临着共同的问题，从556那里买来的圣诞蛋糕怎么分呢？ | | 笠原邦曉   | 笹木信作        | 九城 りおん | 大坪幸麿                | 小池智史 | AIC PLUS+               |
| 193    | Keroro 不具仁義的新年參拜 是也 | | 北嶋博明   | 徳本善信        | 徳本善信    | 錦見楽 石井ゆみこ       | 小池智史 |                         |
| 193    | 为求今年的新年参拜灵验，大家来到了有名的神社，那么参拜会顺利吗？大家各自许下了什么愿望呢？ | | 北嶋博明   | 徳本善信        | 徳本善信    | 錦見楽 石井ゆみこ       | 小池智史 |                         |
| 193    | Keroro 年菜對燴年糕 是也 | 《超人吉田》 | 北嶋博明   | 徳本善信        | 徳本善信    | 錦見楽 石井ゆみこ       | 小池智史 |                         |
| 193    | 新年伊始，桃华开了新年宴会招待大家，席间，冬树送了桃华日向家的杂煮年糕，而Keroro则拿出了自己专门定制的宇宙年菜！ | | 北嶋博明   | 徳本善信        | 徳本善信    | 錦見楽 石井ゆみこ       | 小池智史 |                         |
| 194    | 馬桶 是時候站起來了！ 是也 | 《變形金剛 (電視動畫)》 | 下山健人   | 石平信司        | 清水一伸    | 飯飼一幸                | 小池智史 | スタジオガッツ          |
| 194    | Keroro发现了马桶在蓝星人生活中的重要性，决定以此作为新侵略的突破口！不过，马桶們似乎有自己的想法...... | | 下山健人   | 石平信司        | 清水一伸    | 飯飼一幸                | 小池智史 | スタジオガッツ          |
| 194    | Kururu 和小狗 是也 | | 下山健人   | 石平信司        | 清水一伸    | 飯飼一幸                | 小池智史 | スタジオガッツ          |
| 194    | 下着冷雨的冬日，Kururu在公园遇到了孤独的小狗狗并且收养了它，所有人都不敢置信！这......這到底是怎么一回事？ | | 下山健人   | 石平信司        | 清水一伸    | 飯飼一幸                | 小池智史 | スタジオガッツ          |
| 195    | ●夏美 也請帶我去滑雪吧！ 是也 | 電影《私をスキーに連れてって》 | 笠原邦暁   | 笹木信作        | 吉村章      | しんぼたくろう 高瀬健一 | 小池智史 |                         |
| 195    | 冬天当然要去滑雪了！但是妈妈很忙......只有让夏美再变成大人了。同一滑雪場內，還有更多的事發生呢！ | | 笠原邦暁   | 笹木信作        | 吉村章      | しんぼたくろう 高瀬健一 | 小池智史 |                         |
| 195    | Keroro 溫泉旅館的乒乓球交流 是也 | | 笠原邦暁   | 笹木信作        | 吉村章      | しんぼたくろう 高瀬健一 | 小池智史 |                         |
| 195    | 結束了白天的滑雪競賽仍馬不停蹄，晚上的浴衣乒乓球大戰一觸即發！說起來緊張，大家卻意外地放鬆？ | | 笠原邦暁   | 笹木信作        | 吉村章      | しんぼたくろう 高瀬健一 | 小池智史 |                         |
| 196    | 歸來了 Kero Kero 30分鐘 是也 | | 横谷昌宏   | 福本潔          | 福本潔      | 石井ゆみこ 森本由布希   | 小池智史 | スタジオキャッツ STMATS |
| 196    | 小故事大串烧！这次一共有13个段落哦，大家尽情欣赏吧！ | | 横谷昌宏   | 福本潔          | 福本潔      | 石井ゆみこ 森本由布希   | 小池智史 | スタジオキャッツ STMATS |
| 196.1  | ケロロ小隊 第196回定例作戦会議 | | 横谷昌宏   | 福本潔          | 福本潔      | 石井ゆみこ 森本由布希   | 小池智史 | スタジオキャッツ STMATS |
| 196.1  | 這次作戰會議軍曹提出使用農民曆中的相剋食物進行作戰，但是在食材取得上遭遇到困難...... | | 横谷昌宏   | 福本潔          | 福本潔      | 石井ゆみこ 森本由布希   | 小池智史 | スタジオキャッツ STMATS |
| 196.2  | ケロロ こたつで侵略 であります | | 横谷昌宏   | 福本潔          | 福本潔      | 石井ゆみこ 森本由布希   | 小池智史 | スタジオキャッツ STMATS |
| 196.2  | 軍曹這次使用了暖爐桌企圖要讓所有藍星人變得懶洋洋，卻沒想到這時的南半球正值夏天...... | | 横谷昌宏   | 福本潔          | 福本潔      | 石井ゆみこ 森本由布希   | 小池智史 | スタジオキャッツ STMATS |
| 196.3  | ケロロ☆ ラーメンで侵略 であります | | 横谷昌宏   | 福本潔          | 福本潔      | 石井ゆみこ 森本由布希   | 小池智史 | スタジオキャッツ STMATS |
| 196.3  | 軍曹善用每一位小隊成員的特色作為靈感來源，製作出了各式風格的拉麵。疑？怎麼會只有四種麵...... | | 横谷昌宏   | 福本潔          | 福本潔      | 石井ゆみこ 森本由布希   | 小池智史 | スタジオキャッツ STMATS |
| 196.4  | ケロロ小隊 第197回定例作戦会議 | | 横谷昌宏   | 福本潔          | 福本潔      | 石井ゆみこ 森本由布希   | 小池智史 | スタジオキャッツ STMATS |
| 196.4  | 作戰會議中大家想到了許多容易搞混的相近詞彙，但這要如何實踐在侵略作戰中呢？ | | 横谷昌宏   | 福本潔          | 福本潔      | 石井ゆみこ 森本由布希   | 小池智史 | スタジオキャッツ STMATS |
| 196.5  | 冬樹 なぞの埋蔵金 であります | | 横谷昌宏   | 福本潔          | 福本潔      | 石井ゆみこ 森本由布希   | 小池智史 | スタジオキャッツ STMATS |
| 196.5  | 冬樹和軍曹前往寶藏的埋藏地點，挖出來的卻是一個彩色組合櫃？ | | 横谷昌宏   | 福本潔          | 福本潔      | 石井ゆみこ 森本由布希   | 小池智史 | スタジオキャッツ STMATS |
| 196.6  | すもも 帰ってきたアイドル♥ であります | | 横谷昌宏   | 福本潔          | 福本潔      | 石井ゆみこ 森本由布希   | 小池智史 | スタジオキャッツ STMATS |
| 196.6  | 逃舞超人DASONU☆MASO送來了宇宙偶像Sumomo的演唱會門票！但是如果仔細看門票上的字便會發現...... | | 横谷昌宏   | 福本潔          | 福本潔      | 石井ゆみこ 森本由布希   | 小池智史 | スタジオキャッツ STMATS |
| 196.7  | ケロロ小隊 第201回定例作戦会議 | | 横谷昌宏   | 福本潔          | 福本潔      | 石井ゆみこ 森本由布希   | 小池智史 | スタジオキャッツ STMATS |
| 196.7  | 接續先前作戰會議大家想到的易混淆字詞，軍曹想出了區別這些相近詞彙的方法？ | | 横谷昌宏   | 福本潔          | 福本潔      | 石井ゆみこ 森本由布希   | 小池智史 | スタジオキャッツ STMATS |
| 196.8  | ギロロ 午前0時のシンデレラ であります | | 横谷昌宏   | 福本潔          | 福本潔      | 石井ゆみこ 森本由布希   | 小池智史 | スタジオキャッツ STMATS |
| 196.8  | 夏美在桃華家舉辦的舞會遇到一位金髮帥哥，但午夜一到他便急忙離開舞廳。他的真實身分究竟是...... | | 横谷昌宏   | 福本潔          | 福本潔      | 石井ゆみこ 森本由布希   | 小池智史 | スタジオキャッツ STMATS |
| 196.9  | ケロロ 改名 であります | | 横谷昌宏   | 福本潔          | 福本潔      | 石井ゆみこ 森本由布希   | 小池智史 | スタジオキャッツ STMATS |
| 196.9  | Keroro聽從算命師的建議改了名字，在這之後侵略藍星會變得更加順利嗎？ | | 横谷昌宏   | 福本潔          | 福本潔      | 石井ゆみこ 森本由布希   | 小池智史 | スタジオキャッツ STMATS |
| 196.10 | ケロロ小隊 第287回定例作戦会議 | | 横谷昌宏   | 福本潔          | 福本潔      | 石井ゆみこ 森本由布希   | 小池智史 | スタジオキャッツ STMATS |
| 196.10 | 軍曹想利用Keroro小隊的人氣來侵略藍星，然而之前試著做動畫也失敗了，漫畫好像也不太行，難道真的只能真人化了嗎...... | | 横谷昌宏   | 福本潔          | 福本潔      | 石井ゆみこ 森本由布希   | 小池智史 | スタジオキャッツ STMATS |
| 196.11 | 実写版 ケロロ軍曹 であります | | 横谷昌宏   | 福本潔          | 福本潔      | 石井ゆみこ 森本由布希   | 小池智史 | スタジオキャッツ STMATS |
| 196.11 | 真人（？）版的Kroro軍曹，請大家多多指教！ | | 横谷昌宏   | 福本潔          | 福本潔      | 石井ゆみこ 森本由布希   | 小池智史 | スタジオキャッツ STMATS |
| 196.12 | 日向家 戦闘準備完了 であります | | 横谷昌宏   | 福本潔          | 福本潔      | 石井ゆみこ 森本由布希   | 小池智史 | スタジオキャッツ STMATS |
| 196.12 | 由於浴室的熱水器壞了，日向家一行人出發前往「公共浴場（Sento）」洗澡。將關鍵字聽成「戰鬥（Sento）」的Keroro小隊也跟著潛入浴場！ | | 横谷昌宏   | 福本潔          | 福本潔      | 石井ゆみこ 森本由布希   | 小池智史 | スタジオキャッツ STMATS |
| 196.13 | （サブタイトルなし・8本目の続き） | | 横谷昌宏   | 福本潔          | 福本潔      | 石井ゆみこ 森本由布希   | 小池智史 | スタジオキャッツ STMATS |
| 196.13 | 夏美在舞會之後依然時常看著帥哥留下的皮鞋發呆，就在此時竟出現一位腳的尺寸完全符合那隻皮鞋的人！ | | 横谷昌宏   | 福本潔          | 福本潔      | 石井ゆみこ 森本由布希   | 小池智史 | スタジオキャッツ STMATS |
| 197    | Zeroro 過度增殖？ 是也 | | 竹内利光   | 鈴木健一        | 鈴木健一    | 錦見楽                  | 小池智史 |                         |
| 197    | 小时候的Keroro，Giroro和Zeroro在参观工厂时溜了出来，Zeroro还掉进了奇怪的机器，一阵闪光过后......两个Zeroro？！（由這次開始所有「小Kero」開頭的段落都採3D電腦動畫繪製）                                                                     | | 竹内利光   | 鈴木健一        | 鈴木健一    | 錦見楽                  | 小池智史 |                         |
| 197    | Keroro 有洞就鑽！ 是也 | 日本諺語「穴があったら入りたい」，意指尷尬到想找個洞鑽進去。                                                                                  | 竹内利光   | まつぞのひろし  | 下田久人    | 錦見楽                  | 小池智史 |                         |
| 197    | 一早起来，大家的东西上都被打了洞，愤怒的夏美率众来找Keroro，却发现Keroro的举止很奇怪...... | | 竹内利光   | まつぞのひろし  | 下田久人    | 錦見楽                  | 小池智史 |                         |
| 198    | 小Kero 小小大冒險！ 是也 | | 竹内利光   | 鈴木健一        | 鈴木健一    | 錦見楽                  | 小池智史 |                         |
| 198    | 小时候的Keroro，Giroro和Zeroro误吃了从宇宙白蚁手里抢来的奇怪糖果，没想到，糖果可以使人变小？！ | | 竹内利光   | 鈴木健一        | 鈴木健一    | 錦見楽                  | 小池智史 |                         |
| 198    | 夏美和桃華 禁止義理巧克力！ 是也 | | 竹内利光   | まつぞのひろし  | 下田久人    | 錦見楽                  | 小池智史 |                         |
| 198    | 情人节又来了，夏美和桃华有着共同的想法—让义理巧克力消失！ | | 竹内利光   | まつぞのひろし  | 下田久人    | 錦見楽                  | 小池智史 |                         |
| 199    | Kururu Kururun偶像傳說 是也 | - 《偶像英里子傳說》 - 《百變小櫻》 | 山口宏     | 石平信司        | 大西景介    | 飯飼一幸                | 小池智史 | スタジオガッツ          |
| 199    | 扮成Kuru子的Kururu曹長無意間被星探發掘成為偶像明星，且竟然成功紅遍大街小巷。Keroro能趁這次機會以偶像攻勢完成侵略藍星的任務嗎？ | | 山口宏     | 石平信司        | 大西景介    | 飯飼一幸                | 小池智史 | スタジオガッツ          |
| 199    | Keroro 回到侵略初心 是也 | | 山口宏     | 石平信司        | 大西景介    | 飯飼一幸                | 小池智史 | スタジオガッツ          |
| 199    | 整天沉迷於鋼彈模型的Keroro終於想起了來到藍星的初衷，立即展開好幾個邪惡的侵略計畫。看起還好像有那麼一點進展喔（？） | | 山口宏     | 石平信司        | 大西景介    | 飯飼一幸                | 小池智史 | スタジオガッツ          |
| 200    | Keroro 閏年來了！ 是也 | - 前半段頗有浦沢直樹的風格 - 惡搞《福娃》晶晶                                                                                                 | 竹内利光   | 笹木信作        | 則座誠      | 石丸賢一 須田正己       | 小池智史 | AIC PLUS+               |
| 200    | 軍曹誤以為四年來一次的「閏年」是某種藍星特有怪獸，於是命令Kururu不計代價打造出可以與之對抗的超強武器。得知閏年的真相後軍曹一行人才剛鬆一口氣，大怪獸卻在此時突然出現......這究竟是怎麼一回事？                                             | | 竹内利光   | 笹木信作        | 則座誠      | 石丸賢一 須田正己       | 小池智史 | AIC PLUS+               |
| 201    | Giroro 3月3日是耳朵日？是也 | | 下山健人   | 阿宮正和        | 阿宮正和    | しんぼたくろう 高瀬健一 | 小池智史 |                         |
| 201    | Keroro四處散布讓人類想掏耳朵的催眠氣體，藉此讓所有藍星人沉浸在掏耳朵的舒服感受之中。夏美也同樣受了催眠想幫別人掏耳朵，然而Giroro一想到有人會躺在夏美的膝蓋上於就失去了理智......                                                           | | 下山健人   | 阿宮正和        | 阿宮正和    | しんぼたくろう 高瀬健一 | 小池智史 |                         |
| 201    | Keroro 女人的戰鬥 是也 | - 《七龍珠》「天下第一歌謠大會」便是致敬「天下第一武道會」 - 《最終兵器少女》                                                                 | 下山健人   | 阿宮正和        | 阿宮正和    | しんぼたくろう 高瀬健一 | 小池智史 |                         |
| 201    | 夏美、摩亞、Pururu、桃華、小雪參加歌唱大賽得到獎品的是專門實現女生願望的虎門球。由於還沒決定要實現誰的願望，虎門球先放在軍曹那邊保管。怎料當天晚上，大家卻同時出現在保管室，一場女性之間的爭奪戰就此展開。                                 | | 下山健人   | 阿宮正和        | 阿宮正和    | しんぼたくろう 高瀬健一 | 小池智史 |                         |
| 202    | Keroro 激烈搏鬥！最後的工作者 是也 | 後半段致敬《假面騎士》第４７話 「待ち伏せ！デストロン首領!!」，連明信片地址都是類似的。                                                       | 北嶋博明   | 米田和博        | 米田和博    | 松下浩美 糸島雅彦       | 小池智史 |                         |
| 202    | Syurara軍團派來的Yukiki向Keroro發起挑戰，對決的項目有：板羽球、笑福面（福笑い）、搗麻糬、放風箏......疑？怎麼都跟新年有關啊...... 因Syurara的計策而想起賀年卡的Keroro，如他所料的前往Syurara軍團的基地。Keroro一行人會遇到怎麼樣的埋伏呢？ | | 北嶋博明   | 米田和博        | 米田和博    | 松下浩美 糸島雅彦       | 小池智史 |                         |
| 203    | Keroro Syurara終極決戰 是也 | 《機動武鬥傳G鋼彈》 | 北嶋博明   | 石平信司        | 清水一伸    | 飯飼一幸                | 小池智史 | スタジオガッツ          |
| 203    | Syurara的真實身分竟然是Pururu在訓練所時期的同學，因為一直對Keroro懷恨在心才組成暗殺兵團要消滅Keroro小隊。在一番對戰之後，Syurara的頭盔突然大變異！？（日昇在這一集回想起，自己身為玩具商的使命）                                           | | 北嶋博明   | 石平信司        | 清水一伸    | 飯飼一幸                | 小池智史 | スタジオガッツ          |
| 204    | 機械人 556 是也 | | 笠原邦曉   | 誌村宏明        | 凛々雅由紀  | 石井ゆみこ              | 小池智史 | STMATS                  |
| 204    | 因沒錢吃飯而飢餓不已的556，接受軍曹的建議而被改造成機器人。怎料軍曹趁機在他身上動了手腳，以電波遙控556一路追擊夏美，到了半途556竟然自爆了？                                                                                                | | 笠原邦曉   | 誌村宏明        | 凛々雅由紀  | 石井ゆみこ              | 小池智史 | STMATS                  |
| 204    | Keroro和夏美 避雨 是也 | 佐田雅志的樂曲《雨やどり (さだまさしの曲)》                                                                                                   | 笠原邦曉   | 誌村宏明        | 凛々雅由紀  | 石井ゆみこ              | 小池智史 | STMATS                  |
| 204    | 弄壞馬克杯的軍曹怕媽媽生氣，急忙跑到商店街買一個一樣的馬克杯作為替代。在回家的途中下起傾盆大雨，躲雨的時候遇見行跡可疑的夏美，她究竟隱瞞了甚麼呢？                                                                                         | | 笠原邦曉   | 誌村宏明        | 凛々雅由紀  | 石井ゆみこ              | 小池智史 | STMATS                  |
| 205    | Keroro和冬樹 另一個世界 是也 | - 多重宇宙論（平行世界） - 《銀河鐵路999》 | 横谷昌宏   | 近藤信宏        | 吉村章      | 小池智史                |          |                         |
| 205    | 跟摩亞在地底探查活斷層的Keroro，意外搭上本該不存在的神祕地鐵。好不容易回到日向家的軍曹總覺得好像有甚麼不對勁，就連剛回到家的冬樹看到軍曹也是嚇了一大跳。這究竟是怎麼一回事？                                                               | | 横谷昌宏   | 近藤信宏        | 吉村章      | 小池智史                |          |                         |

## 第五季
| 集數 | 主題 | 故事借鏡 | 劇本         | 分鏡              | 導演              | 作畫監督                         | 作畫監修   | 協助製作                  |
| ---- | --- | --- | ------------ | ----------------- | ----------------- | -------------------------------- | ---------- | ------------------------- |
| 206  | Keroro小隊 彩色變身作戰開始！ 是也 | 《一休和尚》、Keroro的裝扮是提坦斯的制服 | 下山健人     | まつぞのひろし    | 徳本善信          | しんぼたくろう、 高瀬健一        | 小池智史   |                           |
| 206  | 侵略藍星邁入第五年了！想要為小隊帶來新氣象的軍曹想到從小隊成員的顏色來著手。剛好這時機器毒蛇RX（Viper RX）前來請戰，全新的Keroro小隊能取得勝利嗎？                                                | | 下山健人     | まつぞのひろし    | 徳本善信          | しんぼたくろう、 高瀬健一        | 小池智史   |                           |
| 206  | Dororo 你喜愛納豆嗎？ 是也 | 桃華想像中的吃麵情景是出自《小姐與流浪漢》 | 下山健人     | まつぞのひろし    | 徳本善信          | しんぼたくろう、 高瀬健一        | 小池智史   |                           |
| 206  | Keroro為了增加Dororo對於侵略作戰的參與度，請Dororo自己發想作戰內容。喜愛納豆的Dororo便想到可以利用這種健康食物來侵略藍星，然而並不是每個人都能接受納豆的味道......                                | | 下山健人     | まつぞのひろし    | 徳本善信          | しんぼたくろう、 高瀬健一        | 小池智史   |                           |
| 207  | Keroro 我們開公司吧！ 是也 | | 池田真美子   | 大西景介          | 大西景介          | 飯飼一幸                         | 滿仲勸     | スタジオガッツ            |
| 207  | 這次軍曹想到自己開公司，以經濟來侵略藍星！雖然看起來就不可能成功就是了（？） | | 池田真美子   | 大西景介          | 大西景介          | 飯飼一幸                         | 滿仲勸     | スタジオガッツ            |
| 207  | 櫻華 隨著櫻花到來 是也 | 桃華稱自己媽媽為街頭霸王，正是西澤櫻華的造型來源。                                                                                                   | 池田真美子   | 大西景介          | 大西景介          | 飯飼一幸                         | 滿仲勸     | スタジオガッツ            |
| 207  | 桃華的母親跟她約好在櫻花樹凋謝之前會趕來跟她見面，然而母親遲遲沒有出現。Keroro小隊這次幫得上忙嗎？（本次作戰金額：無價）                                                                          | | 池田真美子   | 大西景介          | 大西景介          | 飯飼一幸                         | 滿仲勸     | スタジオガッツ            |
| 208  | Giroro 男人的Back Up 是也 | 電腦病毒造型來自《威利在哪里？》 | 竹內利光     | 誌村宏明          | 玉田博            | 福島豊明 小林ゆかり              | 竹知仁美   | ドリームフォース          |
| 208  | 由於軍曹的失誤，地下基地的主電腦被電腦病毒入侵了，日向家裡的電腦也由於沒有back up（備份）而損失慘重。這次就由Giroro來示範back up（後援）的重要！                                                  | | 竹內利光     | 誌村宏明          | 玉田博            | 福島豊明 小林ゆかり              | 竹知仁美   | ドリームフォース          |
| 208  | Keroro 萬能手機大作戰 是也 | | 竹內利光     | 誌村宏明          | 玉田博            | 福島豊明 小林ゆかり              | 竹知仁美   | ドリームフォース          |
| 208  | 觀察到藍星人的生活逐漸離不開手機的Keroro，想到利用手機來進行侵略的作戰。很難想像2008年就有如此前衛的想法！                                                                                        | | 竹內利光     | 誌村宏明          | 玉田博            | 福島豊明 小林ゆかり              | 竹知仁美   | ドリームフォース          |
| 209  | 小雪不再做忍者是也 | | 下山健人     | 下田久人          | 下田久人          | 錦見樂 小池智史                  | 小池智史   |                           |
| 209  | 小雪遇到以前忍者村的同伴時雨，並被邀請參加秘密情報組織，但小雪有點眷戀現在的生活......她會如何抉擇呢？                                                                                            | | 下山健人     | 下田久人          | 下田久人          | 錦見樂 小池智史                  | 小池智史   |                           |
| 210  | 夏美 困惑的放學後 是也 | | 笠原邦曉     | 福本潔            | 向井正浩          | 森本由布希                       | 小池智史   | スタジオキャッツ STMATS   |
| 210  | 夏美一整天不斷遇到令人困惑的怪事，更在回家的路上被來歷不明的迷霧所壟罩，Keroro一行人前往救援！ | | 笠原邦曉     | 福本潔            | 向井正浩          | 森本由布希                       | 小池智史   | スタジオキャッツ STMATS   |
| 210  | 秋 兒童節 是也 | | 笠原邦曉     | 福本潔            | 向井正浩          | 森本由布希                       | 小池智史   | スタジオキャッツ STMATS   |
| 210  | 到外婆家度假的時候，日向媽媽意外被故障的「人生要是能重來槍」變成小時候的模樣。大家一方面覺得媽媽小時候真是可愛，一方面也正煩惱要怎麼把她變回來......                                              | | 笠原邦曉     | 福本潔            | 向井正浩          | 森本由布希                       | 小池智史   | スタジオキャッツ STMATS   |
| 211  | 武者Kero 第一卷 傳說的勇者 是也 | 《SD戰國傳系列》 | 橫谷昌宏     | 喜多幡徹          | 米田和博          | 糸島雅彥                         |            |                           |
| 211  | 被總部派往戰國亂星執行任務的Keroro小隊一行人，被村民誤認為是等待已久的勇者。武者毒蛇（Viper）前來阻饒！                                                                                           | | 橫谷昌宏     | 喜多幡徹          | 米田和博          | 糸島雅彥                         |            |                           |
| 212  | Keroro 就是那東西不給你看見 是也 | | 山口宏       | 石平信司          | 清水一伸          | 飯飼一幸                         | 小池智史   | スタジオガッツ            |
| 212  | Keroro小隊前往九十九里濱星球進行合宿訓練，Keroro與Giroro出奇的幹勁十足。一切的緣由都是來自一張夏美的照片......                                                                                    | | 山口宏       | 石平信司          | 清水一伸          | 飯飼一幸                         | 小池智史   | スタジオガッツ            |
| 212  | 556 對 宇宙警探 是也 | | 山口宏       | 石平信司          | 清水一伸          | 飯飼一幸                         | 小池智史   | スタジオガッツ            |
| 212  | 宇宙警視K追捕逃跑的凶惡罪犯阿米巴，千里迢迢來到地球。另一方面，今天的556看起來特別奇怪？ | | 山口宏       | 石平信司          | 清水一伸          | 飯飼一幸                         | 小池智史   | スタジオガッツ            |
| 213  | 桃華 爭取明日的時間 是也 | 電影《今天暫時停止》 | 竹內利光     | 笹木信作          | 阿宮正和          | 竹知仁美 松下浩美 只野和子       | 竹知仁美   |                           |
| 213  | 桃華為了冬樹一人建造一座超自然主題樂園。就在即將完工的前一天，桃華興高采烈的期待著明天，然而那樣的明天似乎不會到來......                                                                          | | 竹內利光     | 笹木信作          | 阿宮正和          | 竹知仁美 松下浩美 只野和子       | 竹知仁美   |                           |
| 214  | Kururu 我不幹了 是也 | - 騎著掃把說「郵件來了」是《魔女宅急便》中的名台詞 - 西澤總裁的座駕與《機動戰士鋼彈》的卡爾馬相同 - 透過電腦講話是模仿《死亡筆記》中的L。            | 下山健人     | 山本裕介          | 京極尚彥          | 石井ゆみこ                       | 小池智史   | ST.MATS                   |
| 214  | 向軍曹請辭的Kururu先是成為了西澤基團的商業顧問，之後更是當上聯合國秘書長。難道他想靠一人之力侵略藍星？                                                                                            | | 下山健人     | 山本裕介          | 京極尚彥          | 石井ゆみこ                       | 小池智史   | ST.MATS                   |
| 214  | Pururu 戀愛中的看護兵 是也 | 電視劇《戀愛中的星期日》 招式Drive shoot出自《足球小將》                                                                                             | 下山健人     | 山本裕介          | 京極尚彥          | 石井ゆみこ                       | 小池智史   | ST.MATS                   |
| 214  | Pururu多次被別人看見出現在Jyoriri身邊，難道身在侵略前線的看護兵即將迎來春天？ | | 下山健人     | 山本裕介          | 京極尚彥          | 石井ゆみこ                       | 小池智史   | ST.MATS                   |
| 215  | Keroro 8人濕氣King小隊 是也 | 軍曹的裝扮參考《電子分光人》 標題名稱來自《大決戰!超奧特8兄弟》                                                                                      | 北嶋博明     | 戸部敦夫          | 吉村章            | 糸島雅彥                         | 小池智史   |                           |
| 215  | 今年的梅雨季濕氣King也沒有缺席，甚至一口氣變為七人！夏美這次能逃出生天嗎？ | | 北嶋博明     | 戸部敦夫          | 吉村章            | 糸島雅彥                         | 小池智史   |                           |
| 215  | Keroro 珈瑪3號的濕氣大作戰 是也 | | 北嶋博明     | 戸部敦夫          | 吉村章            | 糸島雅彥                         | 小池智史   |                           |
| 215  | 用來反射日光用的衛星珈瑪3號出現故障，軍曹一行人前往調查。由濕氣King與Nyururu結合所產生的Nyurot King向眾人襲來！                                                                                   | | 北嶋博明     | 戸部敦夫          | 吉村章            | 糸島雅彥                         | 小池智史   |                           |
| 216  | Keroro 壓縮侵略？是也 | | 竹內利光     | 石平信司          | 大西景介          | 飯飼一幸                         | 小池智史   | スタジオガッツ            |
| 216  | 軍曹又開始煩惱堆積成山的漫畫、光碟、遊戲片、鋼彈模型，命令Kururu做出可以壓縮一切的發明「壓縮君」。該不會還可以拿來侵略吧？                                                                        | | 竹內利光     | 石平信司          | 大西景介          | 飯飼一幸                         | 小池智史   | スタジオガッツ            |
| 216  | 冬樹 日向家財寶傳說 是也 | | 竹內利光     | 石平信司          | 大西景介          | 飯飼一幸                         | 小池智史   | スタジオガッツ            |
| 216  | 無意間在倉庫發現一張破舊藏寶圖的冬樹，在日向家展開一場尋寶之旅。另一方面，被「壓縮君」壓縮後的軍曹，耐心斯乎也被壓縮了......                                                                      | | 竹內利光     | 石平信司          | 大西景介          | 飯飼一幸                         | 小池智史   | スタジオガッツ            |
| 217  | 小Kero 有禁忌的遊戲 是也 | | 笠原邦曉     | 鈴木健一 笹木信作 | 鈴木健一 下田久人 | しんぼたくろう 高瀬健一          | 小池智史   |                           |
| 217  | 故事說回小時候的Keroro一行人。有一次Zeroro從家裡帶來可以複製他人樣貌的複製機器人，想藉此練習如何與Pururu單獨說話的Keroro便心生一計......                                                          | | 笠原邦曉     | 鈴木健一 笹木信作 | 鈴木健一 下田久人 | しんぼたくろう 高瀬健一          | 小池智史   |                           |
| 217  | Keroro 恐怖的侵略者 是也 | | 笠原邦曉     | 鈴木健一 笹木信作 | 鈴木健一 下田久人 | しんぼたくろう 高瀬健一          | 小池智史   |                           |
| 217  | 可怕的侵略者「超 阿馬庫塔利」來到外星人街，軍曹因此吃了許多苦頭。侵略的方式相當可怕而真實......                                                                                                   | | 笠原邦曉     | 鈴木健一 笹木信作 | 鈴木健一 下田久人 | しんぼたくろう 高瀬健一          | 小池智史   |                           |
| 218  | 小Kero 傾耳靜聽 是也 | 標題取自《心之谷》 | 笠原邦曉     | 鈴木健一 笹木信作 | 鈴木健一 下田久人 | しんぼたくろう 高瀬健一          | 小池智史   |                           |
| 218  | 聽說廢棄工廠傳出神秘求救聲的小Kero一行人前往探險，會有怎麼樣的奇遇呢？ | | 笠原邦曉     | 鈴木健一 笹木信作 | 鈴木健一 下田久人 | しんぼたくろう 高瀬健一          | 小池智史   |                           |
| 218  | Keroro 決戰!第三大臼齒2 是也 | 《新世紀福音戰士》 《高達0079》 | 笠原邦曉     | 鈴木健一 笹木信作 | 鈴木健一 下田久人 | しんぼたくろう 高瀬健一          | 小池智史   |                           |
| 218  | 暌違一百多集，Keroro再次蛀牙，第二次齲齒戰爭就此展開！不過這次入侵的宇宙生物超達利長的似乎有點奇怪？                                                                                              | | 笠原邦曉     | 鈴木健一 笹木信作 | 鈴木健一 下田久人 | しんぼたくろう 高瀬健一          | 小池智史   |                           |
| 219  | 武者Kero 第二卷 爆笑！戰國相聲笑話大戰 是也 | | 橫谷昌宏     | 米田和博          | 米田和博 古田丈司 | 松下浩美 糸島雅彥                | 糸島雅彥   |                           |
| 219  | 軍曹一行人為了集齊傳說兵器的五個水晶，來到舉辦相聲笑話大賽的海邊村落，如期遇上武者毒蛇（Viper）七兄弟中的其他兩人。另外更遇上一名神似夏美的女子？                                                 | | 橫谷昌宏     | 米田和博          | 米田和博 古田丈司 | 松下浩美 糸島雅彥                | 糸島雅彥   |                           |
| 220  | Keroro 什麼是全球暖化 是也 | | 北嶋博明     | 誌村宏明          | 三好正人          | 森本由布希 石井ゆみこ            | 小池智史   | スタジオ キャッツ ST MATS |
| 220  | 疑似由宇宙文部省贊助播出，由Keroro小隊向您介紹何謂全球暖化！ | | 北嶋博明     | 誌村宏明          | 三好正人          | 森本由布希 石井ゆみこ            | 小池智史   | スタジオ キャッツ ST MATS |
| 220  | Sababa 沙漠邪惡之王 是也 | 《海賊王》克洛克達爾 | 北嶋博明     | 誌村宏明          | 三好正人          | 森本由布希 石井ゆみこ            | 小池智史   | スタジオ キャッツ ST MATS |
| 220  | Keroro小隊一行人前往古埃及遺跡探險，意外遭受沙型古代人造人Sababa襲擊。負責解讀古代文字的冬樹來得及找出解救軍曹他們的方法嗎？                                                                      | | 北嶋博明     | 誌村宏明          | 三好正人          | 森本由布希 石井ゆみこ            | 小池智史   | スタジオ キャッツ ST MATS |
| 221  | 桃華 決戰的星期天 是也 | 美夢成真樂曲《決戰的星期天》 | 下山健人     | 石平信司          | 清水一伸          | 飯飼一幸                         | 小池智史   | スタジオガッツ            |
| 221  | 星期天與冬樹一起騎往博物館的桃華，查覺到身邊有人跟蹤？賭上戀愛少女的一切，桃華挺身禦敵！ | | 下山健人     | 石平信司          | 清水一伸          | 飯飼一幸                         | 小池智史   | スタジオガッツ            |
| 221  | Giroro 決戰的星期天 是也 | 《機動戰士鋼彈》的卡爾馬又死了，疑我怎麼會說又？ | 下山健人     | 石平信司          | 清水一伸          | 飯飼一幸                         | 小池智史   | スタジオガッツ            |
| 221  | 結束日常巡邏任務的Giroro意外與夏美相遇，決定一起散步回家。兩人能如期享受安靜悠閒的散步時光嗎？ | | 下山健人     | 石平信司          | 清水一伸          | 飯飼一幸                         | 小池智史   | スタジオガッツ            |
| 222  | Keroro 雨天釣仙貝! 是也 | | アベユーイチ | 阿宮正和          | 阿宮正和          | 竹知仁美 川元まりこ              | 竹知仁美   |                           |
| 222  | 按照慣例，暑假就是要來到秋奈外婆家度假。由於外面下著大雨，日向家一行人開始玩起懷舊遊戲釣仙貝，這時軍曹向眾人發起挑戰......                                                                        | | アベユーイチ | 阿宮正和          | 阿宮正和          | 竹知仁美 川元まりこ              | 竹知仁美   |                           |
| 222  | Keroro 回憶的煙火 是也 | | アベユーイチ | 阿宮正和          | 阿宮正和          | 竹知仁美 川元まりこ              | 竹知仁美   |                           |
| 222  | 冬樹與夏美遍尋不著軍曹一行人，該不會在外婆家也進行侵略作戰吧？ | | アベユーイチ | 阿宮正和          | 阿宮正和          | 竹知仁美 川元まりこ              | 竹知仁美   |                           |
| 223  | 桃華 只有女子的無人島 是也 | | 山口宏       | 藤澤俊幸          | 吉村章            | しんぼたくろう 高瀬健一          | 小池智史   |                           |
| 223  | 桃華邀請大家一起坐船出海度假，誰知冬樹竟然突然感冒無法前來，之後更是發生船難......多災多難的桃華一行人，有辦法順利回家嗎？                                                                        | | 山口宏       | 藤澤俊幸          | 吉村章            | しんぼたくろう 高瀬健一          | 小池智史   |                           |
| 223  | Keroro 恐怖的紅鞋子作戰 是也 | | 山口宏       | 藤澤俊幸          | 吉村章            | しんぼたくろう 高瀬健一          | 小池智史   |                           |
| 223  | Keroro難得想出極具危險性的作戰計畫，做出只要穿上就會跳舞跳到力竭的紅舞鞋。第一個實驗品就是夏美大人，軍曹這次真能成功嗎......                                                                      | | 山口宏       | 藤澤俊幸          | 吉村章            | しんぼたくろう 高瀬健一          | 小池智史   |                           |
| 224  | Keroro 貴族渡假村的搜查網 是也 | - 電視影集《CSI犯罪現場：邁阿密》 - 《世界毀滅》 - 《七龍珠》                                                                                        | アベユーイチ | まつぞのひろし    | 向井正浩          | 石井ゆみこ                       | 小池智史   | STMATS                    |
| 224  | Keroro招待夏美及冬樹七起前往宇宙人地下街新開幕的度假村玩耍，沒想到軍曹自己卻捲入一場竊盜案當中。夏美等人能夠幫軍曹洗清嫌疑嗎？                                                                    | | アベユーイチ | まつぞのひろし    | 向井正浩          | 石井ゆみこ                       | 小池智史   | STMATS                    |
| 225  | Tamama 美麗的Dive 是也 | | アベユーイチ | 石平信司          | 佐藤まさふみ      | 飯飼一幸                         | 小池智史   | スタジオガッツ            |
| 225  | 軍曹在地下泳池興建了跳台，一行人開始玩起跳水。然而Tamama卻無法克服心中的恐懼，大家能幫助他克服心魔嗎？                                                                                            | | アベユーイチ | 石平信司          | 佐藤まさふみ      | 飯飼一幸                         | 小池智史   | スタジオガッツ            |
| 225  | Keroro 究極藍星人Suit 是也 | | アベユーイチ | 石平信司          | 佐藤まさふみ      | 飯飼一幸                         | 小池智史   | スタジオガッツ            |
| 225  | Keroro一早就穿著藍星人Suit出門了，不過樣子好像有點奇怪？內容相當真實的一集...... | | アベユーイチ | 石平信司          | 佐藤まさふみ      | 飯飼一幸                         | 小池智史   | スタジオガッツ            |
| 226  | 冬樹 從遠海來的小龜 是也 | 日本小說．動畫電影 《從遠海來的COO》 | 滿仲勸       | 滿仲勸            | 滿仲勸            | 追崎史敏                         |            |                           |
| 226  | 冬樹意外撿到宇宙稀有種海龜，宇宙盜獵者聞風而至。軍曹一行人能成功保護冬樹嗎？ | | 滿仲勸       | 滿仲勸            | 滿仲勸            | 追崎史敏                         |            |                           |
| 227  | Keroro和夏美 共處一密室 是也 | 《寒風中的擁抱》 | 誌村宏明     | 誌村宏明          | 玉田博            | 谷口繁則 小林ゆかり              | 小池智史   | ドリーム・フォース        |
| 227  | Keroro與夏美意外被關在Kururu所製作的奇異空間，偏偏這時唯一知道怎麼出來的Kururu這時卻跑到橫須賀去吃咖哩......兩人能同心協力度過難關嗎？                                                            | | 誌村宏明     | 誌村宏明          | 玉田博            | 谷口繁則 小林ゆかり              | 小池智史   | ドリーム・フォース        |
| 228  | Meruru 郵件來了! 是也 | | 笠原邦曉     | 下田久人          | 下田久人          | 糸島雅彥 しんぼたくろう 高瀬健一 | 小池智史   |                           |
| 228  | 來自K隆星的郵差Meruru送來一封軍曹的信。Keroro害怕那是總部送來的撤退命令，抵死不收！ | | 笠原邦曉     | 下田久人          | 下田久人          | 糸島雅彥 しんぼたくろう 高瀬健一 | 小池智史   |                           |
| 228  | ●冬樹 公路休息站內的每一刻 是也 | | 笠原邦曉     | 下田久人          | 下田久人          | 糸島雅彥 しんぼたくろう 高瀬健一 | 小池智史   |                           |
| 228  | 冬樹和夏美吵架了，軍曹便帶他去藍星宇宙休息站散心。他們會遇到哪些有趣的宇宙人呢？ | | 笠原邦曉     | 下田久人          | 下田久人          | 糸島雅彥 しんぼたくろう 高瀬健一 | 小池智史   |                           |
| 229  | Keroro 文字必殺一擊! 是也 | | 竹內利光     | 笹木信作          | 京極尚彥          | 小池智史                         | 森本由布希 | スタジオキャッツ          |
| 229  | 內東京市突然間失去了所有聲音，變成一片寂靜。亂成一團的Keroro小隊毫無頭緒，不知該如何是好。另一方面，三郎似乎也遇到了麻煩......                                                                    | | 竹內利光     | 笹木信作          | 京極尚彥          | 小池智史                         | 森本由布希 | スタジオキャッツ          |
| 229  | 三郎和Kururu 靜默的戰爭 是也 | - 光GENJI、尾崎豐、井上大輔《機動戰士高達Ⅱ：哀戰士》主題曲“哀戰士” - 《機動戰士高達逆A》月光蝶                                                       | 竹內利光     | 笹木信作          | 京極尚彥          | 小池智史                         | 森本由布希 | スタジオキャッツ          |
| 229  | 原來是寂靜星人的侵略導致失去聲音的現象接連發生。三郎挺身而出，他能成功保護藍星嗎？ | | 竹內利光     | 笹木信作          | 京極尚彥          | 小池智史                         | 森本由布希 | スタジオキャッツ          |
| 230  | 桃華 節儉的愛作戰 是也 | - 日本節目《愛の貧乏脱出大作戦》 - 電影《生死時速》 - 電影《鐵達尼號》 - 電影《大白鯊》 - 電影《加勒比海盜》 - 電影《浩劫重生》 - 電影《侏羅紀公園》 | 橫谷昌宏     | 石平信司          | 清水一伸          | 飯飼一幸                         | 小池智史   | スタジオガッツ            |
| 230  | 桃華認知到之前的計畫太過鋪張浪費，於是預算只有300元的「愛之作戰 第138號」就此展開！ | | 橫谷昌宏     | 石平信司          | 清水一伸          | 飯飼一幸                         | 小池智史   | スタジオガッツ            |
| 230  | Zeroro Kikaka來了! 是也 | 惡搞《多拉A夢》 | 橫谷昌宏     | 石平信司          | 清水一伸          | 飯飼一幸                         | 小池智史   | スタジオガッツ            |
| 230  | 當Zeroro如平日般上學時，突然間一個叫著Kikaka的機械人從天而降。這難道是要送給Zeroro，來自未來的禮物？（這集雖然是Keroro小時候，但標題不是「小Kero」開頭，所以不是3D電腦動畫）                      | | 橫谷昌宏     | 石平信司          | 清水一伸          | 飯飼一幸                         | 小池智史   | スタジオガッツ            |
| 231  | 武者Kero 第三卷 大爆發!桃姬千鈞一髮 是也 | | 橫谷昌宏     | 米田和博          | 古田丈司          |                                  |            |                           |
| 231  | 奉命蒐集五項古代兵器的Keroro小隊，來到第三顆水晶所在的桃城。桃城公主桃姬受到武者毒蛇（Viper）長男的逼婚，Tamama挺身而出！                                                                         | | 橫谷昌宏     | 米田和博          | 古田丈司          |                                  |            |                           |
| 232  | Keroro 飛行板被偷了 是也 | | 北嶋博明     | 誌村宏明          | 吉村章            | しんぼたくろう 高瀬健一          | 小池智史   |                           |
| 232  | Keroro的飛行板遺失了，會是被誰偷了嗎？ | | 北嶋博明     | 誌村宏明          | 吉村章            | しんぼたくろう 高瀬健一          | 小池智史   |                           |
| 232  | Keroro HEROES 是也 | 美國劇集 | 北嶋博明     | 誌村宏明          | 吉村章            | しんぼたくろう 高瀬健一          | 小池智史   |                           |
| 232  | 因為Kururu的實驗，軍曹等人都獲得了超能力。機器毒蛇（Viper）在此時對Keroro小隊發起挑戰，超能小隊出動！                                                                                             | | 北嶋博明     | 誌村宏明          | 吉村章            | しんぼたくろう 高瀬健一          | 小池智史   |                           |
| 233  | 秋 最強之編輯 是也 | 《機動戰士鋼彈》卡爾馬名台詞「你算計我！」 | 下山健人     | 笹木信作          | 向井正浩          | 松下浩美 ただのかずこ            | 小池智史   |                           |
| 233  | 媽媽公司的一位新人漫畫家在完成原稿前要寄住在日向家，軍曹能夠幫助陷入瓶頸的年輕人突破困境嗎？ | | 下山健人     | 笹木信作          | 向井正浩          | 松下浩美 ただのかずこ            | 小池智史   |                           |
| 234  | Keroro 字幕放射大作戰 是也 | | 笠原邦曉     | 石平信司          | 佐藤まさふみ      | 飯飼一幸                         | 小池智史   | スタジオガッツ            |
| 234  | Kururu的新發明「The Teloper」可以所有輸入的字幕變為現實。最接近成功侵略的一次作戰就此展開！ | | 笠原邦曉     | 石平信司          | 佐藤まさふみ      | 飯飼一幸                         | 小池智史   | スタジオガッツ            |
| 234  | Keroro 按上等參考書侵略 是也 | | 笠原邦曉     | 石平信司          | 佐藤まさふみ      | 飯飼一幸                         | 小池智史   | スタジオガッツ            |
| 234  | 宇宙紅牌侵略者Urere出書手把手教大家如何侵略，且只要達成書中五個條件便可解鎖附錄裡的終極侵略兵器設計圖。Keroro小隊這次絕對要成功！                                                                 | | 笠原邦曉     | 石平信司          | 佐藤まさふみ      | 飯飼一幸                         | 小池智史   | スタジオガッツ            |
| 235  | 冬樹 與蛇頸龍是也 | | 竹內利光     | 徳本善信          | 徳本善信          | 竹知仁美 錦見楽                  | 竹知仁美   |                           |
| 235  | 冬樹特地來到傳說有蛇頸龍薩西出沒的湖泊，遇見了第一目擊者的孫女。然而那位爺爺在生前卻告訴大家目擊記錄是自己捏造的，這是怎麼一回事？                                                                | | 竹內利光     | 徳本善信          | 徳本善信          | 竹知仁美 錦見楽                  | 竹知仁美   |                           |
| 236  | ●Keroro 嚼口香糖 是也 | | 北嶋博明     | 五十嵐達也        | 京極尚彥          | 石井ゆみこ                       | 小池智史   | STMATS                    |
| 236  | 在侵略會議上，Kururu嚼口香糖的聲音惹得大家非常煩躁。不過這也讓Keroro想到了新的侵略作戰計畫…… | | 北嶋博明     | 五十嵐達也        | 京極尚彥          | 石井ゆみこ                       | 小池智史   | STMATS                    |
| 236  | Tamama 探戈毒菇 是也 | 日本恐怖電影《瑪坦戈》 | 北嶋博明     | 五十嵐達也        | 京極尚彥          | 石井ゆみこ                       | 小池智史   | STMATS                    |
| 236  | Keroro小隊到野外進行採菇行動，意外發現隊上有人誤食了具傳染性的劇毒宇宙蘑菇。若沒有及時找出感染者，全藍星都將被感染！                                                                              | | 北嶋博明     | 五十嵐達也        | 京極尚彥          | 石井ゆみこ                       | 小池智史   | STMATS                    |
| 237  | 武者Kero 第四卷 武者Kero小隊 西征！ 是也 | | 橫谷昌宏     | 喜多幡徹          | 米田和博          | 糸島雅彥                         |            |                           |
| 237  | 為找到古代兵器的第四顆水晶，Keroro小隊一行人來到戰國亂星唯一的對外貿易接口出島港。神秘海怪與623參上！                                                                                             | | 橫谷昌宏     | 喜多幡徹          | 米田和博          | 糸島雅彥                         |            |                           |
| 238  | Keroro 加油！ 幸運辭典誰會勝利大競賽 是也 | | 下山健人     | まつぞのひろし    | 向井正浩          | 森本由布希                       | 小池智史   |                           |
| 238  | 宇宙問答大賽在DASONU☆MASO主持之下隆重展開，冠軍可以獲得高額獎金。缺乏侵略經費的Keroro小隊為了比賽獎金，對上意外難纏的Jyoriri，一場大戰一觸即發！                                                  | | 下山健人     | まつぞのひろし    | 向井正浩          | 森本由布希                       | 小池智史   |                           |
| 238  | Dororo 大改造！ 是也 | | 下山健人     | まつぞのひろし    | 向井正浩          | 森本由布希                       | 小池智史   |                           |
| 238  | 在侵略作戰會議上多次否決大家意見的Dororo，被Kururu的新發明強行改變的原本頑固的個性。這下Keroro小隊可以順利侵略了嗎？                                                                              | | 下山健人     | まつぞのひろし    | 向井正浩          | 森本由布希                       | 小池智史   |                           |
| 239  | 夏美 難道會是三角關係？是也 | | 下山健人     | 石平信司          | 清水一伸          | 飯飼一幸                         | 滿仲勸     | スタジオガッツ            |
| 239  | 夏美無意間看到小雪與三郎學長走在一起，這小鹿亂撞的戀愛修羅場該如何收場？ | | 下山健人     | 石平信司          | 清水一伸          | 飯飼一幸                         | 滿仲勸     | スタジオガッツ            |
| 239  | Pururu 相親大作戰 是也 | | 下山健人     | 石平信司          | 清水一伸          | 飯飼一幸                         | 滿仲勸     | スタジオガッツ            |
| 239  | K隆星總部為Pururu護士長安排了極為完美的相親對象，人見人愛的Pururu終於要名花有主了嗎？ | | 下山健人     | 石平信司          | 清水一伸          | 飯飼一幸                         | 滿仲勸     | スタジオガッツ            |
| 240  | Kururu 特命曹長 是也 | 日劇《特命系長只野仁》 | 北嶋博明     | 下田久人          | 下田久人          | しんぼたくろう 高瀬健一          | 小池智史   |                           |
| 240  | 今天的Kururu行為特別詭異，Keroro懷疑他該不會是接到K隆總部的特別命令，負責監視並回報小隊的侵略進度。要是被總部知道可就不妙了......                                                                 | | 北嶋博明     | 下田久人          | 下田久人          | しんぼたくろう 高瀬健一          | 小池智史   |                           |
| 240  | ●Keroro 傳說的早晨 是也 | | 北嶋博明     | 下田久人          | 下田久人          | しんぼたくろう 高瀬健一          | 小池智史   |                           |
| 240  | 冬樹朝思暮想的遊戲即將發售，但是媽媽不放心讓他去遊戲店徹夜排隊。Keroro挺身而出，他能順利將遊戲片買回家嗎？                                                                                        | | 北嶋博明     | 下田久人          | 下田久人          | しんぼたくろう 高瀬健一          | 小池智史   |                           |
| 241  | 556 這刻不可向你說 是也 | | 笠原邦曉     | 誌村宏明          | 玉田博            | 竹內昭 小林ゆかり                | 小池智史   | ドリームフォース          |
| 241  | 556和拉比特地將Keroro請來，說是要執行特別任務。究竟是甚麼樣的任務，讓天不怕替不怕的宇宙偵探556如此慎重？                                                                                          | | 笠原邦曉     | 誌村宏明          | 玉田博            | 竹內昭 小林ゆかり                | 小池智史   | ドリームフォース          |
| 241  | Keroro 吸塵器直到永遠！ 是也 | | 笠原邦曉     | 誌村宏明          | 玉田博            | 竹內昭 小林ゆかり                | 小池智史   | ドリームフォース          |
| 241  | Kururu發明的「隱於黑暗生活槍」可以將所有電器設備化為人類。Keroro企圖藉此擴充小隊成員，一舉侵略藍星！                                                                                              | | 笠原邦曉     | 誌村宏明          | 玉田博            | 竹內昭 小林ゆかり                | 小池智史   | ドリームフォース          |
| 242  | Keroro 屋頂的散步者 是也 | 《機動戰士鋼彈》的拉拉‧辛 | 竹內利光     | 笹木信作          | 阿宮正和          | 松下浩美 ただのかずこ            | 小池智史   |                           |
| 242  | Keroro意外發現在他房間的天花板夾層裡，可以藉由一個個小洞通往日向家所有的房間。就在軍曹走到通往夏美房間的小洞時，他忍不住想要惡作劇......                                                          | | 竹內利光     | 笹木信作          | 阿宮正和          | 松下浩美 ただのかずこ            | 小池智史   |                           |
| 242  | Keroro 潛意識過盛的侵略 是也 | 《奧特曼》的四次元怪獸 布魯頓 | 竹內利光     | 笹木信作          | 阿宮正和          | 松下浩美 ただのかずこ            | 小池智史   |                           |
| 242  | 一直感覺背後有人盯著他看的軍曹，想到只要將這種難受的感覺散播給所有藍星人，侵略藍星便有機可乘。但沒想到這次作戰卻帶來意外的結果......                                                              | | 竹內利光     | 笹木信作          | 阿宮正和          | 松下浩美 ただのかずこ            | 小池智史   |                           |
| 243  | ●Keroro 戰場中渡過的聖誕節 是也 | 《戰場上的快樂聖誕》 | 北嶋博明     | 佐藤まさふみ      | 佐藤まさふみ      | 飯飼一幸                         | 小池智史   | スタジオガッツ            |
| 243  | Keroro小隊的長官準備在聖誕節送軍曹一行人一個聖誕大禮，將仿製古代兵器Kilulu的新武器K-55送往藍星。Keroro小隊為了地球的安全，全體出動！                                                              | | 北嶋博明     | 佐藤まさふみ      | 佐藤まさふみ      | 飯飼一幸                         | 小池智史   | スタジオガッツ            |
| 244  | Keroro 留下筆跡的寄居人 是也 | | 竹內利光     | 京極尚彥          | 京極尚彥          | 石井ゆみこ                       | 小池智史   | STMATS                    |
| 244  | Keroro因不知名的原因被變成貼在牆壁上的塗鴉人。但軍曹第一個想到的不是如何變回原樣，而是對正在大掃除的大家惡作劇......                                                                              | | 竹內利光     | 京極尚彥          | 京極尚彥          | 石井ゆみこ                       | 小池智史   | STMATS                    |
| 244  | Keroro 過年大騷動 是也 | 軍曹曾參與ハッスル・マニア2007年大晦日當天的比賽 | 竹內利光     | 京極尚彥          | 京極尚彥          | 石井ゆみこ                       | 小池智史   | STMATS                    |
| 244  | 依舊是塗鴉人狀態的軍曹在隊員回家團圓之後，獨自一人留下來看家。實在耐不住無聊的他，還是決定出去走走。他能順利恢復原狀嗎？                                                                          | | 竹內利光     | 京極尚彥          | 京極尚彥          | 石井ゆみこ                       | 小池智史   | STMATS                    |
| 245  | Keroro 年初侵略作戰 是也 | | 下山健人     | 誌村宏明          | 吉村章            | しんぼたくろう 高瀬健一          | 小池智史   |                           |
| 245  | 侵略紅牌Urere在新年拜訪留守的Keroro，告訴他只要夢到象徵吉利的好夢，便可以成功侵略藍星。就在當晚軍曹真的如願夢到了，侵略藍星成功在望！                                                             | | 下山健人     | 誌村宏明          | 吉村章            | しんぼたくろう 高瀬健一          | 小池智史   |                           |
| 245  | 556 受傷的頭盔 是也 | | 下山健人     | 誌村宏明          | 吉村章            | しんぼたくろう 高瀬健一          | 小池智史   |                           |
| 245  | 556的頭盔因故受損了，使他陷入空前的低潮。原來那個頭盔是小時候媽媽送給他的生日禮物。軍曹能幫助一蹶不振的556恢復精神嗎？                                                                            | | 下山健人     | 誌村宏明          | 吉村章            | しんぼたくろう 高瀬健一          | 小池智史   |                           |
| 246  | Giroro 漱口猛烈特訓 是也 | | 北嶋博明     | 向井正浩          | 向井正浩          | 森本由布希                       | 小池智史   |                           |
| 246  | 為了預防流感，Keroro小隊全員進行漱口訓練。誰知在這時暴露了其實Giroro從小就不會漱口......軍曹會想出甚麼妙招來幫助他呢？                                                                            | | 北嶋博明     | 向井正浩          | 向井正浩          | 森本由布希                       | 小池智史   |                           |
| 246  | Keroro Kero橡皮擦 是也 | | 北嶋博明     | 向井正浩          | 向井正浩          | 森本由布希                       | 小池智史   |                           |
| 246  | 沉迷扭蛋的Keroro想起小時候紅遍大街小巷的橡皮擦扭蛋，這種既會激發蒐集慾望，又令人愛不釋手的魅力，絕對可以侵略藍星！                                                                                | | 北嶋博明     | 向井正浩          | 向井正浩          | 森本由布希                       | 小池智史   |                           |
| 247  | 摩亞 口紅．喜劇 是也 | Tamama的裝扮是《魔神少女Z》阿修羅男爵 | アベユーイチ | 笹木信作          | 三好正人 北條史也 | 小暮昌広 坂本修司                | 小池智史   |                           |
| 247  | 看到摩亞塗上口紅便整個人容光煥發的樣子，Keroro想到藉化妝來侵略藍星的作戰。然而Kururu的發明在摩亞身上產生了意想不到效果......                                                                      | | アベユーイチ | 笹木信作          | 三好正人 北條史也 | 小暮昌広 坂本修司                | 小池智史   |                           |
| 247  | Keroro 逃出!Kero戰場試煉 是也 | 手持攝影呈現方式仿自《科洛弗檔案》；召喚機器人的橋段仿自《勇士REIDEEN》；科學龍捲風是仿自《科學小飛俠》                                              | アベユーイチ | 笹木信作          | 三好正人 北條史也 | 小暮昌広 坂本修司                | 小池智史   |                           |
| 247  | 桃華開心的用新買的V8，想要完整紀錄冬樹的英姿。就在這時，日向家突然遭受敵對外星人攻擊！？ | | アベユーイチ | 笹木信作          | 三好正人 北條史也 | 小暮昌広 坂本修司                | 小池智史   |                           |
| 248  | Keroro 不要再叫我媽媽了 是也 | | 笠原邦暁     | 石平信司          | 清水一伸          | 飯飼一幸                         | 小池智史   | スタジオガッツ            |
| 248  | Keroro的房間莫名出現一個K隆星小嬰兒。在找到嬰兒的父母之前，就由軍曹負責照顧。沉重而甜蜜的負擔，Keroro的育兒挑戰就此展開！                                                                         | | 笠原邦暁     | 石平信司          | 清水一伸          | 飯飼一幸                         | 小池智史   | スタジオガッツ            |
| 248  | 吉岡平正義 妄想的我乃強者! 是也 | | 笠原邦暁     | 石平信司          | 清水一伸          | 飯飼一幸                         | 小池智史   | スタジオガッツ            |
| 248  | 桃華親衛隊的隊員吉岡平，在一次任務失誤後一蹶不振。使用了Kururu的發明「居高臨下眼藥水」之後，吉岡平變得自信滿滿，但似乎把事情變更糟了......                                                        | | 笠原邦暁     | 石平信司          | 清水一伸          | 飯飼一幸                         | 小池智史   | スタジオガッツ            |
| 249  | 武者Kero 第五卷 暗堡裡的K隆人 是也 | 暗堡裡的三惡人 | 橫谷昌宏     | 近藤信宏          | 古田丈司          | 糸島雅彥                         |            |                           |
| 249  | Keroro一行人只要再找到一顆水晶，便能完成總部交代的任務。為此他們來到武者毒蛇（Viper）的城堡，發現戰國亂星上的居民被他所奴役，被迫在礦場幫他挖掘寶物。Keroro小隊是否能率先找到最後一項古代兵器呢？ | | 橫谷昌宏     | 近藤信宏          | 古田丈司          | 糸島雅彥                         |            |                           |
| 250  | 武者Kero 第六卷 甦醒的勇者 是也 | | 橫谷昌宏     | 近藤信宏          | 米田和博          | しんぼたくろう 高瀬健一          | 糸島雅彥   |                           |
| 250  | 沉睡在戰國亂星的古代兵器七岐大蛇意外甦醒，Keroro小隊能順利完成任務，結束這段星際冒險嗎？ | | 橫谷昌宏     | 近藤信宏          | 米田和博          | しんぼたくろう 高瀬健一          | 糸島雅彥   |                           |
| 251  | 556 和 5584! 是也 | | 笠原邦暁     | 京極尚彥          | 京極尚彥          | 石井ゆみこ                       | 小池智史   | STMATS                    |
| 251  | 556在蒐集彩色組合櫃時，意外把一個不明生物跟著櫃子一起帶回家。556決定要培養他成為宇宙偵探的助手，並把他取名為5584。然而5584的真實身分卻是......                                                    | | 笠原邦暁     | 京極尚彥          | 京極尚彥          | 石井ゆみこ                       | 小池智史   | STMATS                    |
| 252  | Keroro 計劃電影院! 是也 | | 竹內利光     | 佐藤まさふみ      | 佐藤まさふみ      | 飯飼一幸                         | 小池智史   | スタジオガッツ            |
| 252  | 在宇宙人街老戲院看二輪電影的Keroro因為等不到下半段的膠卷送來，立即召集小隊要把迷失在宇宙某處的膠卷盡快送到。拯救懷舊電影時光的大作戰開始！                                                        | | 竹內利光     | 佐藤まさふみ      | 佐藤まさふみ      | 飯飼一幸                         | 小池智史   | スタジオガッツ            |
| 253  | Keroro 超人Keroro 是也 | 《變形俠醫》 | 北嶋博明     | 誌村宏明          | 玉田博            | 福島豊明                         | 小池智史   | ドリームフォース          |
| 253  | Keroro為了恢復當年在K隆星的強悍，接受的Kururu的改造。第一個攻擊的對象就是沒收他手辦的夏美，軍曹這次能夠得逞嗎？                                                                                   | | 北嶋博明     | 誌村宏明          | 玉田博            | 福島豊明                         | 小池智史   | ドリームフォース          |
| 253  | Keroro 黑色電話搜查官66 是也 | 日本劇集《手機搜查官7》、 《相棒》 | 北嶋博明     | 誌村宏明          | 玉田博            | 福島豊明                         | 小池智史   | ドリームフォース          |
| 253  | 軍曹被詐欺電話騙走的積蓄，於是求助於Kururu發明的機器人「電話搜查官66」。他能順利找到兇手嗎？ | | 北嶋博明     | 誌村宏明          | 玉田博            | 福島豊明                         | 小池智史   | ドリームフォース          |
| 254  | 冬樹 四角褲VS三角褲 是也 | | 下山健人     | 喜多幡徹          | 向井正浩          | 森本由布希                       | 小池智史   |                           |
| 254  | 看到冬樹在三角褲與四角褲之間猶豫的模樣，Keroro想到了新的侵略作戰。 | | 下山健人     | 喜多幡徹          | 向井正浩          | 森本由布希                       | 小池智史   |                           |
| 254  | Garuru 隱密的感情!? 是也 | | 下山健人     | 喜多幡徹          | 向井正浩          | 森本由布希                       | 小池智史   |                           |
| 254  | Gururu遠道來到藍星，說是要表達對Pururu護士長的心意。Pururu聽說此消息而心慌意亂之際，這時又傳來Gururu與Jyoriri在吵架的消息......                                                                   | | 下山健人     | 喜多幡徹          | 向井正浩          | 森本由布希                       | 小池智史   |                           |
| 255  | Keroro 恐怖的大暗黑作戰! 是也 | 《超人力霸王傑克》中的 光怪獸 普利茨墨 | 山口宏       | 下田久人          | 下田久人          | しんぼたくろう 高瀬健一          | 小池智史   |                           |
| 255  | Kururu的新發明「光明無影完全黑暗稜鏡」具有非常強大的功能。在Kururu正要向軍曹解釋如何操作時，軍曹便按下了上面的按鈕......                                                                          | | 山口宏       | 下田久人          | 下田久人          | しんぼたくろう 高瀬健一          | 小池智史   |                           |
| 255  | Keroro 恐怖的大美白作戰! 是也 | | 山口宏       | 下田久人          | 下田久人          | しんぼたくろう 高瀬健一          | 小池智史   |                           |
| 255  | Kururu發明了「白雪飄在白色世界裡白色的暖暖氣體」，這次要在Kururu解釋操作方法之後才能按下按鈕喔。                                                                                                  | | 山口宏       | 下田久人          | 下田久人          | しんぼたくろう 高瀬健一          | 小池智史   |                           |
| 255  | Keroro 恐怖的大停止作戰! 是也 | 迪奧·布蘭度的替身 「The World」 | 山口宏       | 下田久人          | 下田久人          | しんぼたくろう 高瀬健一          | 小池智史   |                           |
| 255  | Kururu發明了「停止時間吧 命之暈眩 The World系統」，這次真的真的要在Kururu解釋操作方法之後才能按下按鈕喔。                                                                                         | | 山口宏       | 下田久人          | 下田久人          | しんぼたくろう 高瀬健一          | 小池智史   |                           |
| 256  | ●冬樹和夏美 Keroro襲來! 是也 | | 竹內利光     | まつぞのひろし    | 阿宮正和          |                                  | 小池智史   |                           |
| 256  | 冬樹和夏美原本過著很平常的一天，誰知道日向家突然被封閉無法進出，廣播與電視也傳來軍曹正在各地侵略的消息......                                                                                      | | 竹內利光     | まつぞのひろし    | 阿宮正和          |                                  | 小池智史   |                           |
| 256  | Keroro 騙你的~啦♪ 是也 | | 竹內利光     | まつぞのひろし    | 阿宮正和          |                                  | 小池智史   |                           |
| 256  | 冬樹的電腦意外摔壞了，就在Keroro負起責任要幫他送修的時候，電腦又因種種原因而屍骨無存......這下軍曹要怎麼跟冬樹交代呢......                                                                        | | 竹內利光     | まつぞのひろし    | 阿宮正和          |                                  | 小池智史   |                           |

## 第六季
| 集數   | 日文標題                               | 中文標題                                  | 故事借鏡         | 劇本         | 分鏡           | 導演           | 作畫監督                       | 作畫監修 | 協助製作       |
| ------ | -------------------------------------- | ----------------------------------------- | ---------------- | ------------ | -------------- | -------------- | ------------------------------ | -------- | -------------- |
| 257    |                                        | Keroro 第一集改訂！ 是也                  |                  | 下山健人     | 三好正人       | 三好正人       | 川元まりこ                     |          |                |
| 258    |                                        | Keroro 恐怖的消極態度 是也                |                  | 北嶋博明     | 石平信司       | 清水一伸       | 飯飼一幸                       | 糸島雅彦 | スタジオガッツ |
| 258    | Keroro 沒有仁義的烤肉 是也             |                                           |                  | 北嶋博明     | 石平信司       | 清水一伸       | 飯飼一幸                       | 糸島雅彦 | スタジオガッツ |
| 259    |                                        | 小雪 櫻花不好了! 是也                     |                  | 笠原邦暁     | 京極尚彦       | 京極尚彦       | 石井ゆみこ                     |          | STMATS         |
| 260    |                                        | Kero0 Keroro小隊出發前夜 是也             |                  | 横谷昌宏     | 誌村宏明       | 古田丈司       | しんたぼくろう 高瀬健一        |          |                |
| 260    | Kero0 Keroro小隊第一任務 是也          |                                           |                  | 横谷昌宏     | 誌村宏明       | 古田丈司       | しんたぼくろう 高瀬健一        |          |                |
| 261    |                                        | 桃華 換位大作戰 是也                      |                  | 竹内利光     | 米田和博       | 米田和博       | 錦見楽                         |          |                |
| 261    | 556 我的所想! 是也                     |                                           |                  | 竹内利光     | 米田和博       | 米田和博       | 錦見楽                         |          |                |
| 262    |                                        | Bariri 被愛的看護長 是也                  |                  | 下山健人     | 佐藤まさふみ   | 佐藤まさふみ   | 飯飼一幸                       | 竹知仁美 | スタジオガッツ |
| 262    | Keroro 仰望宇宙的老媽 是也             |                                           |                  | 下山健人     | 佐藤まさふみ   | 佐藤まさふみ   | 飯飼一幸                       | 竹知仁美 | スタジオガッツ |
| 263    |                                        | Keroro 實現夢想的象鼻蟲 是也              |                  | 竹内利光     | 向井正浩       | 向井正浩       | 森本由布希                     |          |                |
| 263    | Keroro 加油啊垃圾袋! 是也              |                                           |                  | 竹内利光     | 向井正浩       | 向井正浩       | 森本由布希                     |          |                |
| 264    |                                        | Keroro 宇宙數位怪獸來襲 是也              |                  | 山口宏       | 笹木信作       | 阿宮正和       | 糸島雅彦 松下浩美              |          |                |
| 264    | Keroro 變身 是也                       |                                           |                  | 山口宏       | 笹木信作       | 阿宮正和       | 糸島雅彦 松下浩美              |          |                |
| 265    |                                        | Giroro 用遥控器来约會 是也                |                  | 北嶋博明     | 下田久人       | 下田久人       | しんぼたくろう 高瀬健一        |          |                |
| 265    | Keroro 有Poo的洞穴 是也                |                                           |                  | 北嶋博明     | 下田久人       | 下田久人       | しんぼたくろう 高瀬健一        |          |                |
| 266    |                                        | Tamama 初吻是我的 是也                    |                  | 滿仲勸       | 石平信司       | 清水一伸       | 飯飼一幸                       |          | スタジオガッツ |
| 266    | Pururu 公開的秘密？！ 是也             |                                           |                  | 滿仲勸       | 石平信司       | 清水一伸       | 飯飼一幸                       |          | スタジオガッツ |
| 267    |                                        | Keroro 空想大作戰 是也                    |                  | 笠原邦暁     | 京極尚彦       | 京極尚彦       | 石井ゆみこ                     |          | STMATS         |
| 267    | Keroro 吃香 是也                       |                                           |                  | 笠原邦暁     | 京極尚彦       | 京極尚彦       | 石井ゆみこ                     |          | STMATS         |
| 268    |                                        | Kero0 藍星人機械設計師角山，木子登場 是也 |                  | 横谷昌宏     | 古田丈司       | 古田丈司       | 松下浩美 糸島雅彦              |          |                |
| 269    |                                        | 桃華 愛情魔藥大騷動 是也                  |                  | 山口宏       | 誌村宏明       | 三好正人       | 川元まりこ 竹知仁美            |          |                |
| 269    | Giroro 逃離夏美 是也                   |                                           |                  | 山口宏       | 誌村宏明       | 三好正人       | 川元まりこ 竹知仁美            |          |                |
| 270    |                                        | 小Kero vs 小冬樹 是也                     |                  | 下山健人     | 佐藤まさふみ   | 佐藤まさふみ   | 飯飼一幸                       |          | スタジオガッツ |
| 271    |                                        | Tamama 前辈真辛苦 是也                    |                  | 下山健人     | きみやしげる   | 米田和博       | 森本由布希                     |          |                |
| 271    | 夏美 我們是男生是也                    |                                           |                  | 下山健人     | きみやしげる   | 米田和博       | 森本由布希                     |          |                |
| 272    |                                        | 濕氣王對556 是也                          |                  | 北嶋博明     | 誌村宏明       | 阿宮正和       | しんぼたくろう 高瀬健一        |          |                |
| 272    | 三大怪人 藍星最小決戰 是也             |                                           |                  | 北嶋博明     | 誌村宏明       | 阿宮正和       | しんぼたくろう 高瀬健一        |          |                |
| 273    |                                        | Keroro 特訓也OK 是也                      |                  | 笠原邦暁     | 喜多幡徹       | 向井正浩       | 小暮昌広 錦見楽                |          |                |
| 273    | 小雪 對決!真夏海岸 是也                |                                           |                  | 笠原邦暁     | 喜多幡徹       | 向井正浩       | 小暮昌広 錦見楽                |          |                |
| 274    |                                        | Keroro小隊 沉默的Keroro 是也              |                  | 山口宏       | 京極尚彦       | 京極尚彦       | 石井ゆみこ                     |          | STMATS         |
| 275    |                                        | Keroro K隆式高爾夫球 是也                 |                  | アベユーイチ | 石平信司       | 清水一伸       | 飯飼一幸                       |          | スタジオガッツ |
| 275    | Keroro 奔跑的Keroro 是也               |                                           |                  | アベユーイチ | 石平信司       | 清水一伸       | 飯飼一幸                       |          | スタジオガッツ |
| 276    |                                        | Keroro 提督大人猛攻! 是也                 |                  | 竹内利光     | 滿仲勸         | 滿仲勸         | 中山初絵 川元まりこ            |          |                |
| 276    | Giroro 拉锁别去动! 是也                |                                           |                  | 竹内利光     | 滿仲勸         | 滿仲勸         | 中山初絵 川元まりこ            |          |                |
| 277    |                                        | Kero0 在宇宙中叫外賣 是也                 |                  | 横谷昌宏     | 下田久人       | 下田久人       | しんぼたくろう 高瀬健一        |          |                |
| 277    | Kero0 想吃的方程式 是也                |                                           |                  | 横谷昌宏     | 下田久人       | 下田久人       | しんぼたくろう 高瀬健一        |          |                |
| 278    |                                        | 小幽靈 大改造 是也                        |                  | 山口宏       | 浦上貴之       | 古田丈司       | 森本由布希                     |          |                |
| 278    | Giroro 紅精靈 是也                     |                                           |                  | 山口宏       | 浦上貴之       | 古田丈司       | 森本由布希                     |          |                |
| 279    |                                        | 愛莉莎 第一次當媽媽!? 是也                |                  | 下山健人     | 佐藤まさふみ   | 佐藤まさふみ   | 飯飼一幸                       |          | スタジオガッツ |
| 280    |                                        | Keroro和夏美 集印卡大戰 是也              |                  | 北嶋博明     | 山本裕介       | 三好正人       | 松下浩美 ただのかずこ 糸島雅彦 |          |                |
| 280    | Keroro 悲傷的k夢ト 是也                |                                           |                  | 北嶋博明     | 山本裕介       | 三好正人       | 松下浩美 ただのかずこ 糸島雅彦 |          |                |
| 281    |                                        | Keroro 蟬小隊 是也                        |                  | 竹内利光     | 向井正浩       | 向井正浩       | 松下浩美 ただのかずこ 糸島雅彦 |          |                |
| 281    | Keroro ke-ro-日 是也                   |                                           |                  | 竹内利光     | 向井正浩       | 向井正浩       | 松下浩美 ただのかずこ 糸島雅彦 |          |                |
| 282    |                                        | 桃華 突然 侵略如火 是也                   |                  | アベユーイチ | 京極尚彦       | 京極尚彦       | 石井ゆみこ                     |          |                |
| 282    | Kero0 無花果戰線 沒有異常 是也         |                                           |                  | アベユーイチ | 京極尚彦       | 京極尚彦       | 石井ゆみこ                     |          |                |
| 283    |                                        | Keroro 五個驚愕的k隆人 是也               |                  | 笠原邦暁     | 古田丈司       | 古田丈司       | 川元まりこ                     |          |                |
| 283    | 冬樹 人類星球 是也                     |                                           |                  | 笠原邦暁     | 古田丈司       | 古田丈司       | 川元まりこ                     |          |                |
| 284    |                                        | dororo 別了小隊 是也                      |                  | 下山健人     | 井内秀治       | 清水一伸       | 飯飼一幸                       |          | スタジオガッツ |
| 285    |                                        | 阿秋 地球防衛最前線！是也                 |                  | 下山健人     | 米田和博       | 米田和博       | 錦見楽                         |          |                |
| 285    | 夏美 緊急！家長聽課 是也               |                                           |                  | 下山健人     | 米田和博       | 米田和博       | 錦見楽                         |          |                |
| 286    |                                        | KERORO 稀里糊塗濕濕大戰！ 是也            |                  | 北嶋博明     | 江島泰男       | 三好正人       | しんぼたくろう 高瀬健一        |          |                |
| 286    | KERORO 侵略！恐怖的冰激冷 是也         |                                           |                  | 北嶋博明     | 江島泰男       | 三好正人       | しんぼたくろう 高瀬健一        |          |                |
| 287    |                                        | 夏美 停住打嗝了~ 是也                     |                  | 横谷昌宏     | 誌村宏明       | 阿宮正和       | 宮下雄次                       |          |                |
| 287    | KERO零 訓練星球的守望者 是也           |                                           |                  | 横谷昌宏     | 誌村宏明       | 阿宮正和       | 宮下雄次                       |          |                |
| 288    |                                        | KERORO 河童傳說 是也                      |                  | 竹内利光     | 佐藤まさふみ   | 佐藤まさふみ   | 飯飼一幸                       |          | スタジオガッツ |
| 288    | KERORO 歡迎回家 是也                   |                                           |                  | 竹内利光     | 佐藤まさふみ   | 佐藤まさふみ   | 飯飼一幸                       |          | スタジオガッツ |
| 289    |                                        | GIRORO 戰場上的赤魔 是也                  |                  | 北嶋博明     | 下田久人       | 下田久人       | 森本由布希                     |          |                |
| 289    | KERORO 謊言成真？ 是也                 |                                           |                  | 北嶋博明     | 下田久人       | 下田久人       | 森本由布希                     |          |                |
| 290    |                                        | POYON 魅惑波爾大作戰！是也                |                  | アベユーイチ | 京極尚彦       | 京極尚彦       | 石井ゆみこ                     |          | STMATS         |
| 290    | KERO零 雪是冷酷的夜之女王 是也         |                                           |                  | アベユーイチ | 京極尚彦       | 京極尚彦       | 石井ゆみこ                     |          | STMATS         |
| 291    |                                        | 愛麗莎&涅布拉 初次泡溫泉 是也             |                  | 下山健人     | 向井正浩       | 向井正浩       | 竹知仁美 糸島雅彦              |          |                |
| 291    | KERORO小隊 奮戰！酉之市 是也           |                                           |                  | 下山健人     | 向井正浩       | 向井正浩       | 竹知仁美 糸島雅彦              |          |                |
| 292    |                                        | 夏美 抽屜裡的秘密 是也                    |                  | 笠原邦暁     | 山本裕介       | 清水一伸       | 飯飼一幸                       |          | スタジオガッツ |
| 292    | KERORO 夢中有你 是也                   |                                           |                  | 笠原邦暁     | 山本裕介       | 清水一伸       | 飯飼一幸                       |          | スタジオガッツ |
| 293    |                                        | 再次呈現 GEROGERO30分鐘 是也              |                  | 横谷昌宏     | 福本潔         | 福本潔         | 松下浩美                       |          |                |
| 293.1  | ケロロ 侵略者が来た! であります        | Keroro入侵者已經到來！ 是也               |                  | 横谷昌宏     | 福本潔         | 福本潔         | 松下浩美                       |          |                |
| 293.2  | ケロロ小隊戦記 おたよりコーナー        | Keroro中隊戰記新聞角 是也                 |                  | 横谷昌宏     | 福本潔         | 福本潔         | 松下浩美                       |          |                |
| 293.3  | ケロロ 風水で侵略! であります          | Keroro風水侵略戰！ 是也                   |                  | 横谷昌宏     | 福本潔         | 福本潔         | 松下浩美                       |          |                |
| 293.4  | ケロロ小隊戦記 おたよりコーナー        | Keroro中隊戰記新聞角 是也                 |                  | 横谷昌宏     | 福本潔         | 福本潔         | 松下浩美                       |          |                |
| 293.5  | ケロロ 放送禁止で侵略! であります      | Keroro被禁止廣播侵略戰！ 是也             |                  | 横谷昌宏     | 福本潔         | 福本潔         | 松下浩美                       |          |                |
| 293.6  | ケロロ 美容院で侵略! であります        | Keroro美容院侵略戰！ 是也                 |                  | 横谷昌宏     | 福本潔         | 福本潔         | 松下浩美                       |          |                |
| 293.7  | 小雪 くのいち探偵見参!! であります     | 小雪偵探團參見!! 是也                     |                  | 横谷昌宏     | 福本潔         | 福本潔         | 松下浩美                       |          |                |
| 293.8  | ケロロ小隊戦記 おたよりコーナー        | Keroro中隊戰記新聞角 是也                 |                  | 横谷昌宏     | 福本潔         | 福本潔         | 松下浩美                       |          |                |
| 293.9  | ケロロ 夢の侵略作戦 であります         | Keroro 夢的侵略戰 是也                    |                  | 横谷昌宏     | 福本潔         | 福本潔         | 松下浩美                       |          |                |
| 293.10 | ポール&秋 秘密のパーティ であります    | 波爾＆邱 一個秘密聚會 是也                |                  | 横谷昌宏     | 福本潔         | 福本潔         | 松下浩美                       |          |                |
| 293.11 | 冬樹&桃華 ひとつ屋根の下 であります    | 冬樹和桃華 在一個屋頂下 是也              |                  | 横谷昌宏     | 福本潔         | 福本潔         | 松下浩美                       |          |                |
| 293.12 | ケロロ 想い出の卒業文集 であります     | Keroro 充滿回憶的畢業典藏 是也            |                  | 横谷昌宏     | 福本潔         | 福本潔         | 松下浩美                       |          |                |
| 293.13 | 公開決定!! 実写版ケロロ軍曹 であります | 發行決定!!真人版Keroro軍曹 是也           |                  | 横谷昌宏     | 福本潔         | 福本潔         | 松下浩美                       |          |                |
| 294    |                                        | 吉岡平 親衛隊哀歌 是也                    |                  | 下山健人     | 井内秀治       | 三好正人       | 本田敬一                       |          |                |
| 294    | 夏美 聖誕宴大作戰 是也                 |                                           |                  | 下山健人     | 井内秀治       | 三好正人       | 本田敬一                       |          |                |
| 295    |                                        | KERORO 二合一KEROROOM 是也                |                  | 北嶋博明     | 古田丈司       | 古田丈司       | しんぼたくろう 高瀬健          |          |                |
| 295    | KERORO 謎樣最終兵器 是也               |                                           |                  | 北嶋博明     | 古田丈司       | 古田丈司       | しんぼたくろう 高瀬健          |          |                |
| 296    |                                        | KERORO 新年LUCKY 是也                     |                  | 笠原邦暁     | 米田和博       | 米田和博       | 錦見楽                         |          |                |
| 296    | KERORO 今年是K隆年 是也                |                                           |                  | 笠原邦暁     | 米田和博       | 米田和博       | 錦見楽                         |          |                |
| 297    |                                        | KERORO 機會只有一次 是也                  |                  | 竹内利光     | 佐藤まさふみ   | 佐藤まさふみ   | 飯飼一幸                       |          | スタジオガッツ |
| 297    | 鋼彈 屹立於大地 是也                   |                                           |                  | 竹内利光     | 佐藤まさふみ   | 佐藤まさふみ   | 飯飼一幸                       |          | スタジオガッツ |
| 298    |                                        | 摩亞 再見藍星 是也                        |                  | 山口宏       | 京極尚彦       | 京極尚彦       | 石井ゆみ子                     |          | STMATS         |
| 298    | 三郎 謎樣少年 是也                     |                                           |                  | 山口宏       | 京極尚彦       | 京極尚彦       | 石井ゆみ子                     |          | STMATS         |
| 299    |                                        | GIRORO 打倒G！是也                        |                  | 北嶋博明     | 誌村宏明       | 向井正浩       | 森本由布希                     |          |                |
| 299    | GIRORO G的逆襲 是也                    |                                           |                  | 北嶋博明     | 誌村宏明       | 向井正浩       | 森本由布希                     |          |                |
| 300    |                                        | ONONO 夢幻K隆兵 是也                      |                  | 誌村宏明     | 誌村宏明       | 阿宮正和       | 松下浩美                       |          |                |
| 301    |                                        | TAMAMA 西澤家流放？ 是也                  |                  | 下山健人     | さとうまさふみ | 清水一伸       | 飯飼一幸                       |          | スタジオガッツ |
| 301    | 桃華 愛與哀愁的巧克力蛋糕 是也         |                                           |                  | 下山健人     | さとうまさふみ | 清水一伸       | 飯飼一幸                       |          | スタジオガッツ |
| 302    |                                        | KERORO 我輩是導演呢！ 是也                |                  | 山口宏       | 福本潔         | 福本潔         | 髙木信一郎                     |          |                |
| 302    | KERORO&冬樹 大城市小冒險 是也          |                                           |                  | 山口宏       | 福本潔         | 福本潔         | 髙木信一郎                     |          |                |
| 303    |                                        | KERO零 故鄉是藍星 是也                    |                  | 横谷昌宏     | 下田久人       | 下田久人       | しんぼたくろう 中島達央        |          |                |
| 304    |                                        | KERORO 請還給我！是也                     |                  | 滿仲勸       | 滿仲勸         | 三好正人       | 本田敬一                       |          |                |
| 305    |                                        | 諾比比 來啦！是也                         |                  | 横谷昌宏     | 京極尚彦       | 京極尚彦       | 石井ゆみこ                     |          | STMATS         |
| 306    |                                        | 守護KERO 心動派對！是也                   | 惡搞《守護甜心》 | 山口宏       | さとうまさふみ | さとうまさふみ | 飯飼一幸                       |          | スタジオガッツ |
| 306    | DORORO DORO郎來了！是也                |                                           |                  | 山口宏       | さとうまさふみ | さとうまさふみ | 飯飼一幸                       |          | スタジオガッツ |
| 307    |                                        | KERORO&冬樹 時間膠囊之夜 是也             |                  | 横谷昌宏     | 井内秀治       | 米田和博       | 森本由布希 松下浩美            |          |                |

## 第七季
| 集數 | 日文標題                             | 中文標題                          | 故事借鏡                                                   | 劇本       | 分鏡                | 導演     | 作畫監督                                  | 協助製作       | 香港播放日期      |
| ---- | ------------------------------------ | --------------------------------- | ---------------------------------------------------------- | ---------- | ------------------- | -------- | ----------------------------------------- | -------------- | ----------------- |
| 308  |                                      | KERORO 第三行星的惡夢 是也        |                                                            | 横谷昌宏   | 古田丈司            | 古田丈司 | 小池智史                                  |                | 2011年 7月21日    |
| 308  | 深夜的KERORO軍曹 是也                |                                   |                                                            | 横谷昌宏   | 古田丈司            | 古田丈司 | 小池智史                                  |                | 2011年 7月21日    |
| 309  |                                      | GIRORO 藍星侵略開始! 是也         |                                                            | 下山健人   | 下田久人            | 下田久人 | 森本由布希                                |                | 7月22日           |
| 309  | GIRORO&夏美 手機簡訊作戰 是也        |                                   |                                                            | 下山健人   | 下田久人            | 下田久人 | 森本由布希                                |                | 7月22日           |
| 310  |                                      | TAMAMA 點心王國 是也              |                                                            | 北嶋博明   | 誌村宏明            | 向井正浩 | しんぼたくろう 中島達央 糸島雅彦          |                | 7月28日           |
| 310  | 桃華 承蒙收留 是也                   |                                   |                                                            | 北嶋博明   | 誌村宏明            | 向井正浩 | しんぼたくろう 中島達央 糸島雅彦          |                | 7月28日           |
| 311  |                                      | KURURU 侵略已經開始 是也          |                                                            | 竹内利光   | さとうまさふみ      | 清水一伸 | 飯飼一幸                                  | スタジオガッツ | 7月29日           |
| 311  | KERORO 青蛙講故事! 是也              |                                   |                                                            | 竹内利光   | さとうまさふみ      | 清水一伸 | 飯飼一幸                                  | スタジオガッツ | 7月29日           |
| 312  |                                      | DORORO 侵略才是吾之使命! 是也     |                                                            | 笠原邦暁   | まつぞのひろし      | 阿宮正和 | しんぼたくろう 中島達央                   |                | 8月4日            |
| 312  | 小雪的秘・密…。 是也                 |                                   |                                                            | 笠原邦暁   | まつぞのひろし      | 阿宮正和 | しんぼたくろう 中島達央                   |                | 8月4日            |
| 313  |                                      | KERORO 達成侵略的第二天 是也      |                                                            | 下山健人   | 井内秀治            | 京極尚彦 | 石井ゆみこ                                | STMATS         | 8月5日            |
| 313  | 日向秋 成為侵略者 是也               |                                   |                                                            | 下山健人   | 井内秀治            | 京極尚彦 | 石井ゆみこ                                | STMATS         | 8月5日            |
| 314  |                                      | KERORO 赤裸的侵略者 是也          |                                                            | 横谷昌宏   | 福本潔              | 福本潔   | 髙木信一郎                                | スタジオ九魔   | 8月11日           |
| 314  | 夏美&三郎 午休的天空 是也            |                                   |                                                            | 横谷昌宏   | 福本潔              | 福本潔   | 髙木信一郎                                | スタジオ九魔   | 8月11日           |
| 315  |                                      | KERORO 快樂的園藝 是也            |                                                            | 統月剛     | 米田和博            | 米田和博 | 本田敬一                                  |                | 8月12日           |
| 315  | 冬樹 曾經的踩影子遊戲 是也           |                                   |                                                            | 統月剛     | 米田和博            | 米田和博 | 本田敬一                                  |                | 8月12日           |
| 316  |                                      | 桃華 我是軍曹? 是也               |                                                            | 北嶋博明   | 浪速勉              | 藤本義孝 | 飯飼一幸                                  | スタジオガッツ | 8月18日           |
| 316  | KERORO 來自宇宙的侵略者計劃 是也     |                                   |                                                            | 北嶋博明   | 浪速勉              | 藤本義孝 | 飯飼一幸                                  | スタジオガッツ | 8月18日           |
| 317  |                                      | KERORO 尋找威霸 是也              |                                                            | 横谷昌宏   | 誌村宏明            | 向井正浩 | 森本由布希                                |                | 8月19日           |
| 317  | GIRORO 頂櫥中的戰士 是也             |                                   |                                                            | 横谷昌宏   | 誌村宏明            | 向井正浩 | 森本由布希                                |                | 8月19日           |
| 318  |                                      | DORORO 假面男子 是也              |                                                            | 柿村イサナ | 三宅和男            | 三好正人 | 糸島雅彦                                  |                | 8月25日           |
| 318  | 摩亞 黑夜造訪者 是也                 |                                   |                                                            | 柿村イサナ | 三宅和男            | 三好正人 | 糸島雅彦                                  |                | 8月25日           |
| 319  |                                      | 摩亞 天才黑客? 是也               |                                                            | 統月剛     | 下田久人            | 下田久人 | しんぼたくろう 中島達央                   |                | 8月26日           |
| 319  | KURURU 小古鐘 是也                   |                                   |                                                            | 統月剛     | 下田久人            | 下田久人 | しんぼたくろう 中島達央                   |                | 8月26日           |
| 320  |                                      | 夏美 嚮往的侵略者! 是也           |                                                            | 下山健人   | 古田丈司            | 古田丈司 | 小野早香 須永賴太                         |                | 9月1日            |
| 320  | PURURU 六月新娘!? 是也               |                                   |                                                            | 下山健人   | 古田丈司            | 古田丈司 | 小野早香 須永賴太                         |                | 9月1日            |
| 321  |                                      | KERORO 學習古人 是也              |                                                            | 山口宏     | さとうまさふみ      | 清水一伸 | 飯飼一幸                                  | スタジオガッツ | 9月2日            |
| 321  | 夏美 溫柔是罪 是也                   |                                   |                                                            | 山口宏     | さとうまさふみ      | 清水一伸 | 飯飼一幸                                  | スタジオガッツ | 9月2日            |
| 322  |                                      | GIRORO 逃脫不可能?! 是也          |                                                            | 竹内利光   | 京極尚彦            | 京極尚彦 | 石井ゆみこ                                | STMATS         | 9月8日            |
| 322  | KERORO 救援不可能?! 是也             |                                   |                                                            | 竹内利光   | 京極尚彦            | 京極尚彦 | 石井ゆみこ                                | STMATS         | 9月8日            |
| 323  | ●                                    | KERORO 宇宙看家頭兒降臨 是也      |                                                            | 北嶋博明   | 阿宮正和            | 阿宮正和 | 松下浩美                                  |                | 9月9日            |
| 323  | ●                                    | 夏美 戰場攝影記者大訓練! 是也     |                                                            | 北嶋博明   | 阿宮正和            | 阿宮正和 | 松下浩美                                  |                | 9月9日            |
| 324  |                                      | 夏美 別按! 是也                   |                                                            | 横谷昌宏   | 井内秀治            | 米田和博 | 木下和栄                                  | スタジオ九魔   | 9月15日           |
| 324  | KERORO 侵略度檢測 是也               |                                   |                                                            | 横谷昌宏   | 井内秀治            | 米田和博 | 木下和栄                                  | スタジオ九魔   | 9月15日           |
| 325  |                                      | KERORO 升級版造型 是也            |                                                            | 柿村イサナ | 青井小夜            | 福本潔   | 室井康雄 糸島雅彦                         |                | 9月16日           |
| 325  | KERORO 化粧與否在我 是也             |                                   |                                                            | 柿村イサナ | 青井小夜            | 福本潔   | 室井康雄 糸島雅彦                         |                | 9月16日           |
| 326  |                                      | 小KERORO 兒時的夏日煙火 是也      |                                                            | 横谷昌宏   | 近藤一英            | 飯飼一幸 | 飯飼一幸                                  | スタジオガッツ | 9月22日           |
| 326  | KERORO 泳裝美女大賽 是也             |                                   |                                                            | 横谷昌宏   | 近藤一英            | 飯飼一幸 | 飯飼一幸                                  | スタジオガッツ | 9月22日           |
| 327  |                                      | KERORO 正義的一方! 是也           |                                                            | 笠原邦暁   | 喜多幡徹            | 三好正人 | 本田敬一                                  |                | 9月23日           |
| 327  | KERORO 眨眼工夫的侵略! 是也          |                                   |                                                            | 笠原邦暁   | 喜多幡徹            | 三好正人 | 本田敬一                                  |                | 9月23日           |
| 328  |                                      | 桃華 體驗普通生活! 是也           | - 惡搞《海螺小姐》 - 惡搞《我們這一家》 - 惡搞《蠟筆小新》 | 柿村イサナ | 向井正浩            | 向井正浩 | 森本由布希                                |                | 9月29日           |
| 328  | 波爾的休假 是也                      |                                   |                                                            | 柿村イサナ | 向井正浩            | 向井正浩 | 森本由布希                                |                | 9月29日           |
| 329  |                                      | 冬樹 在意! 是也                   |                                                            | 北嶋博明   | まついひとゆき      | 福本潔   | 石井ゆみこ                                | STMATS         | 9月30日           |
| 329  | 夏美 大海又寬又廣 是也               |                                   |                                                            | 北嶋博明   | まついひとゆき      | 福本潔   | 石井ゆみこ                                | STMATS         | 9月30日           |
| 330  |                                      | 556 史上最兇的搭檔 是也           |                                                            | 下山健人   | 古田丈司            | 古田丈司 | しんぼたくろう 中島達央                   |                | 10月6日           |
| 330  | 小雪 初次做咖哩 是也                 |                                   |                                                            | 下山健人   | 古田丈司            | 古田丈司 | しんぼたくろう 中島達央                   |                | 10月6日           |
| 331  |                                      | 夏美 忍怒一周 是也                |                                                            | 柿村イサナ | 笹木信作            | 清水一伸 | 飯飼一幸                                  | スタジオガッツ | 10月7日           |
| 331  | KERORO 侵略是無限胃口? 是也          |                                   |                                                            | 柿村イサナ | 笹木信作            | 清水一伸 | 飯飼一幸                                  | スタジオガッツ | 10月7日           |
| 332  |                                      | 冬樹 蝶人出現? 是也               |                                                            | 統月剛     | まつぞのひろし      | 阿宮正和 | 糸島雅彦                                  |                | 10月14日          |
| 332  | GIRORO 不速之客 是也                 |                                   |                                                            | 統月剛     | まつぞのひろし      | 阿宮正和 | 糸島雅彦                                  |                | 10月14日          |
| 333  |                                      | 桃華 星空心情 是也                |                                                            | 竹内利光   | 米田和博            | 米田和博 | 清水一伸                                  | 松下浩美       | 10月20日          |
| 333  | KERORO 小福毛 是也                   |                                   |                                                            | 竹内利光   | 米田和博            | 米田和博 | 清水一伸                                  | 松下浩美       | 10月20日          |
| 334  | ●                                    | KERORO 激突☆暴齡球大會 是也       |                                                            | 北嶋博明   | 誌村宏明            | 福本潔   | 北林正樹                                  |                | 10月21日          |
| 334  | ●                                    | KERORO 吾輩、超果斷計畫!? 是也    |                                                            | 北嶋博明   | 誌村宏明            | 福本潔   | 北林正樹                                  |                | 10月21日          |
| 335  | ●                                    | KERORO 代理隊長機器人出動! 是也   |                                                            | 竹内利光   | まついひとゆき      | 青葉譲   | 石井ゆみこ                                | STMATS         | 10月27日、11月3日 |
| 335  | ●                                    | KERORO 豪華月亮! 是也             |                                                            | 竹内利光   | まついひとゆき      | 青葉譲   | 石井ゆみこ                                | STMATS         | 10月27日、11月3日 |
| 336  | ●                                    | DORORO 偷偷靠近的黑影 是也        |                                                            | 下山健人   | 関田修              | 清水一伸 | 飯飼一幸                                  | スタジオガッツ | 10月28日、11月4日 |
| 336  | ●                                    | 夏美 日向家建築物探訪 是也        |                                                            | 下山健人   | 関田修              | 清水一伸 | 飯飼一幸                                  | スタジオガッツ | 10月28日、11月4日 |
| 337  | ●                                    | KERORO 鮮花至以亞魯加奈依儂 是也  |                                                            | 笠原邦暁   | きみやしげる        | 向井雅浩 | しんぼたくろう 中島達央                   |                | 11月10日          |
| 337  | ●                                    | GIRORO 哞!牛 是也                 |                                                            | 笠原邦暁   | きみやしげる        | 向井雅浩 | しんぼたくろう 中島達央                   |                | 11月10日          |
| 338  |                                      | 小雪 萬聖節那天 是也              |                                                            | 横谷昌宏   | 井内秀治            | 福本潔   | 森本由布希                                |                | 11月11日          |
| 338  | ●                                    | 小雪VS愛莉莎 深海決鬥 是也        |                                                            | 横谷昌宏   | 井内秀治            | 福本潔   | 森本由布希                                |                | 11月11日          |
| 339  | ●                                    | KERORO 恐怖的紅燈 是也            |                                                            | 山口宏     | 古田丈司            | 古田丈司 | 加野晃                                    | スタジオ九魔   | 11月17日          |
| 339  | KERORO 侵略正負 是也                 |                                   |                                                            | 山口宏     | 古田丈司            | 古田丈司 | 加野晃                                    | スタジオ九魔   | 11月17日          |
| 340  | ●                                    | 秋 真正的拉麵 是也                |                                                            | 下山健人   | 誌村宏明            | 阿宮正和 | 糸島雅彦                                  |                | 11月18日          |
| 340  | JORIRI 偽拉麵 是也                   |                                   |                                                            | 下山健人   | 誌村宏明            | 阿宮正和 | 糸島雅彦                                  |                | 11月18日          |
| 341  | ●                                    | KERORO 在廁所生存 是也            |                                                            | 竹内利光   | 浪速勉              | 清水一伸 | 飯飼一幸                                  | スタジオガッツ | 11月24日          |
| 341  | KERORO 對GIRORO對TAMAMA對DORORO 是也 |                                   |                                                            | 竹内利光   | 浪速勉              | 清水一伸 | 飯飼一幸                                  | スタジオガッツ | 11月24日          |
| 342  | ●                                    | KERORO 誕生! 新必殺技! 是也       |                                                            | 北嶋博明   | 笹木信作            | 三好正人 | 松下浩美                                  |                | 11月25日          |
| 342  | 夏美 心裡話洩漏 是也                 |                                   |                                                            | 北嶋博明   | 笹木信作            | 三好正人 | 松下浩美                                  |                | 11月25日          |
| 343  |                                      | 556 我是宇宙刑警! 是也            |                                                            | 笠原邦暁   | 京極尚彦            | 京極尚彦 | 石井ゆみこ                                | STMATS         | 12月1日           |
| 343  | 拉比 來解決 是也                     |                                   |                                                            | 笠原邦暁   | 京極尚彦            | 京極尚彦 | 石井ゆみこ                                | STMATS         | 12月1日           |
| 344  |                                      | PURURU 圍繞愛的藍星! 是也         |                                                            | 下山健人   | 米田和博            | 米田和博 | しんぼたくろう 中島達央                   |                | 12月2日           |
| 344  | 愛莉莎&桃華 女人的戰鬥! 是也         |                                   |                                                            | 下山健人   | 米田和博            | 米田和博 | しんぼたくろう 中島達央                   |                | 12月2日           |
| 345  | ●                                    | KERORO對GIRORO 冷雨中的決鬥! 是也 |                                                            | 山口宏     | 福本潔              | 清水一伸 | 飯飼一幸                                  | スタジオガッツ | 12月8日           |
| 345  | KERORO小隊 大忘年會! 是也            |                                   |                                                            | 山口宏     | 福本潔              | 清水一伸 | 飯飼一幸                                  | スタジオガッツ | 12月8日           |
| 346  |                                      | KERORO 落選作戰大作戰 是也        |                                                            | 竹内利光   | まついひとゆき      | 向井雅浩 | 須永賴太 小野早香 しんぼたくろう 中島達央 |                | 12月9日           |
| 346  | KERORO 謹啟 夏美大人 是也            |                                   |                                                            | 竹内利光   | まついひとゆき      | 向井雅浩 | 須永賴太 小野早香 しんぼたくろう 中島達央 |                | 12月9日           |
| 347  |                                      | KERORO 侵略者氣質 是也            | - 借鑒《七龍珠》 - 彩蛋 ORARA CV:《野澤雅子》              | 北嶋博明   | 古田丈司            | 福本潔   | 森本由布希                                |                | 12月15日          |
| 347  | DORORO 嗯? TAMAMA君 是也             |                                   |                                                            | 北嶋博明   | 古田丈司            | 福本潔   | 森本由布希                                |                | 12月15日          |
| 348  |                                      | 誕生 變身仔冬樹 是也              |                                                            | 山口宏     | 井内秀治            | 阿宮正和 | 北林正樹                                  |                | 12月16日          |
| 348  | KERORO 美妙潤喉糖 是也               |                                   |                                                            | 山口宏     | 井内秀治            | 阿宮正和 | 北林正樹                                  |                | 12月16日          |
| 349  |                                      | KERORO 侵略日常吧 是也            |                                                            | 轟大河     | 笹木信作            | 関田修   | 松下浩美                                  |                | 12月22日          |
| 349  | KERORO 重啟萬歲 是也                 |                                   |                                                            | 轟大河     | 笹木信作            | 関田修   | 松下浩美                                  |                | 12月22日          |
| 350  |                                      | 摩亞 叔叔奮鬥記 是也              |                                                            | 下山健人   | 加瀬充子 東海林真一 | 近橋伸隆 | 加野晃                                    | スタジオ九魔   | 12月23日          |
| 350  | 秋對貓咪 異種格鬥技站! 是也          |                                   |                                                            | 下山健人   | 加瀬充子 東海林真一 | 近橋伸隆 | 加野晃                                    | スタジオ九魔   | 12月23日          |
| 351  |                                      | KEROKERO15分 是也                 |                                                            | 横谷昌宏   | 福本潔              | 清水一伸 | 飯飼一幸                                  | スタジオガッツ | 12月29日          |
| 351  | GIRORO 讓我看看! 是也                |                                   |                                                            | 横谷昌宏   | 福本潔              | 清水一伸 | 飯飼一幸                                  | スタジオガッツ | 12月29日          |
| 352  |                                      | NABEBE 黑暗火鍋奉行! 是也         |                                                            | 笠原邦暁   | 京極尚彦            | 京極尚彦 | 石井ゆみこ                                | STMATS         | 12月30日          |
| 352  | 夏美 623的真面目 是也                |                                   |                                                            | 笠原邦暁   | 京極尚彦            | 京極尚彦 | 石井ゆみこ                                | STMATS         | 12月30日          |
| 353  |                                      | 幽靈 我想升天 是也                |                                                            | 下山健人   | 笹木信作            | 福本潔   | 森本由布希                                |                |                   |
| 353  | GIRORO 即使夢醒以後 是也             |                                   |                                                            | 下山健人   | 笹木信作            | 福本潔   | 森本由布希                                |                |                   |
| 354  |                                      | KERORO 未來的來訪者 是也          | - 惡搞《哆啦A夢》                                          | 竹内利光   | 誌村宏明            | 大谷五郎 | しんぼたくろう 中島達央                   |                |                   |
| 354  | 623 廣播之星的悲劇 是也              |                                   |                                                            | 竹内利光   | 誌村宏明            | 大谷五郎 | しんぼたくろう 中島達央                   |                |                   |
| 355  |                                      | 櫻華 隱退! 是也                   |                                                            | 笠原邦暁   | 浪速勉              | 清水一伸 | 飯飼一幸                                  | スタジオガッツ |                   |
| 355  | KERORO 你能活到最後嗎? 是也          |                                   |                                                            | 笠原邦暁   | 浪速勉              | 清水一伸 | 飯飼一幸                                  | スタジオガッツ |                   |
| 356  |                                      | KERORO小隊 真龍勇士 是也          |                                                            | 山口宏     | 古田丈司            | 古田丈司 | 糸島雅彦 松下浩美                         |                |                   |
| 356  | 摩亞 給另一個我的春天 是也           |                                   |                                                            | 山口宏     | 古田丈司            | 古田丈司 | 糸島雅彦 松下浩美                         |                |                   |
| 357  |                                      | 日向家 春歸來 是也                |                                                            | 横谷昌宏   | 近藤信宏            | 阿宮正和 | 竹知仁美 小池智史                         |                |                   |
| 358  | ●                                    | KERORO 世界中的KERORO軍曹 是也    |                                                            | 北嶋博明   | 古田丈司            | 阿宮正和 | 小池智史                                  |                |                   |
| 358  | ●                                    | KERORO K隆軍式遠足大公開! 是也    |                                                            | 北嶋博明   | 古田丈司            | 阿宮正和 | 小池智史                                  |                |                   |

## 新季
| 話數     | 標題（日英雙題）                         | 中文標題           | 繪畫                 | 前季再放送        | 放送日期       |
| -------- | ---------------------------------------- | ------------------ | -------------------- | ----------------- | -------------- |
| FILE:001 | ケロロとの遭遇 I need Keroro.            | 與keroro的相遇     | 吉崎観音             | 第一季 第1、2話   | 2014年 3月22日 |
| FILE:002 | 異星人VS家族 Family vs Alien             | 外星人VS家人       | 吉崎観音             | 第3、4話          | 3月29日        |
| FILE:003 | 宇宙人観察記録 Alien Surveilance         | 外星人觀察記錄     | 吉崎観音、春日森春木 | 第5、6話          | 4月5日         |
| FILE:004 | 宇宙の掃除 The Alien Cleans House        | 宇宙的大掃除       | 吉崎観音、春日森春木 | 第7、8話          | 4月12日        |
| FILE:005 | ケロロ小隊集結 Keroro Platoon Formation  | Keroro小隊集結     | 吉崎観音             | 第9、10話         | 4月19日        |
| FILE:006 | 姉の変身 Sister, Transform!              | 姊姊變身           | 吉崎観音、春日森春木 | 第11、12話        | 4月26日        |
| FILE:007 | 宇宙のナワトビ Outer Space Skipping Rope | 宇宙的跳繩         | 白佐木和馬           | 第13、14話        | 5月10日        |
| FILE:008 | 温泉大決戦 Ticket War                    | 温泉大對決         | 山本雄三             | 第15、16話        | 5月17日        |
| FILE:009 | 新たなるケロロ The New Keroro            | 全新的Keroro       | 吉崎観音、春日森春木 | 第17、18話        | 5月24日        |
| FILE:010 | 宇宙のすごろく The Space Game            | 宇宙雙六           | 山本雄三             | 第19、20話        | 5月31日        |
| FILE:011 | シールの戦い Alien Sticker Battle        | 貼紙大作戰         | 月見里智弘           | 第21、22話        | 6月7日         |
| FILE:012 | 宇宙幼稚園 Space Kinder                  | 宇宙幼兒園         | 白佐木和馬           | 第23、24話        | 6月14日        |
| FILE:013 | イルカに乗った宇宙人 Dolphin and Alien   | 騎乘海豚的外星人   | 白佐木和馬           | 第25、26話        | 6月21日        |
| FILE:014 | 二つのケロンスター The Keron Stars       | 兩顆K隆星          | 月見里智弘           | 第27、28話        | 6月28日        |
| FILE:015 | 偽ケロロ軍団 Fighting Keroro             | 假Keroro軍團       | 白佐木和馬           | 第29、30話        | 7月5日         |
| FILE:016 | 怪物少女VS宇宙人 Monster Girl VS Alien   | 怪物少女VS外星人   | 白佐木和馬           | 第31、32話        | 7月12日        |
| FILE:017 | ネコ Ultimate Invaders                   | 貓 終極侵入者      | 高律智子             | 第33、34話        | 7月19日        |
| FILE:018 | 宇宙人からの招待状 Alien Trap            | 来自外星人的邀请函 | 白佐木和馬           | 第35、36話        | 7月26日        |
| FILE:019 | 地球探査計画 Earth Expedition            | 地球探索計畫       | 白佐木和馬           | 第38、39話        | 8月9日         |
| FILE:020 | スタイルバトル Skill Battle              | 技能戰             | 月見里智弘           | 第40、41話        | 8月16日        |
| FILE:021 | 宇宙のテレビ Space TV                    | 宇宙電視           | 白佐木和馬           | 第42、43話        | 8月23日        |
| FILE:022 | 宇宙動物園 Space Zoo                     | 宇宙動物園         | 白佐木和馬           | 第45、46話        | 8月30日        |
| FILE:023 | 日向家宇宙へ I Feel Space                | 日向家 飛向宇宙    | 白佐木和馬           | 第48、49 50、51話 | 9月6日         |

## 外部連結
- （日語） Keroro軍曹集數列表（页面存档备份，存于）
- （日語） Keroro軍曹りいたします。（页面存档备份，存于）